# 俄羅斯入侵烏克蘭時間軸 (2023年8月)

俄羅斯入侵烏克蘭的動態地圖（參見可交互的俄烏戰爭詳細地圖）

本條目主要列出俄羅斯入侵烏克蘭在2023年8月的過程。

## 8月1日

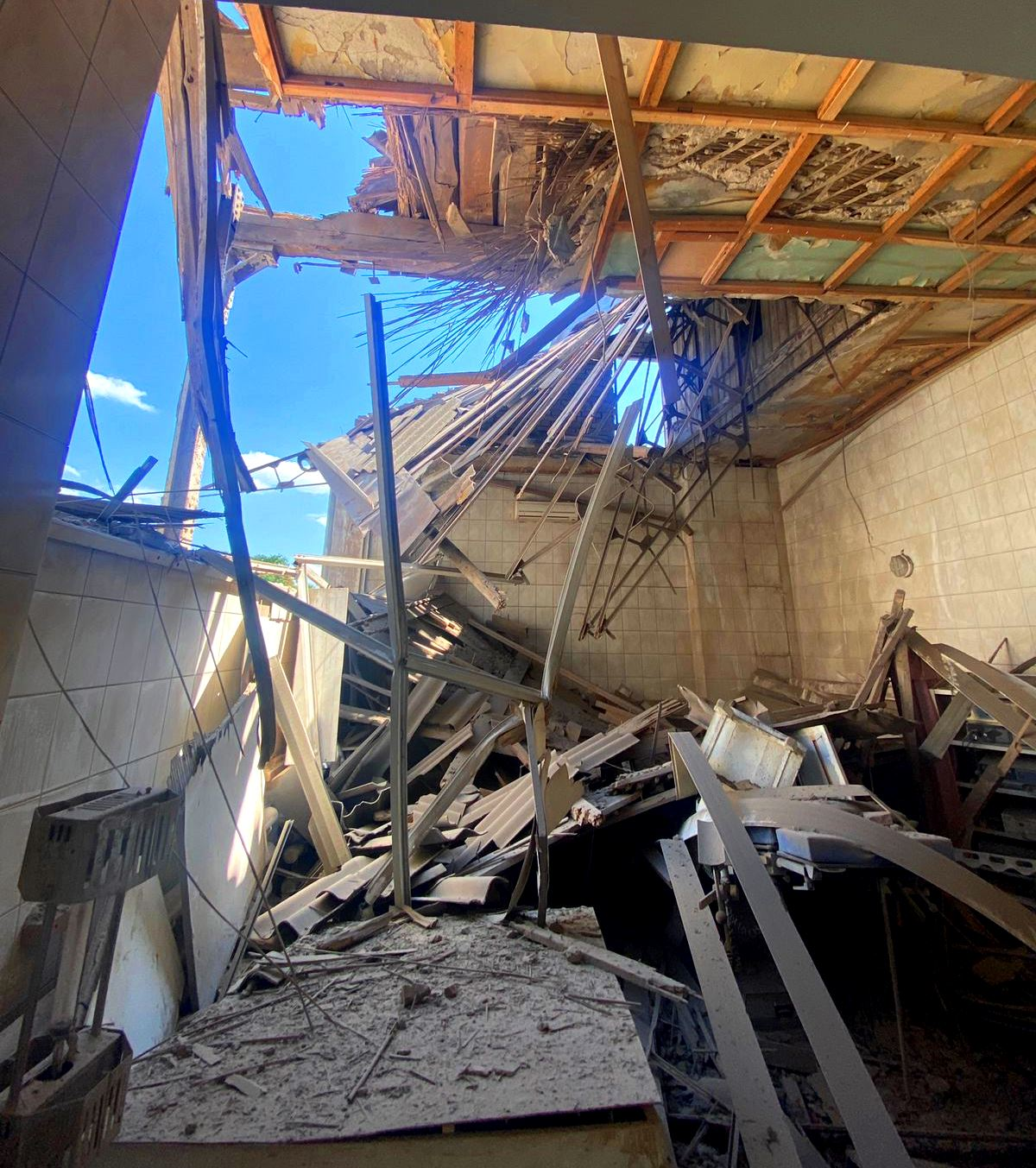
赫爾松一家醫療設施遭到俄軍襲擊

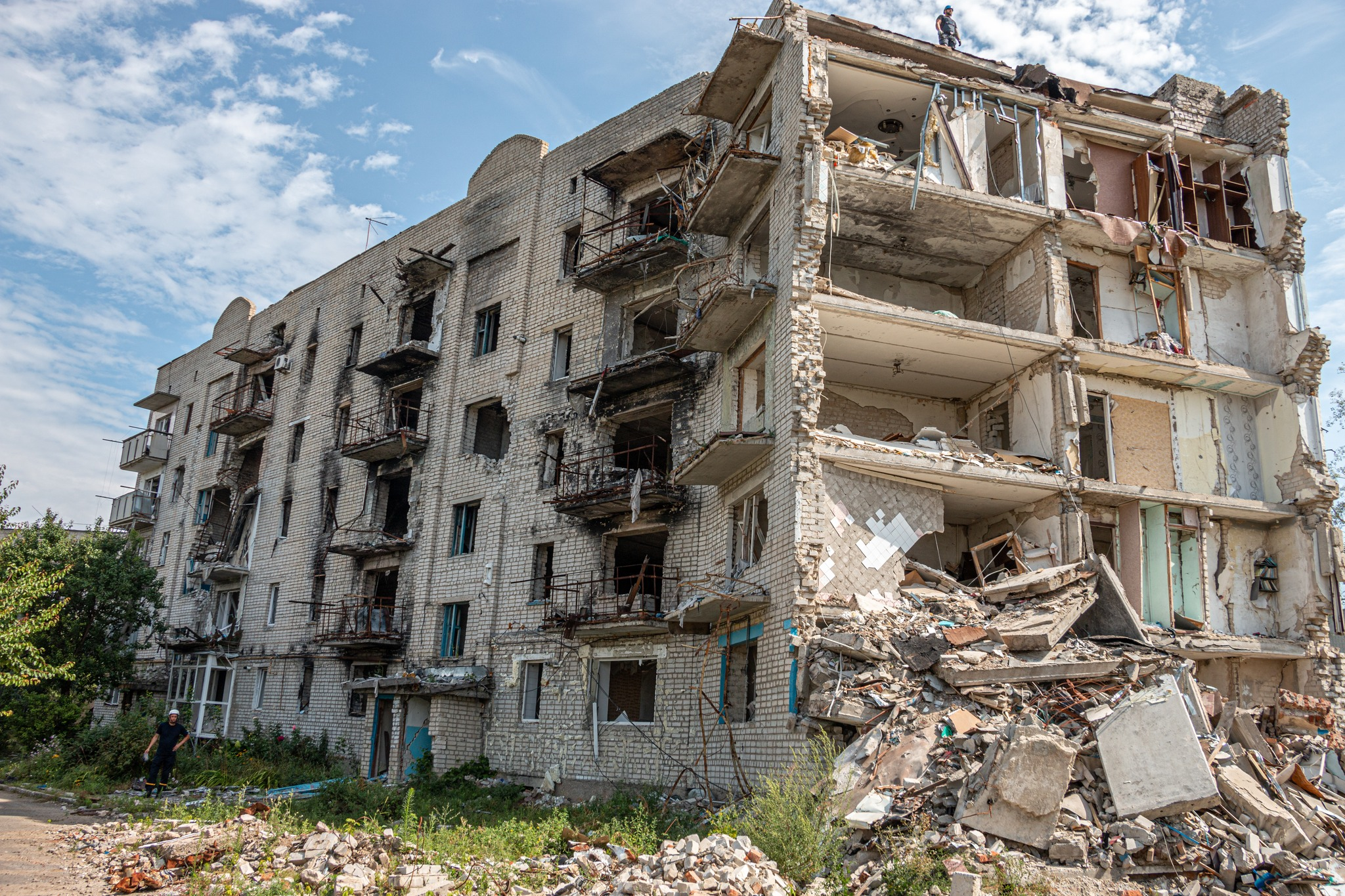
哈爾科夫人口稠密地區遭到俄軍襲擊

烏克蘭當局表示，在過去一天，俄羅斯一共襲擊9個州，包括第聶伯羅彼得羅夫斯克州、頓涅茨克州、哈爾科夫州、赫爾松州、蘇梅州、切爾尼戈夫州、盧甘斯克州、尼古拉耶夫州和扎波羅熱州遭到俄軍攻擊，造成至少12人死亡，104人受傷。烏克蘭赫爾松市軍事管理局局長表示，俄羅斯軍隊對赫爾松的一家醫療設施發動襲擊，造成至少1名醫生死亡，4名平民受傷。烏克蘭哈爾科夫市官員表示，俄羅斯無人機襲擊該市的人口稠密地區，合共造成三次爆炸，至少造成1人受傷，當中一架無人機擊中一所大學宿舍，另外哈爾科夫州長表示，俄羅斯襲擊哈爾科夫州佩爾紹特拉夫內韋，造成1人死亡，1人受傷。扎波羅熱州州長表示，俄羅斯對奧裡科夫發動空襲，造成1名平民受傷。頓涅茨克州州長表示，俄羅斯對頓涅茨克州庫拉霍韋和察蘇夫雅發動襲擊，造成三名平民受傷。
烏克蘭武裝部隊總參謀部表示，自全面入侵以來，俄羅斯在烏克蘭損失246,690名士兵，過去一天俄羅斯部隊有500人傷亡，累計損失4,216輛坦克、8,205輛裝甲戰車、7,324輛汽車和燃料箱、4,839個火炮系統、699個多發火箭發射系統、462個防空系統、315架飛機、311架直升機、4,027架無人機和18艘船隻。烏克蘭武裝聯合部隊司令表示，一支俄羅斯破壞部隊試圖越過烏克蘭邊境進入切爾尼戈夫州，但沒有成功。 烏克蘭軍事情報部門表示，在克里米亞的親烏克蘭居民有系統地用燃燒彈襲擊俄羅斯軍事基地，迫使俄羅斯加強對半島的監視，情報總局亦表示，親烏克蘭人與佔領當局之間的對抗越來越頻繁，為了鎮壓持不同政見者，俄羅斯正在利用大規模拘留和以暴力方式控制可疑人物，其中幾名拒絕接受俄羅斯護照的公民失蹤，部分人面臨罰款或財產損失等。
俄羅斯官方媒體報道，幾架無人機在莫斯科上空被擊落，其中一架無人機擊中7月30日襲擊中遇襲的其中一棟辦公大樓。俄羅斯布良斯克州長表示，烏克蘭軍隊炮擊丘羅維奇，沒有人員傷亡。俄佔塞瓦斯托波爾官員表示，擊落一架烏克蘭無人機。俄羅斯國營傳媒報道，一名男子對圣彼得堡的一間征兵办公室投擲燃燒瓶，並且駕車撞向辦公室大門。
俄羅斯國防部表示，俄羅斯武裝部隊總參謀長瓦列里·格拉西莫夫到訪俄佔扎波羅熱地區。俄佔頓涅茨克官員表示，俄羅斯和烏克蘭軍隊在斯塔羅馬約斯克爭奪激烈，烏克蘭一度聲稱奪回，但隨後俄羅斯當局聲稱，重新控制。
俄羅斯國防部聲稱，成功地擊退三艘烏克蘭無人艇對黑海艦隊以及俄羅斯民用運輸船的攻擊，並表示，烏克蘭武裝部隊試圖用三艘海上無人艇襲擊黑海艦隊的巡邏艦謝爾蓋．科托夫號和瓦西里·畢可夫號，其中謝爾蓋．科托夫號是第二次成為被攻擊目標，有關三艘無人艇被武器火力摧毀。但乌克兰总统办公室顾问波多利亚克否認乌克兰會对黑海的民用船只发动袭击。
英國國防部每日情報報告顯示，烏克蘭南部前線兩個地區的激烈戰鬥正在消耗俄羅斯的防禦部隊，其中扎波羅熱州奧裡科夫以南的戰鬥主要由俄羅斯第58聯合軍負責，英國國防部形容此軍團很可能「正與戰鬥疲勞作戰」，主要原因是第58聯合軍已經在烏克蘭的戰鬥超過八週，在頓涅茨克州大諾沃西爾卡以南，俄羅斯第5聯合軍則正面臨特殊壓力，需要輪換，有關地區防禦由來自東部和南部軍區的部隊組成，可能造成協調問題，另外火炮彈藥短缺和後備人員的缺乏是南部前線俄羅斯指揮官的常見問題。
烏克蘭海軍跟蹤資料顯示，在俄羅斯退出黑海糧食協議和表明可能會攻擊進入黑海的民用船隻後，在7月30日至少有六艘駛往烏克蘭港口的民用船隻進入黑海，第一艘進入黑海的船隻在8月1日抵達烏克蘭敖德薩州伊茲梅爾，其他船隻則停泊在羅馬尼亞港口城市蘇利納附近，所有船隻受到美國P-8海神式海上巡邏機和一架RQ-4全球鷹偵察機跟蹤監視。烏克蘭國家警察表示，執法人員搜查第聶伯羅彼得羅夫斯克州軍事招募辦公室主任的辦公室和財產，發現該主任及其親屬在俄羅斯全面入侵期間，獲得價值約35萬美元的財產，大大超過其合法收入，涉嫌非法致富被拘留。乌克兰國家安全局表示，在米科萊夫州逮捕一名女商人，涉嫌向俄羅斯联邦安全局透露機密。
英國廣播公司根據跟蹤網站資料報道，僅在2023年，就已經有120架無人機攻擊過俄羅斯本土以及俄佔烏克蘭地區，並集中在俄羅斯靠近烏克蘭西部邊境的布良斯克和別爾哥羅德地區，以及俄佔克里米亞。
波蘭國防部表示，兩架白俄羅斯直升機在演習中闖入波蘭領空，國防部最初否認事件，但其後表示，由於直升機闖入的高度較低，因此雷達系統難以探測，亦表示已經向北約通報侵犯領空的情況，並傳召白俄羅斯臨時代辦向外交部解釋。白俄羅斯國防部就表示波蘭的指控是憑空捏造，目的是再次讓波蘭在白俄羅斯邊界附近集結部隊和裝備合理化。此前，波蘭一直指控白俄和駐白俄的瓦格納集團企圖侵犯波蘭，因此向白波邊境增派部隊，而駐白俄的瓦格納集團亦曾宣稱會對波蘭發起敵對行動。
烏克蘭外交部表示，已经和克罗地亚政府达成协议，将经由克罗地亚在亚得里亚海岸的港口运出乌克兰农产品，在黑海糧食協議到期后，乌克兰曾试图经陆路向欧盟出口农产品，但波兰等中东欧成员国對此有過顧忌。
烏克蘭反對派國會議員表示，烏克蘭軍方的醫療部隊指揮部在2023年沒有購買任何急救包，透過國際援助提供的急救包也沒有得到適當檢查。烏克蘭媒體Liga.net曾報道，向部隊提供的止血帶品質差劣。

## 8月2日

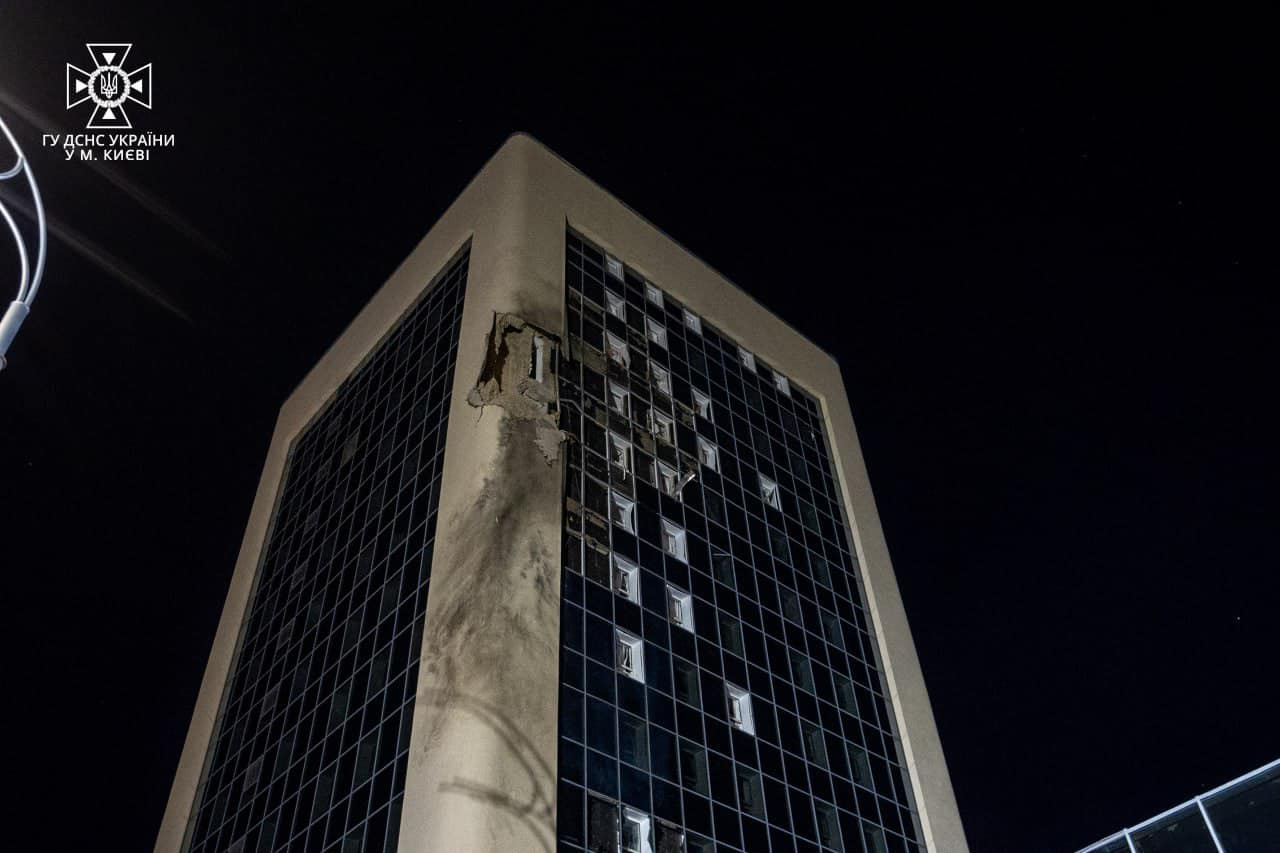
基輔索洛米安區遭到無人機殘骸破壞

烏克蘭當局表示，在過去一天，俄羅斯一共襲擊11個州，包括第聶伯羅彼得羅夫斯克州、基輔州、敖德薩州、頓涅茨克州、哈爾科夫州、赫爾松州、蘇梅州、切爾尼戈夫州、盧甘斯克州、尼古拉耶夫州和扎波羅熱州遭到俄軍攻擊，造成至少2人死亡，15人受傷。烏克蘭基輔市長表示，俄羅斯軍隊使用伊朗製無人機襲擊基輔州，部分無人機碎片落在索洛米安區和斯維亞托申區，損壞一棟非住宅建築，而戈洛西伊夫區亦發生爆炸。烏克蘭敖德薩州長表示，俄羅斯對敖德薩南部港口和工業基礎設施發動無人機襲擊，沒有人員傷亡報告。烏克蘭空軍表示，軍隊在午夜至凌晨之間，擊落俄羅斯發射的23架無人機，俄羅斯軍隊從境內庫爾斯克和普里莫爾斯科-阿赫塔爾斯克等三個方向發射無人機，大多數無人機在基輔和敖德薩州上空被擊落。總檢察長辦公室和國防部表示，俄羅斯對敖德薩州襲擊的目標是烏克蘭多瑙河伊茲梅爾港，對穀物倉庫和其他基礎設施造成重大破壞，副總理表示，襲擊損壞4萬噸穀物。這些穀物原本要運往非洲、中國和以色列。頓涅茨克州州長表示，俄羅斯襲擊克拉馬托爾斯克，造成至少1名平民喪生，5人受傷。赫爾松州州長表示，俄羅斯襲擊赫爾松，造成至少2人受傷。扎波羅熱州州長表示，俄羅斯襲擊普列奧布拉任卡，造成至少1人受傷。
烏克蘭武裝部隊總參謀部表示，自全面入侵以來，俄羅斯在烏克蘭損失247,230名士兵，過去一天俄羅斯部隊有540人傷亡，累計損失4217輛坦克、8213輛裝甲戰車、7349輛汽車和油箱、4866個火炮系統、700個多發火箭系統、463個防空系統、315架飛機、311架直升機、4,042架無人機和18艘船隻。另外，總參謀部表示，俄羅斯軍隊試圖奪回頓涅茨克州巴赫穆特以南的克利什基耶夫卡和最近解放的斯塔羅邁爾斯克附近陣地，但沒有成功，而烏軍正在阿夫迪伊夫卡和馬林卡附近駐紮陣地，並擊退俄羅斯的進攻，俄羅斯軍隊被迫從阿夫迪伊夫卡以南的陣地撤退。此外，烏克蘭沿南部前線向梅利託波爾和別爾江斯克方向開展進攻行動，但在扎波羅熱方向，俄羅斯正在集中精力防止烏克蘭前進。
俄羅斯國防部連續第二日指控烏克蘭海軍無人艇試圖襲擊一艘在黑海護送民用運輸船的俄羅斯軍艦。俄羅斯西部接壤烏克蘭的庫爾斯克州長和別爾哥羅德州長表示，兩個州的民兵組織已經收到第一批武器，用於協助武裝部隊、國民警衛隊和警察，以保衛其領土免受烏克蘭的襲擊。
烏克蘭總檢察長辦公室戰爭罪部部長表示，已經記錄俄羅斯軍隊在烏克蘭犯下的98,000起戰爭罪行，其中99%的戰爭罪行需要接受烏克蘭的調查，犯下戰爭罪者亦需受到烏克蘭當局的懲罰，其餘1%將由具有「輔助職能」的國際合作夥伴起訴，另外，部長表示，總檢察長辦公室與烏克蘭國家警察和國家安全局合作，確認在烏克蘭數十萬俄羅斯士兵的身份，當中有數以萬計的潛在嫌疑人，但由於軍事人員在武裝衝突期間越境，按照國際標準並非犯罪，因此並非所有在烏克蘭的俄羅斯士兵都是嫌疑人。此外，目前有386名俄羅斯人被指控犯下戰爭罪，其中54人已被定罪，大多數人缺席審判，只有15人被帶到烏克蘭法院，並根據正常程式受審。另外，犯罪部負責人表示，自俄羅斯全面入侵開始以來，至少有10,749名烏克蘭平民被殺，其中包括499名兒童，另有15599名平民受傷，其中包括1900名兒童，自2022年2月以來，烏克蘭政府已確認超過19,500名烏克蘭兒童被強行驅逐到俄羅斯領土，負責人預計，在被佔領土解放後，死亡人數將倍增，僅在馬裡烏波爾就可能有數萬人死亡。
烏克蘭總統澤連斯基和總理什米加爾分別會見七國集團各成員國駐烏克蘭大使，其中澤連斯基表示，各國本月開始將協助培訓烏克蘭飛行員鴐駛F-16，更指出，已經有12個國家，包括比利時、丹麥、愛爾蘭、冰島、西班牙、挪威、荷蘭、葡萄牙、羅馬尼亞、芬蘭、捷克和瑞典，加入七國集團關於烏克蘭安全保證的聯合宣言。另外，什米加爾表示，討論各國私營企業參與烏克蘭重建所需的改革，各國大使強調及時遴選烏克蘭國家預防腐敗機構新負責人以及恢復資產申報制度和政黨融資報告的重要性。
俄羅斯獨立媒體Meduza報道，在過去的五天裡，俄羅斯和俄佔克里米亞至少發生28次試圖縱火焚燒徵兵辦公室和國防部大樓，全國各地的城市都有縱火案件記錄，從聖彼得堡郊外到遠東的哈巴羅夫斯克，其中大多數由婦女進行，所有嫌疑人供稱接到俄羅斯聯邦安全局電話，要求向辦公室投擲莫洛託夫雞尾酒或進行其他破壞行為。

## 8月3日
烏克蘭當局表示，在過去一天，俄羅斯一共襲擊11個州，包括第聶伯羅彼得羅夫斯克州、基輔州、敖德薩州、頓涅茨克州、哈爾科夫州、赫爾松州、蘇梅州、切爾尼戈夫州、盧甘斯克州、尼古拉耶夫州和扎波羅熱州遭到俄軍攻擊，造成至少2人死亡，7人受傷。烏克蘭空軍表示，軍隊在午夜至凌晨之間，擊落俄羅斯發射的15架攻擊無人機，以及7架偵察無人機，俄羅斯軍隊從烏克蘭邊境以北的俄羅斯布良斯克州發射15架無人機。基輔市軍事管理局表示，首都在午夜至凌晨之間成為俄羅斯無人機的目標，防禦系統擊落接近基輔的15個空中目標，基輔沒有因襲擊而遭受破壞或傷亡。赫爾松軍事管理局局長表示，俄羅斯軍隊在凌晨對赫爾松發動幾次襲擊，導致七人受傷，襲擊擊中赫爾松市中心的一座教堂，附近一輛無軌電車上的三名乘客受傷，救援人員趕到教堂滅火時，再遭到襲擊，4名救援人員受傷，赫爾松州州長表示，俄羅斯軍隊晚上再次襲擊赫爾松，炮擊襲擊一家購物中心和一家醫療設施。
第聶伯羅彼得羅夫斯克州州長表示，俄羅斯軍隊兩次使用重炮襲擊第聶伯羅彼得羅夫斯克州尼科波爾，至少造成2人受傷。
烏克蘭武裝部隊總參謀部表示，自全面入侵以來，俄羅斯在烏克蘭損失247,850名士兵，過去一天俄羅斯部隊有620人傷亡，累計損失4224輛坦克、8234輛裝甲戰車、7372輛汽車和油箱、4892個火炮系統、704個多發火箭發射系統、465個防空系統、315架飛機、311架直升機、4077架無人機和18艘船隻。
俄羅斯卡盧加州州長表示，俄羅斯卡盧加州防空系統在午夜至凌晨之間擊落六架無人機，當時正試圖飛過卡盧加州，沒有人員傷亡或損壞。
乌克兰國家安全局逮捕一名律师，涉嫌為俄羅斯安全部門從事臥底收集情報工作，包括向俄羅斯提出襲擊目標，監測烏克蘭防空部隊的行動，並報告俄羅斯火箭和無人機襲擊的地點。烏克蘭國家調查局公布調查報告，五名國家緊急服務官員被指控在1月份直升機墜毀事件中違反安全和疏忽，導致時任內政部長傑尼斯·莫納斯特爾斯基和其他受害者死亡，由於不利的天氣條件和能見度差，直升機被迫在極低的高度飛行，直到最後一刻，機組人員才發現直升機路徑上的一棟多層建築，試圖躲避時，導致直升機失控，最後墜毀。
烏克蘭總理什米哈爾表示，2023年將國家預算中約480億美元用於國防和安全部隊，在人道主義方面，今年得到國際合作夥伴的援助280億美元，在俄羅斯全面入侵的第一年，烏克蘭失去約30%的經濟和350萬個工作崗位。
俄羅斯莫斯科法院向美國蘋果公司罰款40萬盧布，涉及沒有刪除App與Podast上針對俄羅斯在烏克蘭展開「特別軍事行動」的「不正確」內容。
歐盟理事會批准對白俄羅斯實施新一輪制裁，以應對白俄參與俄羅斯對烏克蘭的全面戰爭，制裁措施旨在確保莫斯科無法透過白俄羅斯逃避制裁，延長對促進白俄羅斯軍事和技術改進的高度敏感商品和技術的出口禁令，對槍支和彈藥以及可用於航空和航天工業的貨物實施額外的出口禁令。
羅馬尼亞國防部表示，對一架俄羅斯無人機在襲擊烏克蘭敖德薩州期間墜落羅馬尼亞恰塔爾基奧伊鄉展開調查。
捷克公司Model Motors生產的AXI系列馬達，被烏克蘭士兵發現出現在俄羅斯柳葉刀無人機中，公司回應從未向俄羅斯軍方提供過其產品，並指該產品被第三方在國外濫用，用於出售給俄羅斯軍隊生產武器，公司表示已採取措施確保不再發生，亦指公司全力支援烏克蘭爭取自由的戰爭。

## 8月4日

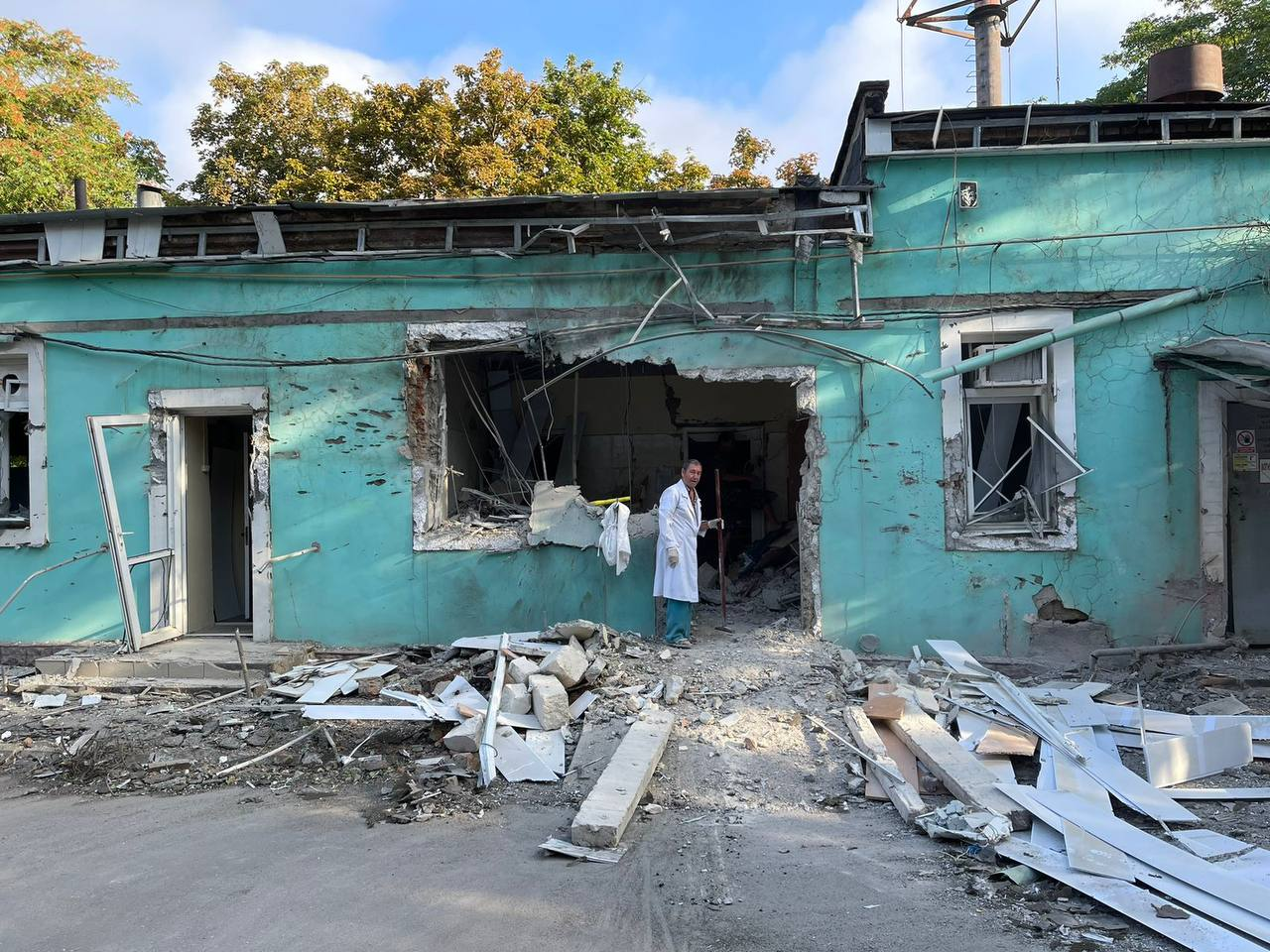
赫爾松州一間醫院遭俄軍襲擊後

烏克蘭當局表示，在過去一天，俄羅斯一共襲擊9個州，包括第聶伯羅彼得羅夫斯克州、頓涅茨克州、哈爾科夫州、赫爾松州、蘇梅州、切爾尼戈夫州、盧甘斯克州、尼古拉耶夫州和扎波羅熱州遭到俄軍攻擊，造成至少2人死亡，14人受傷。赫爾松州軍事管理局表示，俄羅斯空襲赫爾松州奧德拉多卡姆揚卡和襲擊斯坦尼斯拉夫，合共造成至少2名平民受傷。
烏克蘭武裝部隊總參謀部表示，自全面入侵以來，俄羅斯在烏克蘭損失248,490名士兵，過去一天俄羅斯部隊有640人傷亡，累計損失4228輛坦克、8249輛裝甲戰車、7392輛汽車和燃料箱、4911個火炮系統、704個多發火箭系統、466個防空系統、315架飛機、311架直升機、4104架無人機和18艘船隻。烏克蘭國防部副部長表示，烏克蘭軍隊在南部前線突破俄羅斯第一道防線，烏克蘭正在優先考慮在南部的反攻行動，而對俄羅斯而言，進攻的主要方向是東部，俄羅斯大部分資源目前集中在哈爾科夫州庫皮揚斯克附近，試圖奪回2022年秋天被烏克蘭軍隊收復的領土，在巴赫穆特周圍，烏克蘭軍隊正在南翼「緩慢但持續地」前進，俄羅斯則攻擊該市的北翼，試圖奪回之前被烏克蘭軍隊奪回的陣地，在頓涅茨克州阿夫迪伊夫卡和馬林卡附近繼續進行激烈的戰鬥，俄羅斯亦將其預備役，主要是職業士兵，轉移到東部和南部前線。烏克蘭海軍正式宣佈，俄羅斯控制黑海地區的阿納帕、諾沃羅西斯克、格連吉克、圖阿普謝、索契和塔曼水域為「戰爭風險」地區。
俄羅斯庫爾斯克州州長表示，晚上，烏克蘭無人機在俄羅斯庫爾斯克市上空投擲炸藥，損壞兩棟行政大樓。 俄羅斯方面表示，在克里米亚上空击落了十架无人机。
俄羅斯國防部表示，烏克蘭軍隊試圖用兩艘海上無人艇襲擊新羅西斯克的海軍基地，無人艇已被摧毀。美國有線電視新聞網和數個烏克蘭媒體則報道，一架裝載450公斤炸藥的烏克蘭無人艇撞上俄羅斯蟾蜍級大型登陸艦「奧列涅戈爾斯基礦工」號，造成嚴重損壞。
烏克蘭國家安全局接獲情報顯示，俄羅斯正計劃對白俄羅斯的莫濟里煉油廠準備大規模假旗行動，計劃包含派遣一支破壞和偵察小組對煉油廠進行襲擊，破壞組織由俄羅斯軍事人員和特種部隊僱員組成，以瓦格納僱傭軍的幌子派往白俄羅斯，隨後莫斯科將襲擊歸咎於基輔，試圖將白俄羅斯推入對烏克蘭的戰爭。烏克蘭臨時佔領區重新融合部表示，已從仍被佔領土尋回44名陣亡烏克蘭士兵屍體。
聯合國國際原子能組織表示，等候一個月「終於」獲準進入俄羅斯控制的烏克蘭扎波羅熱核電站區域，3號機組和4號機組反應堆建築以及渦輪機大廳的屋頂上視察，未有發現地雷或爆炸物，但在扎波羅熱核電站周围埋设的地雷仍然存在。
立陶宛國防部宣佈，將NASAMS防空系統的發射器轉移烏克蘭，並沒有具體說明發射器的數量，但表示將向烏克蘭提供反無人機、一些後勤裝置等。
波兰逮捕一名白俄罗斯公民，指控该人是俄罗斯间谍，想方設法讓运送烏克蘭援助物资的火车脱轨，并在波蘭國內煽动反乌克兰情绪。

## 8月5日
烏克蘭當局表示，在過去一天，俄羅斯一共襲擊9個州，包括第聶伯羅彼得羅夫斯克州、頓涅茨克州、哈爾科夫州、赫爾松州、蘇梅州、切爾尼戈夫州、盧甘斯克州、尼古拉耶夫州和扎波羅熱州遭到俄軍攻擊，至少138個定居點和31個基礎設施受破壞。赫爾松市軍事管理局表示，俄羅斯軍隊於午夜至凌晨之間襲擊赫爾松市科拉貝爾尼和蘇沃羅夫斯基，造成兩人受傷，並在過去一天中對赫爾松進行7次炮擊，發射63枚炮彈。烏克蘭國營傳媒Suspilne報道，俄羅斯炮擊蘇梅州諾沃哈恩赫爾斯克，造成1名平民死亡。烏克蘭空軍表示，俄羅斯軍隊於晚上向烏克蘭發射一批匕首高超音速導彈，目標是中西部地區，其後，日托米爾州日託米爾市發生爆炸，赫梅利尼茨基州軍事管理局亦表示，當地發生爆炸，敦促平民避難。烏克蘭扎波羅熱州長表示，俄羅斯軍隊在扎波羅熱市郊區發動導彈襲擊，沒有人員傷亡。另外，烏克蘭空軍表示，幾組俄羅斯攻擊無人機正飛越米科萊夫州上空，並向西北方向移動，尼古拉耶夫州州長則表示，有九架無人機飛越尼古拉耶夫州上空。
烏克蘭武裝部隊總參謀部表示，自全面入侵以來，俄羅斯在烏克蘭損失249,110名士兵，過去一天俄羅斯部隊有620人傷亡，累計損失4232輛坦克、8251輛裝甲戰車、7422輛汽車和燃料箱、4943個火炮系統、704個多發火箭系統、466個防空系統、315架飛機、311架直升機、4116架無人機和18艘船隻。另外，總參謀部表示，烏克蘭在札波羅熱州奧裡希夫以南約20公里的羅比涅村附近擊退俄羅斯進攻，俄羅斯軍隊還試圖奪回烏克蘭在頓涅茨克州南部旧马约尔斯克的陣地，總參謀部亦表示，俄羅斯在萊曼方向的進攻亦被擊退。
俄羅斯國營傳媒報道，克里米亞大橋附近一艘俄羅斯化學品專用船「SIG」遭到無人機攻擊，失去動力，克里米亞大橋短暫封閉，有關化學品專用船因從克里米亞運送航空燃油到敘利亞，遭到美國制裁。俄外交部发言人扎哈罗娃表示，强烈谴责乌方「袭击俄民用船只」，并誓言将对此做出回应。俄羅斯前總統、國家安全委員會副主席梅德韋傑夫表示，莫斯科可能會對烏克蘭港口發動更多襲擊，以回應基輔在黑海襲擊俄羅斯船隻。
俄羅斯任命的頓涅茨克市市長表示，當地一所大學的建築物遭到烏克蘭集束炸彈轟炸。俄羅斯國防部表示，成功佔領哈爾科夫州庫皮揚斯克附近的新塞利夫卡，乌克兰军方否认。
烏克蘭總統澤連斯基表示，在晚間俄羅斯使用匕首高超音速導彈和口徑巡弋導彈對烏克蘭發動襲擊，擊中飛機發動機製造商「稀奇動力」在扎波羅熱市的設施，以及烏克蘭西部的赫梅利尼茨基州。另外，澤連斯基表示俄羅斯軍隊在晚間俄羅斯使用1枚制導炸彈襲擊哈爾科夫州的庫皮安斯克市一個輸血中心，造成平民傷亡，並指部分俄羅斯軍隊發射的導彈被烏克蘭防空部隊擊落。
烏克蘭國家安全局長，發生在俄羅斯船隻或克里米亞大橋上的任何爆炸都是「絕對合乎邏輯」和「完全合法」，此類特別行動在烏克蘭領海進行，是完全合法的，停止此類襲擊只有一種方法，就是俄羅斯必須離開烏克蘭領海和領土。烏克蘭臨時佔領區重新融合部表示，由於俄羅斯不斷的炮擊，頓涅茨克州前線130名兒童及其家人將被強行疏散到頓涅茨克州的9個定居點，烏克蘭東北部蘇梅州共有1718人，包括228名兒童，已經從邊境5公里的危險區疏散。烏克蘭國家抵抗中心表示，俄佔赫爾松的所有農民被迫以低於市場價格數倍，向俄羅斯軍隊交出小麥穀物，並透過克里米亞和馬裡烏波爾的港口出口。
英國國防部表示，俄羅斯蟾蜍級大型登陸艦「奧列涅戈爾斯基礦工」號遭烏克蘭成功擊中，是自巡洋艦莫斯科號遭擊中和沉沒以來，受到嚴重損毀的最大俄羅斯海軍艦艇，更指分配到俄羅斯北方艦隊的「奧列涅戈爾斯基礦工」號，自俄羅斯入侵烏克蘭以來，一直被派駐黑海，當克里米亞大橋因襲擊而封閉時，負責在俄羅斯和被佔領的克里米亞之間運送軍事和民用交通。
美國非營利智庫戰爭研究所表示，俄羅斯官員繼續以「暑假」為幌子，從俄佔地區綁架和運送烏克蘭兒童到俄羅斯，有關的烏克蘭兒童通常被俄羅斯家庭收養，並被俄羅斯宣傳洗腦，剝奪烏克蘭身份，並從家人身邊帶走，但根據《聯合國種族滅絕公約》中的五個定義，將烏克蘭兒童帶到俄羅斯領土，構成種族滅絕，屬戰爭罪。
沙特阿拉伯與烏克蘭共同在吉達舉辦烏克蘭和平峰會，美國、中國、日本、印尼、埃及、墨西哥、智利、贊比亞、印度、巴西等40多個國家派員參加，俄羅斯未受邀參與。

## 8月6日
烏克蘭當局表示，在過去一天，俄羅斯一共襲擊12個州，至少129個定居點和81個基礎設施受破壞。扎波羅熱州長表示，一枚導彈擊中扎波羅熱市郊區，沒有人員傷亡報告。尼古拉耶夫州長表示，防空系統擊落2枚口徑巡弋導彈和2架無人機，沒有人員傷亡報告。赫梅利尼茨基州軍事管理局表示，凌晨期間遭到三次襲擊，大多數導彈被防空系統攔截，直指俄軍可能以科斯坦尼夫機場為目標。哈爾科夫州長下午表示，在過去24小時內，俄羅斯對哈爾科夫州的襲擊，造成至少3人死亡，6人受傷，其中俄軍炮擊庫皮安斯克區的波多利村，造成至少1人死亡，1人受傷，亦向哈爾科夫市發射S-300導彈。頓涅茨克州長下午表示，在過去24小時內，俄羅斯對頓涅茨克州的襲擊，造成至少2人死亡，2人受傷，其中俄羅斯炮擊牛約克村，造成1人死亡，2人受傷，14棟房屋和1所學校受損，其他幾個定居點亦遭到炮擊，造成財產損失。赫爾松州軍事管理局表示，晚上，俄羅斯軍方炮擊赫爾松州奧爾希夫卡村，造成2人受傷。
烏克蘭武裝部隊總參謀部表示，自全面入侵以來，俄羅斯在烏克蘭損失249,700名士兵，過去一天俄羅斯部隊有590人傷亡，累計損失4237輛坦克、8262輛裝甲戰車、7441輛汽車和油箱、4965個火炮系統、705個多發火箭系統、466個防空系統、315架飛機、311架直升機、4126架無人機和18艘船隻。烏克蘭空軍指揮官表示，自全面入侵開始以來，已有3500多個俄羅斯空中目標被摧毀，包括350架飛機和直升機、1200架巡航導彈、24枚彈道導彈、13枚高超音速導彈和2000多架無人機。另外，烏克蘭空軍表示，5日午夜至6日凌晨，俄羅斯發動幾次大規模空襲，防空部隊共擊落30枚導彈和27架無人機，5日晚的第一波襲擊中，俄羅斯發射14枚口徑巡弋導彈和3枚匕首高超音速導彈，擊落其中12枚口徑巡弋導彈，6日凌晨的第二波襲擊中，俄羅斯從東南部發射27架無人機，從黑海發射6枚口徑巡弋導彈，從裡海Tu-96戰略轟炸機發射20枚Kh-101/Kh-555巡航導彈，擊落全部27架無人機和其中5枚口徑巡弋導彈，以及13枚Kh-101/Kh-555導彈。烏克蘭地面部隊指揮官塔納夫斯基準將表示，烏軍在過去一天摧毀南部前線的21個俄羅斯軍事裝備和6個彈藥庫，兩個俄羅斯連隊，即多達600名士兵死亡或受傷，俄軍襲擊烏克蘭陣地21次，烏克蘭部隊向俄羅斯部隊開火1344次。
俄羅斯莫斯科市長表示，防空系統擊落一架飛往莫斯科的無人機，位於莫斯科市中心西南30公里的伏努科沃國際機場短暫暫停升降。俄佔赫爾松官員表示，烏克蘭發射暴風影導彈擊中，連接被佔的克里米亞和烏克蘭大陸的瓊哈爾大橋，另一條連接赫爾松赫尼切斯克和克里米亞東北海岸的橋樑亦遭到砲擊，一條沿橋樑延伸、為俄佔赫尼切斯克提供天然氣的管道亦遭到破壞，防空系統共擊落12枚導彈中的9枚。
烏克蘭總統澤連斯基表示，俄軍在過去一週內向烏克蘭發射65枚導彈和100多架無人機，包括87架伊朗製無人機，大多數導彈和無人機都由防空系統擊落。烏克蘭總檢察長辦公室表示，自去年俄羅斯全面入侵開始以來，官方紀錄499名烏克蘭兒童被殺害個案，另有1090名兒童遭受不同程度的傷害，其中，頓涅茨克州有483名兒童受傷或被俄羅斯殺害，實際數字可能更高，現時並未有計算俄佔地區數字。
英國國防部表示，在2022年起部署到烏克蘭的3萬名俄羅斯傘兵中，至少有50%陣亡或受傷，其中英國國防部引述，俄羅斯空降部隊指揮官在8月2日俄羅斯傘兵日發放的影片，指揮官在影片中表示，有8500名傘兵受傷後返回工作崗位。根據英國國防部說法，該影片已從俄羅斯國防部的官方頻道中刪除。

## 8月7日

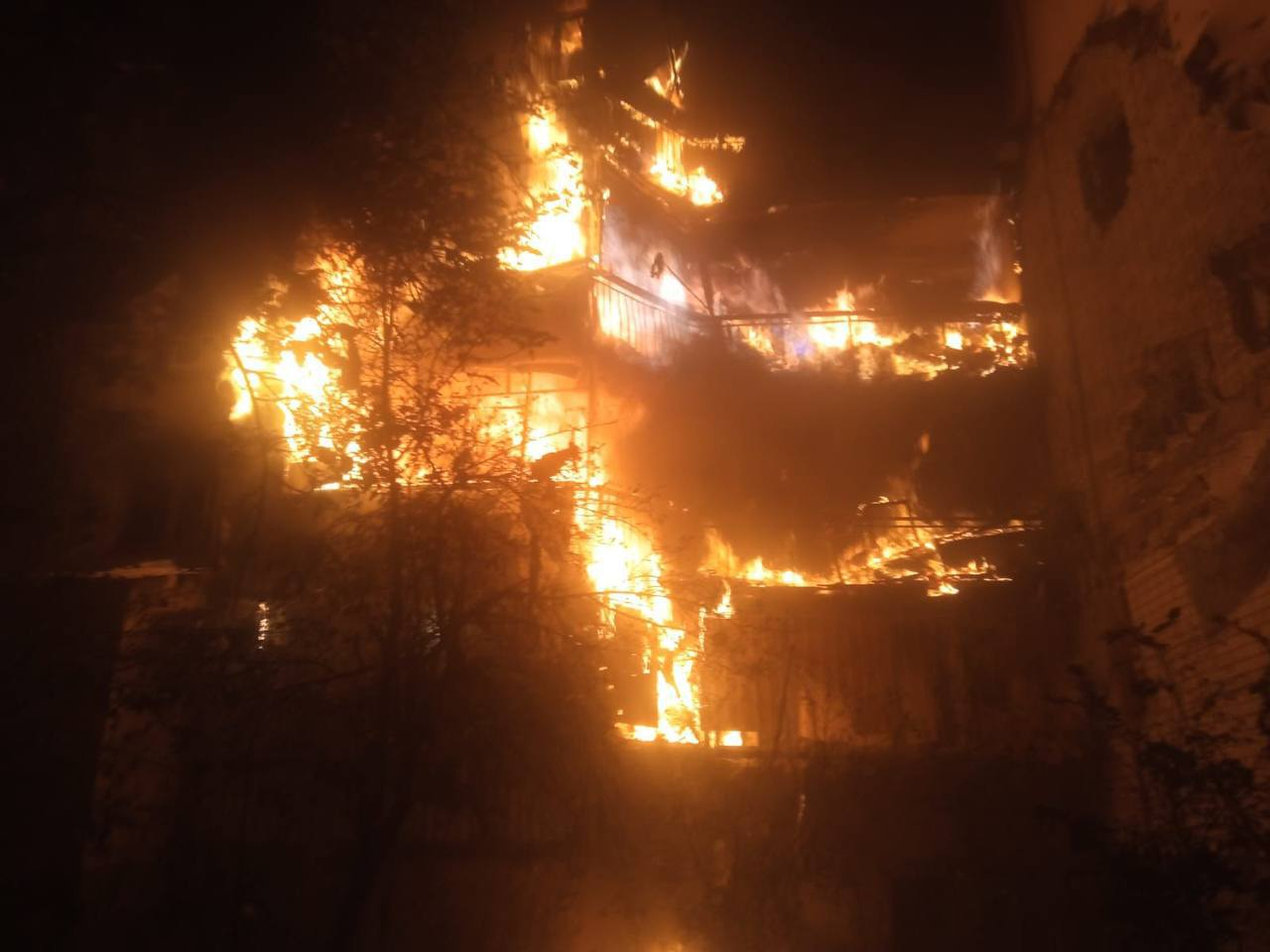
赫爾松州遭俄軍襲擊後

烏克蘭當局表示，在過去一天，俄羅斯一共襲擊11個州，包括聶伯城州、羅夫諾州、赫梅利尼茨基州、頓涅茨克州、哈爾科夫州、赫爾松州、蘇梅州、切爾尼戈夫州、盧甘斯克州、尼古拉耶夫州和扎波羅熱州遭到俄軍攻擊，至少129個定居點和81個基礎設施受破壞。烏克蘭赫爾松州州長表示，俄羅斯軍隊凌晨多次向赫爾松一棟高層建築發動襲擊，造成至少1人死亡，10人受傷。第聶伯羅彼得羅夫斯克州軍事管理局局表示，一枚俄羅斯導彈襲擊第聶伯羅彼得羅夫斯克地區錫涅利尼科沃，沒有人員傷亡報告，另外第聶伯羅彼得羅夫斯克州州長表示，俄羅斯軍隊多次炮擊第聶伯羅彼得羅夫斯克州尼科波爾市，造成至少1人死亡，1人受傷。烏克蘭總統幕僚長表示，俄羅斯軍隊襲擊哈爾科夫州庫切里夫卡，造成2人死亡，3人受傷，另外哈爾科夫州州長表示，俄羅斯軍隊晚上向哈爾科夫州克魯利亞基夫卡發視4枚制導式空彈，造成3人死亡，9人受傷。烏克蘭內政部長和頓涅茨克州州長表示，俄羅斯軍隊一小時內先後發射兩枚飛彈，攻擊烏克蘭東部頓涅茨克州城市波克羅夫斯克，包括公寓大樓遇襲，首次襲擊後，救援人員趕到現場時，再遭到第二枚飛彈襲擊，兩場襲擊，共造成包括5名平民、2名救援人員和1名士兵在內的至少10人死亡，包括2名兒童、7名救援人員、31名警察和4名軍人在內的82人受傷。
烏克蘭武裝部隊總參謀部表示，自全面入侵以來，俄羅斯在烏克蘭損失250,240名士兵，過去一天俄羅斯部隊有540人傷亡，累計損失4244輛坦克、8270輛裝甲戰車、7451輛汽車和油箱、4977個火炮系統、709個多發火箭系統、467個防空系統、315架飛機、311架直升機、4154架無人機和18艘船隻。另外，總參謀部表示，在过去24小时内，前线地区发生约30次战斗，乌克兰空军、导弹部队和炮兵部队对俄军人力和装备集中区、俄军控制点、炮兵阵地、雷达站实施打击。烏克蘭國防部副部長表示，上星期東部前線成為行動的中心，俄羅斯軍隊正試圖包圍頓涅茨克州的阿夫迪伊夫卡，並試圖重新佔領2022年秋天在烏克蘭突擊中失去的哈爾科夫州庫皮安斯克周圍的陣地，僅在上週，俄羅斯在東部就使用近50萬發彈藥和9000發炮彈，其中8月1日的戰鬥最為激烈。烏克蘭聯合部隊行動指揮官亞歷山大·塔爾納夫斯基表示，俄羅斯軍隊於8月6日在新謝利夫卡使用懷疑含有化學物質三氯硝基甲烷的彈藥，違反國際公約，三氯硝基甲烷能以吸入、進食及經皮膚進入人體，對人體造成嚴重破壞，曾被用作製造毒氣彈。
俄羅斯卡盧加州州長表示，俄羅斯卡盧加州防空系統在凌晨擊落1架無人機，當時正試圖飛過卡盧加州，沒有人員傷亡或損壞。俄羅斯別爾哥羅德州州長表示，俄羅斯別爾哥羅德州防空系統擊落1架無人機，沒有人員傷亡或損壞。
俄羅斯國防部表示，部隊在過去三天內沿著烏克蘭東北部的庫皮安斯克前線推進三公里，最多推進11公里，改善地區前線地位，並繼續擊退烏克蘭的反擊。另外，國防部表示，俄羅斯摧毁乌军坦克、装甲车、美制M777火炮等装备，防空部队拦截乌军无人机和多枚风暴之影巡航导弹及海马斯火箭弹。
烏克蘭國家安全局表示，拘留一名告密者，涉嫌幫助俄羅斯策劃在總統澤連斯基到訪洪水襲擊地區之一尼古拉耶夫時進行大規模空襲，該婦女收集情報，並試圖在訪問前瞭解澤連斯基的行程，烏克蘭知悉事件陰謀，並採取額外安全措施。烏克蘭總統參謀長安德里·葉爾馬克表示，與俄羅斯交換戰俘，22名烏克蘭戰俘獲釋。烏克蘭文化部表示，自全面入侵以來，俄羅斯軍隊損壞烏克蘭未被佔領地區至少763個文化遺址，其中哈爾科夫、頓涅茨克、赫爾松、基輔和敖德薩州記錄的受損地點數量最多。
烏克蘭外交部長庫列巴表示，與美國國務卿布林肯通電話，討論擴大對和平的支援，以及糧食出口的解決方案，期間感謝美國提供的所有援助，並強調需要透過提供MGM-140陸軍戰術飛彈來加強烏克蘭長期戰鬥的能力。烏克蘭議會安全、國防和情報委員會副主席表示，德國議會主要派別已就向烏克蘭提供金牛座遠程巡航導彈達成共識。乌克兰总统办公室主任顾问波多利亚克表示，不可能与俄羅斯进行谈判，烏克蘭反对任何停火方案。
俄羅斯外交部表示，只有乌克兰停止军事行动和“恐怖主义袭击”，西方停止向乌克兰输送武器的情况下才能找到公平的解决方案。俄罗斯总统普京在会见俄罗斯国家技术集团负责人时，指示要进一步增加无人机的产量。
美国陆军负责采购、后勤和技术的助理部长表示，美国向乌克兰提供的首批艾布拉姆斯主战坦克已于上周末获准移交，这批坦克将按计划于初秋运抵乌克兰。

## 8月8日
烏克蘭當局表示，在過去一天，俄羅斯一共襲擊8個州，包括第聶伯羅彼得羅夫斯克州、頓涅茨克州、哈爾科夫州、赫爾松州、蘇梅州、切爾尼戈夫州、盧甘斯克州和扎波羅熱州遭到俄軍攻擊，至少11人死亡，91人受傷。哈爾科夫州州長表示，俄羅斯軍隊分別襲擊哈爾科夫州庫皮安斯克市和科扎恰洛帕尼，合共造成3人受傷。

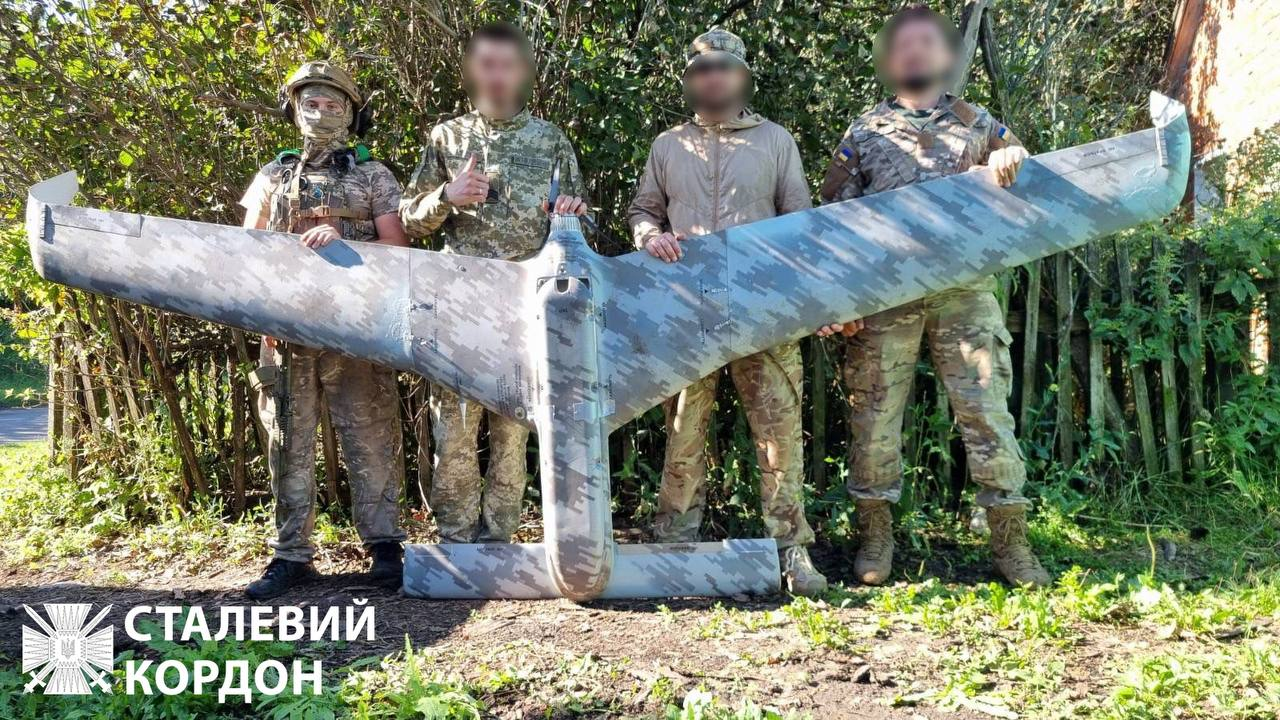
俄羅斯偵察無人機「Eleron T-16」在哈爾科夫被烏克蘭邊防部隊擊落

烏克蘭武裝部隊總參謀部表示，自全面入侵以來，俄羅斯在烏克蘭損失250,800名士兵，過去一天俄羅斯部隊有560人傷亡，累計損失4,254輛坦克、8,278輛裝甲戰車、7,460輛汽車和燃料箱、4,996個火炮系統、709個多發火箭發射系統、468個防空系統、315架飛機、312架直升機、4158架無人機和18艘船隻。烏克蘭東部軍事司令部發言人表示，雖然俄羅斯炮火猛烈，但烏克蘭部隊在巴赫穆特方向的戰場上仍保持著主動權，俄羅斯軍隊在白天炮擊烏克蘭陣地508次，並進行六次空襲，雙方發生大約16次交戰，造成65名俄羅斯士兵死亡，120人受傷，3人被俘，俄羅斯損失一輛坦克、一輛自走榴彈炮、一門Msta-B榴彈炮、一個彈藥倉庫、五輛卡車和一個通訊樞紐。烏克蘭國家安全局表示，挫敗俄羅斯駭客組織「沙蟲」對烏克蘭武裝部隊作戰系統的攻擊和試圖在烏克蘭士兵的電子產品中植入惡意軟件，試圖滲透烏克蘭軍事網路和組織收集情報。
俄羅斯國營傳媒報道，烏克蘭炮擊俄佔頓涅茨克市，造成至少1人死亡，3人受傷，另外，國營傳媒報道，俄羅斯別爾哥羅德地區防空部隊聲稱擊落兩架無人機。俄羅斯庫爾斯克州長表示，一架烏克蘭無人機在修道院墜落，1名兒童受傷。
俄羅斯國防部聲稱，8月7日對頓涅茨克州波克羅夫斯克的導彈襲擊，擊中霍爾蒂恰島戰略聯合小組指揮所，造成7人死亡，近90人受傷。烏克蘭有關小組發言人否認有關說法，更直指莫斯科已經第四次聲稱摧毀小組指揮所。
烏克蘭國家調查局表示，自2022年2月24日俄羅斯全面入侵開始以來，已對112起與征兵辦公室濫用職權有關的案件進行調查，大部分動機都是個人利益。另外，國家調查局表示，基輔佩切爾斯克法院下令逮捕頓涅茨克州征兵辦公室主任，涉嫌向下屬支付非法款項，並幫助罪犯逃避法律，被控在戒嚴期間濫用權力。
烏克蘭國家抵抗中心表示，白俄羅斯正為當地的瓦格納集團成員在吉雅布羅夫卡機場建造另一個營地，該處距離烏克蘭切爾尼戈夫州邊境約40公里，中心表示，未來計劃部署僱傭軍，在與烏克蘭接壤的邊境進行破壞行動。烏克蘭國家緊急服務部發言人表示，自全面戰爭開始以來，78名烏克蘭救援人員在俄羅斯的襲擊中喪生，280名救援人員受傷。
烏克蘭敖德薩州州長宣佈，放寬部分宵禁令限制，敖德薩州咖啡館和餐館的營業時間可延長至晚上11點，但其他娛樂場所仍需在晚上10點前關門。
英國國防部表示，俄羅斯正在加倍為負責防衞克里姆林宮的俄羅斯聯邦國家近衛軍提供重型裝備，該部隊被視為確保政權安全的關鍵組織。同時英国外交部宣布对支持俄罗斯入侵乌克兰的第三方实施制裁。受制裁者包括两家供应微电子组件的土耳其公司、一家供应无人机和无人机组件的阿联酋公司、参与无人机行业的伊朗个人和实体、与军事技术制造有关的白俄罗斯国防组织、三家采购西方微电子产品的俄罗斯电子公司，以及其他22名协助向俄罗斯供应外国军事設備的个人。
比利時報紙報道，一名秘密買家從比利時私營國防公司OIP Land Systems購入50輛豹1坦克，捐贈給基輔，首兩輛正在運往烏克蘭，在到達烏克蘭前，會分別在德國和義大利安裝現代武器系統。坦克由OIP Land Systems在比利時軍方出售坦克以減少開支時購入。德國《商報》指出，秘密買家是德國軍火商萊茵金屬。
戰爭研究所表示，烏克蘭部隊正在越過第聶伯羅河，大約七艘載有烏克蘭軍隊的船隻，在第聶伯羅河東岸登陸，設法突破俄羅斯防禦工事，向前推進800米。俄佔赫爾松官員則表示，俄羅斯的炮擊迫使烏克蘭船隻撤退，並表示該地區沒有烏克蘭軍隊。

## 8月9日
烏克蘭當局表示，在過去一天，俄羅斯一共襲擊9個州，包括第聶伯羅彼得羅夫斯克州、頓涅茨克州、哈爾科夫州、赫爾松州、尼古拉耶夫州、蘇梅州、切爾尼戈夫州、盧甘斯克州和扎波羅熱州遭到俄軍攻擊，至少1人死亡，11人受傷。赫爾松州軍事管理局表示，俄羅斯炮擊赫爾松一所幼兒園，造成至少1名平民受傷。第聶伯羅彼得羅夫斯克州官員表示，午夜至凌晨之間，俄羅斯襲擊尼科波爾地區，造成一名18歲男孩死亡，三名平民受傷。扎波羅熱州州長表示，晚上俄羅斯對扎波羅熱市聖彼得和聖保羅教堂發動襲擊，造成3人死亡，9人受傷，包括一名11個月大嬰兒，扎波羅熱州21個人口稠密地區合共遭到82次襲擊。尼古拉耶夫州州長表示，俄羅斯炮擊奧恰基夫市和附近的庫茨魯布村周邊地區，沒有人員傷亡報告。羅夫諾州州長表示，俄羅斯無人機襲擊摧毀當地一個油庫，沒有傷亡報告。
烏克蘭武裝部隊總參謀部表示，自全面入侵以來，俄羅斯在烏克蘭損失251,620名士兵，過去一天俄羅斯部隊有820人傷亡，累計損失4,262輛坦克，8,290輛裝甲戰車，7,479輛汽車和燃料箱，5,013個火炮系統，711個多發火箭系統，469個防空系統，315架飛機，312架直升機，4,175架無人機和18艘船隻。另外，武裝部隊總參謀部聲稱，擊落一架俄羅斯直升機。烏克蘭國防部副部長表示，軍方尚未證實關於烏克蘭軍隊反攻赫爾松州第聶伯羅河東岸的消息，直指消息由俄羅斯方面傳播。
俄羅斯莫斯科市長表示，防空系統擊落2架無人機，沒有傷亡報告。俄羅斯緊急情況部表示，莫斯科東北部的一家工廠發生爆炸，造成22人受傷，該工廠為軍隊、執法機構、工業和醫療保健開發和製造光學和光電裝置，當局聲稱爆炸是因「人為錯誤」造成。俄羅斯布良斯克州州長表示，境內遭到烏軍炮擊，部分建筑和基础设施遭到破壞。俄羅斯安全部隊表示，烏克蘭試圖用一架無人機襲擊扎波羅熱核電站的一個乏核燃料儲存設施，無人機遭擊落。俄佔頓涅茨克官員表示，烏克蘭炮彈擊中頓涅茨克一棟建築，一名兒童死亡，兩人受傷。
俄羅斯國防部表示，自發動特別軍事行動以來，烏克蘭累計損失11,204輛坦克和裝甲戰車，12,155輛特種軍用車輛，1,144個多發火箭系統，428個防空系統，315架飛機，245架直升機，5,600架無人機和5,819門迫擊炮。俄羅斯教育部推出新版歷史教科書，其中包括俄羅斯聲稱的「特別軍事行動」、吞併克里米亞和西方制裁的內容，新版歷史教科書包含烏東四州和克里米亞的俄羅斯地圖，支持俄羅斯官員關於烏克蘭人和俄羅斯人是「一個民族」的說法，並形容現時的烏克蘭政權是「極端民族主義」，同時受西方操控的國家，西方以之作為反俄「攻城錘」，俄裔烏克蘭人均被敵視和迫害。書中宣傳烏克蘭要加入北約迫使俄羅斯發動「特別軍事行動」。該教科書還認為烏克蘭是西方炮製出來噁心俄羅斯的玩意，烏克蘭國旗是奧地利人編造出來的。這是首部獲准在俄國學校中使用的提及俄羅斯入侵烏克蘭的歷史教科書。
烏克蘭日託米爾州檢察官辦公室表示，一名婦女涉嫌為俄羅斯軍隊進行間諜活動而被拘留，該名婦女向俄羅斯軍方通報武器交付、烏克蘭軍隊的部署情況、該地區軍事設施的位置以及烏克蘭總統澤連斯基於當地巡視的行蹤，曾在日託米爾州一個軍事設施拍攝，記錄軍事裝備的數量和移動情況，並計算GPS座標，被控叛國。
烏克蘭國家抵抗中心表示，烏克蘭南部俄佔地區的診所和醫院擠滿受傷的俄羅斯軍人，大多數醫院幾乎沒有為平民提供任何服務，俄羅斯佔領軍使用地區醫院治療受傷士兵，直到部分或完全康復，才會被轉移到俄佔克里米亞或俄羅斯領土的設施，只有少數平民居民被允許在這些醫院接受治療，並且只能作為設施軍事用途的「掩護」。
德国向乌克兰提供两套爱国者导弹系统、10辆BV206、超过6500发烟雾弹、4架侦察无人机、6辆牵引车和6辆半挂车、2辆装卸车、100挺MG5机枪、4萬个急救包、望远镜和護目鏡。

## 8月10日
烏克蘭當局表示，在過去一天，俄羅斯一共襲擊10個州，至少3人死亡，13人受傷。赫爾松州長表示，俄軍炮擊第聶伯羅河右岸比洛澤爾卡村，當時居民正在接受人道主義援助，造成6人受傷。羅夫諾州長表示，俄軍凌晨使用「大規模」無人機襲擊該州，摧毀杜布諾一個油庫，沒有傷亡報告。烏克蘭空軍表示，俄軍凌晨向烏克蘭發射10架無人機，擊落其中7架，主要在基輔地區和赫梅利尼茨基被擊落。哈爾科夫州政府官員表示，俄軍炮擊金德拉希夫卡，造成兩人受傷，亦發射一枚制導空彈擊中庫皮揚斯克市議會大樓。扎波羅熱州長表示，俄羅斯在9日襲擊教堂後24小時內再對扎波羅熱發動襲擊，破壞一家酒店，醫療和教育設施以及兩棟高層建築，造成至少1人死亡，16人受傷，包括4名兒童。頓涅茨克州長表示，俄軍襲擊東部，造成1名平民死亡，9人受傷，包括1名兒童，俄羅斯在頓涅茨克州總共襲擊11個定居點和3個社群，損壞78棟房屋等。
烏克蘭武裝部隊總參謀部表示，自全面入侵以來，俄羅斯在烏克蘭損失252,200名士兵，過去一天俄羅斯部隊有580人傷亡，累計損失4278輛坦克、8303輛裝甲戰車、7495輛汽車和燃料箱、5,028個火炮系統、711個多發火箭系統、469個防空系統、315架飛機、313架直升機、4179架無人機和18艘船隻。烏克蘭國防部副部長表示，俄羅斯部隊為掩蓋損失，將離世士兵直接埋在俄佔烏克蘭領土上，而不是運回俄羅斯，大部分離世士兵在俄佔扎波羅熱城市梅利託波爾附近「幾乎不間斷地」火化，令當地居民們一直感受到特有的辛辣煙霧，另外俄羅斯亦將屍體轉移到俄佔赫爾松查普林卡，並劃定兩個地方進行埋葬，其中一個佔地100公頃。另外，副國防部長表示，烏軍在頓涅茨克州旧马约尔斯克南部和東南部的烏羅扎因方向取得部分成功，俄羅斯試圖在克利希伊夫卡附近以及阿夫迪伊夫卡和馬林卡方向發動襲擊，均以失敗告終，烏克蘭的防禦仍然「堅不可摧」，烏克蘭亦正阻止俄羅斯在萊曼和庫皮揚斯克方向的進攻行動，俄羅斯方面集中大量部隊。在南部前線，烏軍正在梅利託波爾和別爾江斯克方向進行進攻行動。
俄羅斯國防部表示，防空部隊在俄佔克里米亞塞瓦斯托波爾市上空擊落11架無人機，其中兩架無人機被防空擊落，九架被電子作戰裝置攔截，在到達目標前墜入黑海，沒有損壞或傷亡報告。俄羅斯莫斯科市長表示，凌晨兩架無人機在前往莫斯科的途中被擊落。俄羅斯布良斯克州長表示，烏克蘭炮擊該州，造成一人死亡，兩人受傷。
白俄羅斯緊急事務部表示，白俄羅斯東南部莫濟里煉油廠一個汽油生產廠發生火災，事件正在調查中，沒有人員傷亡的報告。烏克蘭國家安全局曾在8月4日表示，接獲情報，俄羅斯正在準備對煉油廠進行大規模的假旗行動，歸咎於基輔，試圖將白俄羅斯推入對烏克蘭的戰爭。
烏克蘭哈爾科夫州州長表示，計劃從邊境地區疏散11000多人，包括600名兒童。庫皮揚斯克市軍事管理局表示，基於俄羅斯襲擊的增加，開始從哈爾科夫州庫皮揚斯克區37個定居點強制疏散平民，居民將被遷移到更安全的烏克蘭地區。
烏克蘭海軍宣佈，在被俄羅斯封鎖中的黑海，開設民用船隻新臨時航線，該航線曾在全面入侵的初期，用作讓被困在烏克蘭喬爾諾莫爾斯克、敖德薩和皮夫代尼港口的民用船隻離開。烏克蘭海軍亦指出，來自俄羅斯的軍事威脅和海雷風險仍然存在。另外，烏克蘭已經向國際海事組織提出該航線，組織亦已經承認烏克蘭在國際海事法保障下的自由商業航行權。
烏克蘭國家核能發電公司表示，俄佔扎波羅熱核電站的一條750千伏主電力線遭切斷，現時正連線到330千伏的備用線路，若備用電力線發生故障，可能導致歐洲最大的核電站停電，令冷卻泵關閉，反應堆將處於「熱關機」狀態，如果缺乏足夠的冷卻，反應堆內的裝置可能會發生故障，增加發生核事故的風險，國家核能發電公司強調，讓「非法」和未經訓練的管理層繼續佔領核電站，只會使核電站更接近災難。
聯合國駐烏克蘭人道主義協調員譴責俄羅斯軍方對扎波羅熱市的襲擊，導彈襲擊中受破壞的酒店經常被聯合國和非政府組織工作人員使用。協調員對襲擊感到「震驚」，並認為是次襲擊「不可接受」，直指「不分青紅皁白」的襲擊數量不斷增加，造成平民基礎設施受破壞和平民傷亡數量達到令人難以置信的水平，有關襲擊亦違反國際人道主義法，根據協調員的聲明，遇襲的扎波羅熱市酒店是該市聯合國人道主義援助樞紐，聯合國曾將該酒店用作民用疏散馬裡烏波爾亞速鋼鐵廠的基地。
東正教君士坦丁堡暨新羅馬總主教、普世牧首特使到訪烏克蘭，與總統澤連斯基和烏克蘭東正教大主教等會晤，並傳遞普世牧首確認正統教會對烏克蘭英雄人民的持續支持，支持繼續抵抗俄羅斯不公正和殘酷的侵略。
波蘭國防部長表示，已經派遣1萬名士兵到與白俄羅斯的邊境，以嚇跑侵略者，使其不敢攻擊，其中4千人將直接支援邊防警衛隊，6000人將在預備役，國防部長表示，必須為各種情況做好準備，不排除任何事情。
阿塞拜疆承诺向乌克兰提供一台排雷机，并安排排雷专家指導乌克兰工兵如何使用排雷機。

## 8月11日
烏克蘭當局表示，在過去一天，俄羅斯一共襲擊9個州，包括第聶伯羅彼得羅夫斯克州、頓涅茨克州、哈爾科夫州、赫爾松州、尼古拉耶夫州、蘇梅州、切爾尼戈夫州、盧甘斯克州和扎波羅熱州遭到俄軍攻擊，至少4人死亡，41人受傷。烏克蘭政府表示，當地時間上午9點50分左右，由於數架俄羅斯米格-31戰鬥機從下諾夫哥羅德地區薩瓦斯利卡機場等地起飛，對烏克蘭全國發出空襲警報。烏克蘭空軍表示，俄羅斯向烏克蘭發射4枚匕首高超音速導彈，瞄準烏克蘭西部伊凡諾-法蘭科夫斯克州科洛米亞機場，其中1枚在基輔州上空被擊落，其他3枚導彈則擊中科洛米亞機場附近，破壞民用基礎設施，伊凡諾-法蘭科夫斯克州接壤羅馬尼亞，距離前線數百公里。烏克蘭總檢察長辦公室表示，其中一枚導彈擊中伊凡諾-法蘭科夫斯克州的一棟住宅，造成一名8歲兒童死亡。烏克蘭基輔市長表示，導彈碎片落在奧博隆區的三個地點，包括一個兒童醫院，沒有人員傷亡。烏克蘭政府和赫爾松州州長表示，俄羅斯分別襲擊赫爾松、科米沙尼和使用無人機襲擊伯斯萊夫，合共造成1名平民死亡，7人受傷，其中包括2名警察。第聶伯羅彼得羅夫斯克州州長表示，俄羅斯對第聶伯羅彼得羅夫斯克州尼科波爾進行炮擊，造成1名平民受傷。
烏克蘭武裝部隊總參謀部表示，自全面入侵以來，俄羅斯在烏克蘭損失252,780名士兵，過去一天俄羅斯部隊有580人傷亡，累計損失4,290輛坦克、8,318輛裝甲戰車、7,511輛汽車和燃料箱、5,043個火炮系統、713個多發射火箭系統、471個防空系統、315架飛機、313架直升機、4197架無人機和18艘船隻。烏克蘭軍事情報發言人表示，居住在莫斯科的人應該「期待」更多的襲擊，皆因俄羅斯的防空系統似乎無法保護他們的公民。
俄羅斯國防部表示，在莫斯科上空擊落一架攻擊無人機，莫斯科市長表示，無人機碎片落在莫斯科西部的卡拉米舍夫斯卡耶堤岸地區，沒有人員傷亡或嚴重破壞。另外，俄羅斯國防部表示，20名烏克蘭士兵在俄羅斯對赫爾松州的襲擊中喪生。
美國非營利智庫戰爭研究所分析11日發布的地理定位鏡頭表示，烏克蘭軍隊已攻入位於扎波羅熱州西部奧里希夫以南10公里的羅博季涅北郊，研究所專家分析，雖然烏克蘭目前的進展有限，但烏克蘭軍隊仍然有能力在羅博季涅郊區推進，俄羅斯軍隊為此投入大量精力、時間和資源來防守，另外根據地理定位鏡頭顯示，烏克蘭軍隊已經攻入頓涅茨克州大諾沃西爾卡市鎮的烏羅扎伊涅。
烏克蘭總統澤連斯基表示，基於全國調查發現多宗涉及征兵辦公室負責人腐敗、濫用權力和欺詐等違規行為案件，總共展開112項刑事調查，指控33人，宣布將會解僱全國各地所有地區軍事征兵辦公室負責人，並讓國家安全局介入檢查，讓具有戰場經驗的軍官取代他們。 
烏克蘭國家安全局表示，拘留一名敖德薩居民，涉嫌向俄羅斯傳遞軍事基地和空襲後果等資訊，收受540美元的加密貨幣報酬，被控叛國罪，面臨終身監禁，此前，敖德薩州多次遭到俄羅斯襲擊。
烏克蘭國家抵抗中心表示，俄羅斯當局在奔薩舉行大型軍事教育營，大部分來自俄佔地區的烏克蘭青少年均有參與，並接受軍事訓練，參觀宣傳博物館，以及觀看親克里姆林宮藝術家的表演。烏克蘭國家邊防局表示，荷兰向乌克兰国家边防警卫队捐赠六个移动医疗中心。
英國廣播公司報道，俄羅斯中尉伊萬·科羅廖夫非法越過立陶宛邊境後被拘留，並正式向立陶宛當局尋求政治庇護。科羅廖夫透露，決定離開俄羅斯聯邦的原因，是不希望參與俄羅斯發動的「血腥」戰爭。科羅廖夫聲稱，雖然從未參與俄羅斯對烏克蘭的侵略，亦未曾被部署到俄羅斯境外，但作為野戰炮兵倉庫和運營部門副主管，要向在烏克蘭作戰的部隊提供彈藥。
烏克蘭、美國、歐盟、羅馬尼亞和摩爾多瓦的代表在羅馬尼亞加拉茨舉行會議，討論俄羅斯單方面終止糧食交易後的烏克蘭糧食出口。會議期間，與會者讚揚羅馬尼亞和摩爾多瓦對烏克蘭的支持，並重申明致力於幫助烏克蘭減輕糧食交易崩潰的後果。
美國宣佈制裁資助俄羅斯入侵烏克蘭以及幫助俄羅斯規避外國制裁的俄羅斯組織和個人，其中就包括米哈伊尔·弗里德曼以及彼得·奥列戈维奇·阿文。

## 8月12日
烏克蘭當局表示，在過去一天，俄羅斯一共襲擊10個州，包括第聶伯羅彼得羅夫斯克州、頓涅茨克州、哈爾科夫州、赫爾松州、尼古拉耶夫州、蘇梅州、切爾尼戈夫州、伊凡諾-法蘭科夫斯克州、盧甘斯克州和扎波羅熱州遭到俄軍攻擊，至少118個定居點和79個基礎設施受破壞。烏克蘭空軍表示，俄羅斯午夜至凌晨間發射5架無人機，其中3架無人機在扎波羅熱州被擊落。扎波羅熱州州長表示，俄羅斯向扎波羅熱市、共青村和切爾沃內發射無人機，在過去24小時內，俄羅斯對扎波羅熱州的28個人口稠密地區發動67次襲擊。哈爾科夫州州長表示，俄羅斯軍隊炮擊哈爾科夫州庫普揚斯克庫皮揚西克-武茲洛維，造成1名平民死亡，另外州長表示，在過去的24小時內，俄羅斯軍隊對博霍杜希夫、哈爾科夫、楚胡伊夫等地區的人口稠密地區發動多次炮擊。第聶伯羅彼得羅夫斯克州州長表示，第聶伯羅彼得羅夫斯克州克里維里赫遭到俄羅斯導彈襲擊發生爆炸，沒有人員傷亡。烏克蘭內政部長表示，俄羅斯軍隊使用一枚制導炸彈襲擊扎波羅熱州奧裡希夫市，造成1名警察隊長死亡，12人受傷，包括4名警員。赫爾松州州長表示，俄羅斯軍隊上午開始，一直炮擊赫爾松州，其中在波尼亞季夫卡，造成至少2名平民受傷，另外總檢察長辦公室表示，俄羅斯無人機襲擊赫爾松州貝里斯拉夫區的一個定居點，造成至少2名平民受傷，赫爾松市亦遭到攻擊。
烏克蘭武裝部隊總參謀部表示，自全面入侵以來，俄羅斯在烏克蘭損失253,290名士兵，過去一天俄羅斯部隊有510人傷亡，累計損失4,295輛坦克、8,324輛裝甲戰車、7,523輛汽車和燃料箱、5,053個火炮系統、713個多發火箭系統、472個防空系統、315架飛機、313架直升機、4,201架無人機和18艘船隻。總參謀部表示，烏克蘭軍隊在扎波羅熱州羅博季涅周圍取得部分成功，正加固解放的陣地，另外在過去的24小時內，合共進行33次交戰，36次炮擊，6次導彈襲擊，36次多管火箭炮襲擊，俄羅斯軍隊在巴赫穆特、萊曼和庫皮揚斯克周圍發動進攻，但沒有成功。烏克蘭國防部副部長回應關於烏克蘭橫過第聶伯羅河進攻東岸的言論時，確認某些單位正在該處執行某種任務，目的是獲得立足點，需要清理領土並擊退敵人。
俄羅斯官方媒體和俄羅斯國防部表示，20架烏克蘭無人機在克里米亞被擊落，其中俄羅斯國防部表示，14架無人機被防空擊落，無人機襲擊沒有造成人員傷亡或損失。多家俄羅斯媒體報道，烏克蘭對克里米亞大橋發動襲擊，俄佔克里米亞官員表示，防空系統上午在刻赤海峽上空攔截兩枚導彈，克里米亞大橋沒有損壞，下午3點左右防空系統再在刻赤海峽上空攔截一枚導彈。俄羅斯國防部表示，烏克蘭試圖使用S-200火箭彈穿越刻赤海峽襲擊克里米亞大橋，但沒有造成任何損失或傷亡。不過克里米亚大桥因此关闭两个小时。俄羅斯國營媒體塔斯社媒體引述軍方消息表示，一架俄羅斯Su-30戰鬥機在加里寧格勒州因「技術故障」墜毀，所有機組人員死亡。流亡的烏克蘭馬裡烏波爾市長顧問和流亡的烏克蘭梅利託波爾市長表示，8月12日中午左右，俄佔扎波羅熱州別爾江斯克市港口地區發生爆炸，科洛尼亞區發生大火。
俄羅斯外交部譴責烏克蘭對克里米亞大橋的襲擊是對「民用基礎設施」的恐怖襲擊。俄佔赫爾松拉祖爾涅官員發放影片表示，如果居民不申請俄羅斯護照，將不會收到胰島素等藥物或人道主義援助。俄佔扎波羅熱官員表示，俄羅斯軍隊在一夜之間的反擊中重新控制頓涅茨克州烏羅熱因。
據俄羅斯和烏克蘭的消息人士透露，烏克蘭在南部2條向海岸的攻擊線上取得「戰術意義重大」的進展，烏克蘭軍隊至少奪回16至20公里的領土。
英國國防部表示，現時扎波羅熱州奧裡希夫附近前線正在進行激烈戰鬥，俄羅斯空降部隊可能從赫爾松州重新部署到扎波羅熱州奧裡希夫，這將使俄羅斯在第聶伯羅河東岸的防禦變得脆弱。
烏克蘭總統澤連斯基表示，希臘宣布加入七國集團關於烏克蘭「安全保證」的聯合宣言，成為第14個國家加入有關宣言，「安全保證聯合宣言」是一項明確和持久的保證，旨在加強烏克蘭抵抗俄羅斯侵略的能力，解決制裁、財政援助和戰後重建等問題。
俄羅斯獨立媒體Mediazona與BBC新聞俄語根據公共來源，包括訃告、親屬、地區媒體和地方當局的報道，證實過去17個月在俄羅斯全面入侵烏克蘭的戰爭中喪生的30,003名俄羅斯士兵的名字，並明確表示，實際數字可能更高。
烏克蘭方面首次向遊客重新开放敖德萨的海滩，但烏克蘭方面規定在空袭警报期间遊客不能前往海灘。

## 8月13日
烏克蘭當局表示，在過去一天，俄羅斯一共襲擊9個州，包括第聶伯羅彼得羅夫斯克州、頓涅茨克州、哈爾科夫州、赫爾松州、尼古拉耶夫州、蘇梅州、切爾尼戈夫州、盧甘斯克州和扎波羅熱州遭到俄軍攻擊，至少114個定居點和49個基礎設施受破壞。烏克蘭內政部長表示，俄羅斯炮擊赫爾松州什羅卡巴爾卡，造成5名平民死亡，包括一名12歲兒童和一個23天大的嬰兒，另外總統辦公室主任表示，炮擊中一枚炮彈擊中附近另一條村落，造成2名平民死亡。赫爾松市軍事管理局局長表示，在過去一天，俄羅斯炮擊赫爾松州社群17次，並使用91枚炮彈。赫爾松州軍事管理局晚間表示，俄羅斯再度襲擊赫爾松州，炮彈擊中比洛齊爾卡鎮，損壞至少12棟住宅，造成2人受傷，向奧德拉多卡姆揚卡發射3枚制導炸彈，導致數棟房屋受損，赫爾松州州長宣佈，8月14日為赫爾松州哀悼日。
烏克蘭武裝部隊總參謀部表示，自全面入侵以來，俄羅斯在烏克蘭損失253,850名士兵，過去一天俄羅斯部隊有560人傷亡，累計損失4298輛坦克、8335輛裝甲戰車、7543輛汽車和燃料箱、5072個火炮系統、713個多發火箭發射系統、477個防空系統、315架飛機、313架直升機、4204架無人機和18艘船隻。另外，總參謀部表示，俄羅斯軍隊昨日對全國120個定居點，進行47次空襲，包括7枚導彈和43次多管火箭系統襲擊，雙方交戰39次，烏克蘭空軍在昨日對俄羅斯軍隊、武器和軍事裝備進行10次空襲，此外總參謀部晚間總結一天的戰況，其俄羅斯軍方試圖在白天奪回巴赫穆特、沙赫塔爾斯克和扎波羅熱方向失去的陣地，但沒有成功，雙方總共在前線進行24次交戰，俄羅斯發動2次導彈襲擊和24次空襲，並用多管火箭發射器進行約40次襲擊，烏克蘭部隊亦襲擊10個俄羅斯人力集中區，並對俄羅斯防空導彈系統進行4次空襲，俄羅斯全日炮擊約95個烏克蘭定居點，主要在頓涅茨克、赫爾松和扎波羅熱。烏克蘭南方行動司令部發言人表示，成功摧毀俄佔赫爾松被佔領城鎮奧萊什基的兩個彈藥庫，另一個俄羅斯軍隊基地亦被擊中。烏克蘭國防部長表示，烏克蘭現在是地球上地雷問題最嚴重的國家，此前有一年半時間俄羅斯軍隊大量部署地雷，以挫敗烏克蘭的反攻，國防部長更表示，士兵曾在1平方米範圍內發現5枚地雷。流亡的烏克蘭馬裡烏波爾市長顧問表示，烏克蘭游擊隊放火焚燒被佔領的馬裡烏波爾一個俄羅斯軍事基地，至少導致10名俄羅斯士兵傷亡、損失3輛卡車和5輛汽車。
俄羅斯國防部表示，午夜至凌晨之間在別爾哥羅德州上空擊落1架烏克蘭無人機，沒有人員傷亡或損壞。俄羅斯庫爾斯克州長表示，烏克蘭炮擊庫爾斯克地區，造成三名平民受傷。俄羅斯媒體報道，俄羅斯拉門斯科耶一個工業倉庫發生火災，該鎮位於莫斯科東南約50公里處，當局未有交代是否與烏克蘭有關。俄罗斯国防部還表示俄无人机击毁乌军使用的“星链”卫星系统通信终端。
俄佔扎波羅熱官員表示，烏克蘭軍隊正試圖突破頓涅茨克州西部的俄羅斯防線，並在斯塔羅馬霍斯克以東鞏固陣地，在經歷兩週的戰鬥後，烏克蘭亦設法在附近的烏羅扎因北部鞏固陣地，隨著烏克蘭軍隊試圖向亞速海推進，大諾沃西爾卡以南亦正發生激烈戰鬥。在烏爾祖夫，车臣士兵和俄罗斯士兵爆發内讧，造成7名平民死亡。
烏克蘭總統澤連斯基在例行短片講話中，承認烏軍昨天襲擊克里米亞大橋。烏克蘭總檢察長辦公室表示，自2022年俄羅斯全面入侵以來，官方記錄500宗烏克蘭兒童遭俄羅斯殺害的案件，另有1097名兒童遭受不同程度的嚴重傷害，其中頓涅茨克州有485名兒童遭受不同程度的嚴重傷害或被俄羅斯殺害，成為烏克蘭兒童傷亡最嚴重的地區，總檢察長辦公室補充表示，實際數字可能更高。烏克蘭哈爾科夫州官員表示，隨著俄羅斯軍隊繼續對哈爾科夫州進行襲擊，政府已從庫皮揚斯克撤離111人，包括36名兒童和4名殘疾人士。烏克蘭國家抵抗中心表示，俄羅斯在俄佔地區威脅沒有申領俄羅斯護照的學生，拒絕向他們發放高中畢業證書。
烏克蘭總理表示，烏克蘭已經將8成因俄羅斯襲擊而受損的主要電網和高壓站修復，為冬天俄羅斯繼續對能源系統進行大規模攻擊做準備，並為能源設施建立多層保護。烏克蘭內政部長在社交網站解釋為何克里米亞大橋接連遭受襲擊，除了象徵意義外，克里米亞大橋更是俄羅斯西南部和俄佔克里米亞之間的重要紐帶，也是烏克蘭的合法軍事目標，皆因大橋經常被用作為俄羅斯軍隊提供物資，對俄羅斯軍隊的後勤極其重要，因此大橋得到快速修復和嚴密保護，俄羅斯軍隊曾使用被佔領的烏克蘭城市別爾江斯克和馬裡烏波爾的港口進行補給，但與大橋相比，規模較小。
俄羅斯國防部表示，由於一艘懸掛帛琉國旗的貨船沒有回應停駛檢查違禁貨物運輸的要求，因此一艘俄羅斯軍艦向位於黑海西南部的貨船開槍警告，貨船其後允許檢查小組登船。但烏克蘭非政府組織InformNapalm表示，有關說法與現實完全不符，貨船並沒有遵循停駛要求，而是暫時改變向土耳其領海方向的路線，亦沒有警告射擊，只有透過無線電威脅。烏克蘭南方行動司令部發言人則表示，無法證實所謂的對該船的檢查，烏克蘭基礎設施部長則表示，烏克蘭無法確認俄羅斯提供的資訊是否屬實，但有關行為嚴重違反國際法準則，正試圖恐嚇和阻撓商業船隻的流動。
挪威傳媒報道，在7月25日一架可搭載180名乘客的土耳其BBN航空A320包機，從挪威奧斯陸飛往土耳其安塔利亞的途中，因天氣問題短暫進入烏克蘭領空，自2022年2月下旬俄羅斯全面入侵以來，烏克蘭關閉領空，全境為禁飛區，客機從烏克蘭外喀爾巴阡州進入，並從切爾諾夫策州進入羅馬尼亞領空。BBN航空公司表示，正採取行動，防止類似事件發生。

## 8月14日
烏克蘭當局表示，在過去一天，俄羅斯一共襲擊10個州，包括第聶伯羅彼得羅夫斯克州、頓涅茨克州、哈爾科夫州、赫爾松州、尼古拉耶夫州、蘇梅州、切爾尼戈夫州、敖德薩州、盧甘斯克州和扎波羅熱州遭到俄軍攻擊，至少造成9名平民死亡，24人受傷。烏克蘭空軍表示，俄羅斯凌晨向敖德薩發動三次襲擊，合共發射15架無人機和8枚口徑巡弋導彈，造成3名平民受傷。敖德薩市議會表示，截至當地時間上午11點，有203棟建築因俄羅斯通宵空襲而受損，烏克蘭空軍表示，所有俄羅斯空中目標被擊落，烏克蘭當局和軍方表示，破壞是由於導彈碎片墜落引起的火災和爆炸造成。哈爾科夫州政府表示，俄羅斯軍隊襲擊哈爾科夫州科扎查洛潘，造成至少1名平民死亡，2名平民受傷，另外俄羅斯襲擊庫皮揚斯克波多利，造成至少2名平民受傷，此外哈爾科夫州州長表示，俄羅斯襲擊哈爾科夫州布哈伊夫卡，造成至少2名平民受傷。赫爾松州軍事管理局表示，俄羅斯軍方襲擊赫爾松州波尼亞季夫卡，造成至少1名平民受傷。
烏克蘭武裝部隊總參謀部表示，自全面入侵以來，俄羅斯在烏克蘭損失254,380名士兵，過去一天俄羅斯部隊有530人傷亡，累計損失4306輛坦克、8354輛裝甲戰車、7562輛汽車和油箱、5099個火炮系統、714個多發火箭發射系統、479個防空系統、315架飛機、313架直升機、4213架無人機和18艘船隻。烏克蘭國防部副部長表示，烏克蘭軍隊上週解放頓涅茨克州巴赫穆特附近三平方公里土地，自5月下旬以來，烏克蘭軍隊已經解放巴赫穆特附近約40平方公里土地，另外俄羅斯軍隊試圖奪回巴赫穆特的克利希伊夫卡、安德里伊夫卡和庫爾久米夫卡以西地區失去的陣地。烏克蘭軍事情報局斯基比茨基將軍回應西方媒體關於俄羅斯大規模攻勢的報道時表示，烏克蘭已經準備好面對俄羅斯在不久的將來可能發動的任何大規模攻勢，並表示，莫斯科目前正在努力減緩烏克蘭的反攻，並破壞烏克蘭內部團結以及基輔與其合作伙伴之間的信任。烏克蘭南部前線指揮官表示，烏克蘭炮兵部隊殺死99名俄羅斯戰鬥人員，打傷190人，俘虜12名囚犯等，俄羅斯總共損失301人和5輛坦克和8輛裝甲運兵車，摧毀3個俄羅斯彈藥庫。
俄羅斯國家通訊社表示，西伯利亞西部尤格拉地區塔林斯科耶油田發生爆炸，造成至少2人死亡，5人受傷，另外達吉斯坦共和國馬哈奇卡拉一個加油站發生爆炸，至少造成35人死亡，115人受傷，此外俄羅斯國防部表示，1架俄羅斯L-39軍用訓練機在克拉斯諾達爾邊疆區一個機場附近墜毀，造成一名機組人員死亡，未知三宗事件與烏克蘭是否有關。
烏克蘭總統澤連斯基訪問烏克蘭東部頓涅茨克前線地區部隊總部，與參與反攻巴赫穆特以北俄佔城鎮蘇勒答爾的前線部隊成員交談，並表示，增加無人機的生產以及國際合作夥伴的供應，是烏克蘭與反攻行動有關的最重要任務之一。
烏克蘭外交部表示，俄羅斯昨天在黑海鳴槍示警、蒐查一艘貨船的行為「嚴重違反了國際法」，稱俄羅斯蓄意危害航行自由和商業航運安全。烏克蘭國家安全局表示，調查人員已經確定15名人士的身份，涉嫌與俄佔當局合作，在俄佔盧甘斯克組織非法選舉，刑事訴訟已經開始，最高可判處15年監禁，但由於嫌疑人居住在俄佔地區，國家安全局表示，正在採取全面措施將有關人士繩之以法。
烏克蘭教育部宣佈，正在與聯合國兒童基金會合作，為烏克蘭學童開發關於地雷安全的課程，該課程將成為學校必修課程之一。烏克蘭數字轉型部長宣佈，在8月14日啟動「團結行動」，是為烏克蘭軍隊籌集1萬架無人機資金的國家運動，在頭幾個小時內，已籌得100多萬美元，目標是籌集636萬美元，其中482萬美元用於購買無人機，154萬美元用於購買無人機彈藥。
美國國務卿布林肯表示，將向烏克蘭提供價值2億美元的新安全援助，包括防空彈藥、炮彈、反裝甲能力和額外的排雷裝置。
德國私營國防企業萊茵金屬表示，準備在2023年期間向烏克蘭交付新一代偵察無人機系統。挪威私營國防企業孔斯貝格國防和航空航天集團表示，將向烏克蘭提供C-UAS防空系統，總價值7100萬美元，可以擊落各種型號的攻擊無人機。
英國、荷蘭、美國和丹麥武裝部門部長分別表示，俄羅斯軍機接近各國領空，派戰機監察。而羅馬尼亞海軍表示，海濱度假勝地科斯蒂內甚蒂一座碼頭在水雷爆炸中輕微受損後，海軍部署一艘船和一架直升機，監察黑海海岸水雷問題。

## 8月15日
烏克蘭當局表示，截至15日上午9時，俄羅斯在過去一天一共襲擊13個州，包括第聶伯羅彼得羅夫斯克州、頓涅茨克州、哈爾科夫州、赫爾松州、尼古拉耶夫州、伏林州、利沃夫州、伊凡諾-法蘭科夫斯克州、切爾卡瑟州、蘇梅州、切爾尼戈夫州、盧甘斯克州和扎波羅熱州遭到俄軍攻擊，至少造成139個定居點和96個基礎設施受損。烏克蘭伏林州長表示，俄羅斯對烏克蘭西部城市盧茨克發動導彈襲擊，一枚導彈擊中該市一家工廠，造成至少3名平民死亡，2名平民受傷。烏克蘭利沃夫市長表示，幾枚火箭彈被擊落，幾棟住宅建築在襲擊中被擊中，造成至少19名平民受傷。烏克蘭第聶伯羅彼得羅夫斯克州州長表示，一枚俄羅斯導彈擊中第聶伯羅，至少造成一人在襲擊中受傷。烏克蘭赫梅利尼茨基州軍事管理局副局長表示，當地發生爆炸，防空系統正在運作中，敦促居民留在庇護所。烏克蘭空軍表示，俄羅斯午夜至凌晨之間向烏克蘭發射28枚導彈，防空部隊至少擊落16枚Kh-101/Kh-555導彈。烏克蘭頓涅茨克州檢察官辦公室表示，俄羅斯軍隊對頓涅茨克州託雷茨克附近的皮夫尼奇內發動空襲，使用FAB-250空投炸彈，造成2名平民受傷，俄羅斯亦炮擊揚皮爾和謝韋爾斯克，造成2名平民死亡，3名平民受傷。烏克蘭赫爾松州州長表示，俄羅斯襲擊赫爾松州新德米特里夫卡，造成1名平民受傷。
烏克蘭武裝部隊總參謀部表示，自全面入侵以來，俄羅斯在烏克蘭損失254,920名士兵，過去一天俄羅斯部隊有540人傷亡，累計損失4,313輛坦克、8,370輛裝甲戰車、7,584輛汽車和油箱、5,128個火炮系統、714個多發火箭發射系統、482個防空系統、315架飛機、314架直升機、4,242架無人機和18艘船隻。總參謀部表示，烏克蘭在頓涅茨克州巴赫穆特方向繼續進行反攻行動，並龍烏羅扎伊涅地區取得進展，俄羅斯試圖在烏克蘭東部的馬林卡和克拉斯諾霍裡夫卡附近發動襲擊，但沒有成功，並成功阻止俄羅斯在萊曼、巴赫穆特和庫皮揚斯克方向的進攻行動。烏克蘭國防部副部長表示，俄羅斯正尋求重組和恢復部隊，在東部前線的襲擊次數有所減少，但並不意味著俄羅斯放棄其計劃，炮擊頻率減少也與烏克蘭軍隊在庫皮揚斯克和萊曼方向變得活躍有關。烏克蘭聯合部隊指揮官表示，烏克蘭部隊阻止兩個俄羅斯破壞組織越過邊界進入切爾尼戈夫州。
俄羅斯布良斯克州長表示，俄羅斯安全部隊成功阻止烏克蘭破壞組織滲透到布良斯克邊境地區。俄羅斯軍方表示，部隊在一夜之間襲擊烏克蘭各地幾個地點的軍事工業設施，對「關鍵」設施進行遠端精確打擊，令烏克蘭的軍工綜合體遭受重大破壞。俄羅斯國防部長表示，烏克蘭的戰鬥能力幾乎已經耗盡，並表示戰爭暴露西方武器系統的脆弱性，莫斯科很快就可以享受這些漏洞。另外，俄羅斯釋出一段影片顯示，武裝海軍檢查部隊13日在黑海西南部登上一艘貨船，並詢問船長，為何沒有跟從俄羅斯軍艦要求停駛。
烏克蘭總統辦公室表示，總統澤連斯基訪問扎波羅熱東南部奧裡希夫鎮附近的第46獨立空中移動旅前線指揮點，並會見在南部反攻俄羅斯軍隊的部隊，澤倫斯基表示，北馬其頓成為第15個正式加入七國集團安全保證宣言的國家。烏克蘭總理表示，應哈爾科夫州和切爾尼戈夫州的要求，政府將在與俄羅斯和白俄羅斯接壤的東北部地區建造新的防禦工事和軍事基礎設施，費用近3500萬美元。
烏克蘭能源部表示，供應切爾諾貝利核電站的330千伏電線因白俄羅斯境內發生損壞而關閉，2022年俄羅斯全面入侵，核電站曾被俄羅斯軍隊短暫佔領，當時起由白俄羅斯的能源系統為切爾諾貝利站供電。烏克蘭國家抵抗中心表示，俄羅斯正準備在庫爾斯克核電站進行挑釁行為，意圖嫁禍烏克蘭，轉移世界對俄佔扎波羅熱核電站的注意力。
烏克蘭經濟安全局表示，沒收親俄烏克蘭寡頭德米特里·菲爾塔什價值2.08億美元的資產，菲爾塔什涉嫌運用擁有的天然氣公司和三名經理一同竊取國家天然氣。烏克蘭國家反腐敗局表示，法院暫停被指控收受賄賂的國家司法局局長職務。
瑞典政府表示，將向烏克蘭捐贈彈藥和備件，用於以前捐贈的武器系統，價值超過3億美元，彈藥和零件將用於CV-90步兵戰車、弓箭手炮系統和豹2坦克。
美國有線電視新聞網報道，烏克蘭國家安全局承認7月17日對克里米亞大橋發動襲擊，並表示在行動中使用一架烏克蘭自行研發實驗中的海上無人艇。
北約秘書長辦公室主任斯蒂安·延森接受挪威傳媒訪問時提議，烏克蘭將其部分領土割讓給俄羅斯，以換取北約成員資格，以結束戰爭。烏克蘭總統幕僚長顧問則表示，烏克蘭以加入北約換取領土的想法是「荒謬」的。

## 8月16日
烏克蘭當局表示，截至16日上午9時，俄羅斯在過去一天一共襲擊10個州，包括第聶伯羅彼得羅夫斯克州、頓涅茨克州、哈爾科夫州、赫爾松州、尼古拉耶夫州、敖德薩州、蘇梅州、切爾尼戈夫州、盧甘斯克州和扎波羅熱州遭到俄軍攻擊，至少造成4人死亡，16人受傷。烏克蘭空軍表示，軍隊在午夜至凌晨之間擊落13架俄羅斯無人機，11架無人機在敖德薩州上空擊落，2架在尼古拉耶夫州上空擊落。烏克蘭赫爾松州州長表示，俄羅斯襲擊赫爾松州，造成5名平民受傷。烏克蘭敖德薩州官員表示，俄羅斯恢復對烏克蘭南部敖德薩地區的糧食基礎設施發動攻擊，使用無人機對多瑙河沿岸的儲存設施和港口進行通宵襲擊。烏克蘭第聶伯羅彼得羅夫斯克州州長表示，俄羅斯炮擊第聶伯羅彼得羅夫斯克州尼科波爾和馬爾哈涅茨，造成1人死亡，7人受傷。
烏克蘭武裝部隊總參謀部表示，自全面入侵以來，俄羅斯在烏克蘭損失255,570名士兵，過去一天俄羅斯部隊有650人傷亡，累計損失4,324輛坦克、8,380輛裝甲戰車、7,614輛汽車和油箱、5,152個火炮系統、714個多發火箭發射系統、485個防空系統、315架飛機、314架直升機、4,248架無人機和18艘船隻。總參謀部表示，俄羅斯正準備拍攝一段宣傳影片，報道所謂「烏克蘭破壞者」在赫爾松州被擊敗，以鼓舞士氣。烏克蘭國防部副部長表示，烏軍成功解放頓涅茨克州的烏羅扎伊涅，進攻行動仍在繼續。烏克蘭海軍發言人表示，自全面入侵開始以來，烏克蘭軍隊已經令5艘俄羅斯大型軍事登陸艦受損。烏克蘭聯合部隊行動指揮官表示，南部前線塔夫里亞區的烏克蘭部隊成功摧毀15台俄羅斯軍事裝備，打死95名士兵，打傷159人，俘虜11名士兵。烏克蘭空軍發言人表示，今年內不大可能使用F-16來保衛國家，但烏克蘭對F-16保持高度期望，希望這能成為防空戰力的一部分，保護國家免於俄羅斯飛彈和無人機的侵襲。
俄羅斯聯邦安全部表示，成功挫敗烏克蘭破壞者越過布良斯克地區的企圖，事件中有4人死亡。俄羅斯國防部表示，部隊在克里米亞上空擊落1架烏克蘭無人機，並在莫斯科西南卡盧加地區上空擊落3架烏克蘭無人機，另外國防部表示，在莫斯科陸軍-2023軍火博覽會上簽署價值超過41.8億美元的武器合同。俄羅斯軍事檢察官辦公室表示，俄佔頓涅茨克一家法院判處3名烏克蘭士兵20年以上監禁，其中2名亚速團成员被判24年监禁，法院認為他們在马里乌波尔期间犯下战争罪。
俄羅斯哈巴羅夫斯克邊疆區行政長官表示，俄羅斯上將根納季·日德科因「長期患病」在首都莫斯科去世，日德科上將曾在2022年春季和夏季帶領俄羅斯軍隊。
英國國防部表示，幾乎可以肯定俄羅斯已經開始部署仿照伊朗製見證者-136無人機設計和生產的無人機，國內生產將使俄羅斯能夠建立更穩定的無人機供應，用於對烏克蘭的空襲。
烏克蘭總統澤連斯基在晚間講話中表示，自莫斯科退出糧食協議以來，俄羅斯已襲擊烏克蘭港口7次。烏克蘭基礎設施部長宣佈，第一艘民用船隻從敖德薩出發，使用烏克蘭海軍於10號宣佈新的臨時走廊，前往博斯普魯斯海峽，懸掛香港區旗的約瑟夫·舒爾特號載有3萬多噸貨物，包括食品。烏克蘭財政部引用國家財政資料表示，迄今為止，2023年國家預算的約三分之一，即140億美元，已用於軍事人員薪金，另外75億美元用於武裝部隊的軍事裝備、武器、彈藥和其他用品。
烏克蘭國家抵抗中心表示，俄羅斯正在故意加劇俄佔地區的人道主義危機，使當地居民更加依賴俄佔當局，俄羅斯控制的企業生產和銷售下降，加上其他因素，導致當地的基本商品價格不斷上漲，此外俄佔頓涅茨克淡水供應短缺，俄佔地區男性人口遭強行動員，導致勞動力下降等，均加劇俄佔地區的人道主義危機。另外，國家抵抗中心表示，俄佔頓涅茨克州霍利夫卡政府聲稱，2萬多名當地居民因強徵入伍而喪生。
美國非營利智庫戰爭研究所表示，烏克蘭反攻部隊在扎波羅熱州和頓涅茨克州推進，在扎波羅熱州西部，烏克蘭軍隊從羅博季涅向東北方向推進，並可能在周邊地區取得更廣泛的進展，烏克蘭軍隊亦解放頓涅茨克州烏羅扎伊涅。而俄羅斯方面，國家杜馬議員提出修正案，禁止展示俄羅斯軍事地點和部署的相片和影片。
北約秘書長辦公室主任斯蒂安·延森再度接受挪威傳媒訪問時，收回早一日的言論並致歉，即烏克蘭將其部分領土割讓給俄羅斯，以換取北約成員資格，以結束戰爭。
瑞士政府表示，正式對俄羅斯實施新一輪制裁，措施與歐盟從6月23日起開始的第11輪制裁措施一致。捷克对俄罗斯的戰術導彈集團的首席执行官及其女儿和女婿实施制裁。美国对一名斯洛伐克商人管理的三家公司实施制裁，原因是朝鲜出口武器至俄罗斯時得到這些公司的協助。

## 8月17日
烏克蘭當局表示，截至17日上午9時，俄羅斯在過去一天一共襲擊9個州，包括第聶伯羅彼得羅夫斯克州、頓涅茨克州、哈爾科夫州、赫爾松州、尼古拉耶夫州、蘇梅州、切爾尼戈夫州、盧甘斯克州和扎波羅熱州遭到俄軍攻擊，至少造成4人死亡，17人受傷。 烏克蘭緊急服務部門表示，俄羅斯炮擊哈爾科夫地區庫皮揚斯克市以東郊區，造成至少1名平民死亡，1名平民受傷。
烏克蘭武裝部隊總參謀部表示，自全面入侵以來，俄羅斯在烏克蘭損失256,050名士兵，過去一天俄羅斯部隊有480人傷亡，累計損失4,329輛坦克、8,398輛裝甲戰車、7,614輛汽車和油箱、5,169個火炮系統、714個多發火箭發射系統、486個防空系統、315架飛機、314架直升機、4,272架無人機和18艘船隻。總參謀部表示，軍隊已成功向頓涅茨克州最近解放烏羅扎伊涅南部推進。總參謀部在晚間匯報中表示，俄羅斯軍隊試圖在哈爾科夫、盧甘斯克和頓涅茨克州發動進攻，包括試圖在哈爾科夫州庫皮揚斯克和頓涅茨克州巴赫穆特取得陣地，雙方發生24次戰鬥衝突，俄羅斯部隊發動4次導彈襲擊和37次空襲，烏克蘭軍隊則繼續向別爾江斯克和馬裡烏波爾方向進攻，並擊落2架俄羅斯Ka-52攻擊直升機。 烏克蘭國民警衛隊總局規劃部主任表示，已經恢復烏克蘭國民警衛隊特別行動旅「亞速旅」，並再次在前線進行軍事行動，已經在盧甘斯克州謝列布良斯基森林地區執行戰鬥任務。另外，主任表示，俄羅斯軍隊對頓涅茨克州最近解放的烏羅扎伊涅發動反擊，但並不成功，烏軍正鞏固陣地，並且推進。
俄羅斯國防部表示，部隊在烏克蘭頓涅茨克地區成功發動進攻，烏克蘭失去4輛美國史崔克裝甲車，並且成功阻止烏克蘭無人機對別爾哥羅德地區的襲擊，在別爾哥羅德地區上空擊落一架無人機。俄佔扎波羅熱官員表示，烏羅扎伊涅和鄰近的旧马约尔斯克不受烏克蘭控制。俄羅斯向美國Google公司旗下的Alphabet 處以 2萬5千英鎊罰款，涉嫌沒有刪除在烏克蘭「特別軍事行動」的虛假資訊。
烏克蘭總統澤連斯基簽署法案，將戒嚴令和一般動員再延長90天，至11月15日，以及，解除所有徵兵辦公室負責人的職務，措施立即生效。烏克蘭負責歐洲和歐洲大西洋一體化的副總理表示，烏克蘭不會在10月完成履行歐盟提交給基輔的所有建議，啟動入盟談判，但亦希望在2023年底前開始入盟談判。烏克蘭外交部部長表示，烏克蘭可能會在烏克蘭飛行員完成飛機培訓時，同時接收F-16戰鬥機。
烏克蘭國家安全局表示，逮捕一名俄羅斯特工，正在基輔州拍攝當地軍事基地，該名男子是基輔的居民，自2023年6月以來一直為俄羅斯軍事情報部門工作，正在提供有關烏克蘭軍事單位以及基輔能源基礎設施的資訊，以便俄羅斯能夠準備對基輔進行一系列新的定向空襲。
烏克蘭武裝部隊總參謀部表示，斯洛伐克武裝部隊總參謀長丹尼爾·茲梅科將軍訪問在烏克蘭南部作戰的塔夫里亞部隊，煎與烏克蘭軍方代表會晤，期間，烏克蘭感謝斯洛伐克向烏克蘭武裝部隊提供的物資和技術援助。
烏克蘭國家抵抗中心表示，俄羅斯再度將450名兒童從俄佔地區強制驅逐到俄羅斯本土，其中50名烏克蘭高中生被送往莫斯科東北約250公里的雅羅斯拉夫爾，當地教師試圖說服學生在雅羅斯拉夫爾國立大學接受高等教育。另外，來自俄佔盧甘斯克地區的200名兒童、俄佔赫爾松地區150名兒童和俄佔扎波羅熱地區50名兒童被送往克拉斯諾達爾地區的夏令營。
英國國防部表示，儘管面臨戰爭壓力，烏克蘭仍能為即將到來的冬天提供足夠的燃料，烏克蘭已經動員採礦部門，以確保除了天然氣儲備外，為電廠供應煤炭，俄羅斯在冬季仍有可能再次襲擊烏克蘭的能源基礎設施，但事實證明，烏克蘭也有能力維護其電力網路。
白俄羅斯總統盧卡申科接受採訪時承認，俄羅斯軍隊於2022年2月從白俄羅斯領土進入烏克蘭，盧卡申科聲稱沒有一個白俄羅斯人參與，但部分俄羅斯軍隊在白俄羅斯完成「大規模」訓練後進入烏克蘭。
美國有線電視新聞網援引兩名專家資料報道，烏克蘭軍隊在奪回烏羅扎伊涅時，可能使用美國提供的集束彈或國內生產的替代品。美國《華盛頓郵報》根據俄羅斯政府外洩文件報道，俄羅斯正仿製伊朗見證者無人機，並取得穩步進展，文件披露俄羅斯正在韃靼斯坦建立生產線，目標是在2025年夏天建造6000架攻擊無人機。路透社報道，美國官員表示，美國已批准丹麥和荷蘭在飛行員訓練結束後儘快向烏克蘭提供F-16戰鬥機，以抵禦俄羅斯的侵略。
德國政府宣佈，向烏克蘭交付一批軍事援助計劃，包括兩個IRIS-T防空系統和約4500發155毫米彈藥。瑞典議會批准向烏克蘭提供近3億美元的軍事援助，包括超過1億美元的備件和應急用品以及價值近2億美元的彈藥、彈藥部件、排雷裝置和運輸車輛。捷克國防部長表示，捷克可能會向烏克蘭提供庫存中蘇聯製造的Mi-24雌鹿直升機。
拉脫維亞、立陶宛和愛沙尼亞總理發表聯合聲明，宣布同時加入七國集團關於烏克蘭安全保障的宣言，承諾繼續援助基輔，直到其在對俄羅斯的戰爭中獲勝。北約秘書長斯托爾滕貝格駁斥北約主要官員言論時表示，只有烏克蘭人才能決定談判條件，並強調聯盟的立場保持不變。
烏克蘭國家預防腐敗局將阿里巴巴集團列入“战争国际赞助商”清单。截至2023年，该公司继续在俄罗斯开展业务，2022年的利润达163亿卢布。

## 8月18日

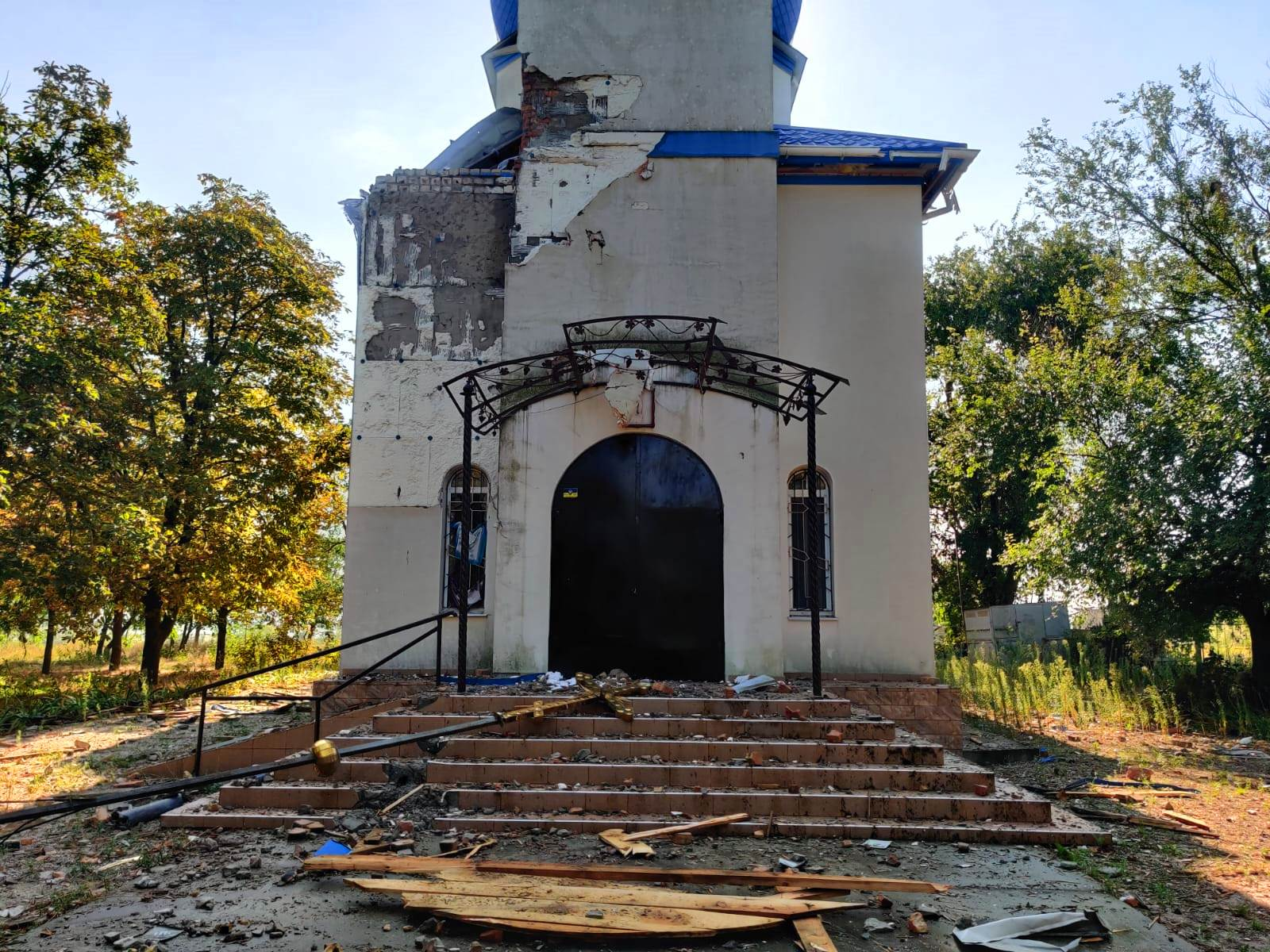
遭俄羅斯砲擊後的赫爾松州一座教堂

烏克蘭當局表示，截至18日上午9時，俄羅斯在過去一天一共襲擊9個州，包括第聶伯羅彼得羅夫斯克州、頓涅茨克州、哈爾科夫州、赫爾松州、尼古拉耶夫州、蘇梅州、切爾尼戈夫州、盧甘斯克州和扎波羅熱州遭到俄軍攻擊，至少造成2人死亡，4人受傷。扎波羅熱市長表示，俄羅斯軍隊對扎波羅熱發動導彈襲擊，損壞三棟公寓和兩個教育設施，俄羅斯於17日亦對扎波羅熱州的20個定居點發動79次襲擊。赫爾松州州長表示，俄羅斯軍隊襲擊赫爾松州維里夫卡，造成一名青少年受傷，此外，州長表示，俄羅斯軍隊晚上對赫爾松附近一個村莊發動襲擊，造成1名平民死亡，2名平民受傷。另外，赫爾松州地區檢察官辦公室表示，午夜至凌晨之間，俄羅斯軍隊襲擊赫爾松州比洛澤爾卡和德尼普羅夫斯克，造成一名平民受傷。烏克蘭能源部表示，頓涅茨克州一個火力發電廠遭俄羅斯炮擊，受損電力供應受阻。頓涅茨克州檢察官辦公室表示，俄羅斯軍隊炮擊頓涅茨克州察蘇夫雅一個人道主義援助中心，造成4名平民受傷。哈爾科夫州州長表示，俄羅斯炮擊哈爾科夫州和盧甘斯克州邊界附近的扎格里佐韋，造成2名平民受傷。另外，沃夫昌斯克市和鄰近的維爾查亦遭到俄羅斯炮擊，俄羅斯軍隊使用無人機攻擊庫皮揚斯克以南格盧什基夫卡，沒有人員傷亡報告。
烏克蘭武裝部隊總參謀部表示，自全面入侵以來，俄羅斯在烏克蘭損失256,510名士兵，過去一天俄羅斯部隊有460人傷亡，累計損失4,332輛坦克、8,410輛裝甲戰車、7,658輛汽車和油箱、5,193個火炮系統、714個多發火箭發射系統、486個防空系統、315架飛機、316架直升機、4,276架無人機和18艘船隻。總參謀部在上午簡報中表示，俄羅斯軍隊昨天對136個定居點發射4枚導彈、進行53次空襲和40次多管火箭系統襲擊，雙方交戰33次。其後，總參謀部表示，俄羅斯軍隊在頓涅茨克州對最近解放的烏羅扎伊涅發動反擊，但沒有成功，與此同時，烏克蘭部隊繼續在梅利託波爾和別爾江斯克方向進行反攻行動，鞏固陣地，俄羅斯部隊對烏克蘭軍事陣地和人口稠密地區發動1次導彈襲擊，31次空襲和45次多發射火箭系統襲擊，造成平民傷亡，雙方發生大約30次戰鬥。烏克蘭南方司令部發言人表示，俄羅斯擔憂烏克蘭無人艇的襲擊，將其海軍部隊分散在克里米亞東南海岸和新沃羅西斯克的黑海。烏克蘭軍事情報部門表示，俄佔扎波羅熱埃內爾霍達爾的警察總部發生爆炸，其中負責有關部門的俄羅斯內政部上校、副手、等幾名高層官員受重傷。
俄羅斯莫斯科市長表示，防空系統在莫斯科上空擊落一架攻擊無人機，碎片落在莫斯科展覽中心附近。俄羅斯國防部表示，一架烏克蘭海軍無人艇於17日晚上試圖在黑海襲擊俄羅斯船隻，當時俄羅斯船隻在距離俄佔塞瓦斯托波爾237公里的黑海西南部執行航行任務，2艘俄羅斯巡邏艦成功摧毀有關無人艇。俄羅斯別哥羅德州州長表示，烏克蘭軍隊在過去一天猛烈襲擊別哥羅德州，發射16枚炮彈和67枚迫擊炮彈。俄羅斯媒體報道，位於新羅西斯克的燃油碼頭起火，該碼頭是黑海最大的港口之一，距離克里米亞約172公里，未知是否與烏克蘭有關。
烏克蘭國家抵抗中心表示，俄羅斯計劃強制向居住在俄佔盧甘斯克地區的所有14-18歲的青少年發放俄羅斯護照，主要是因為俄佔政府官員對低領取率感到「不滿」，要求14至18歲的青少年在10月之前領取俄羅斯護照，屆時，將成立委員會，尋找沒有申領護照的青少年，來自俄羅斯的克里姆林宮青年運動「志願者」亦參與在社區尋找，如果父母決定不領取俄羅斯護照，將失去社會福利支援，子女亦無法接受教育。
英國國防部表示，俄羅斯正試圖在俄佔地區建立一個親克里姆林宮的資訊空間，以侵蝕烏克蘭的民族身份，包括將當地學校融入俄羅斯教育系統，準備在9月1日起向俄佔地區學校發放「美化」俄羅斯和所謂「特別軍事行動」，「妖魔化」西方和烏克蘭的歷史教科書。
烏克蘭總統澤連斯基表示，已經簽署一項法令，改變憲法法院法官的遴選方式，這是啟動歐盟成員資格談判的必要條件之一，新遴選方式將成立6人專家小組，包括3名烏克蘭政府代表和3名外國專家。但歐洲評議會對此感到遺憾，主要原因是6人專家組中未能增加一名打破僵局的成員。
丹麥和荷蘭外交部長分別表示，已獲得美國批准，在烏克蘭飛行員培訓完成後，提供F-16戰鬥機給烏克蘭。美國國家安全顧問沙利文亦表示，將批准第三國向烏克蘭提供F-16戰鬥機。
美國《華盛頓郵報》援引消息報道，美國情報部門估計，烏克蘭軍隊將無法在今年的反攻中到達東南部關鍵城市梅利託波爾。《紐約時報》援引美國官員消息報道，自去年2月入侵開始以來，烏克蘭和俄羅斯軍隊的傷亡總人數接近50萬人，俄羅斯傷亡接近30萬人，包括多達12萬名士兵死亡和17萬至18萬名士兵受傷，烏克蘭方面則約7萬名士兵死亡，10萬至12萬名士兵受傷。德國《圖片報》援引其獲得的官方信件報道，在莫斯科退出糧食協議後，俄羅斯、土耳其和卡達政府正在準備一項新的糧食出口協議。
波蘭當局表示，俄羅斯情報部門招募一些波蘭和烏克蘭國民，以阻止西方武器透過波蘭流向烏克蘭，有關陰謀失敗，但對北約國家構成自全面入侵開始以來最嚴重的威脅，該陰謀是由俄羅斯軍事情報部門策劃的，並由在波蘭的烏克蘭難民實施，截至8月18日，至少有16人被波蘭拘留，包括12名烏克蘭難民。

## 8月19日

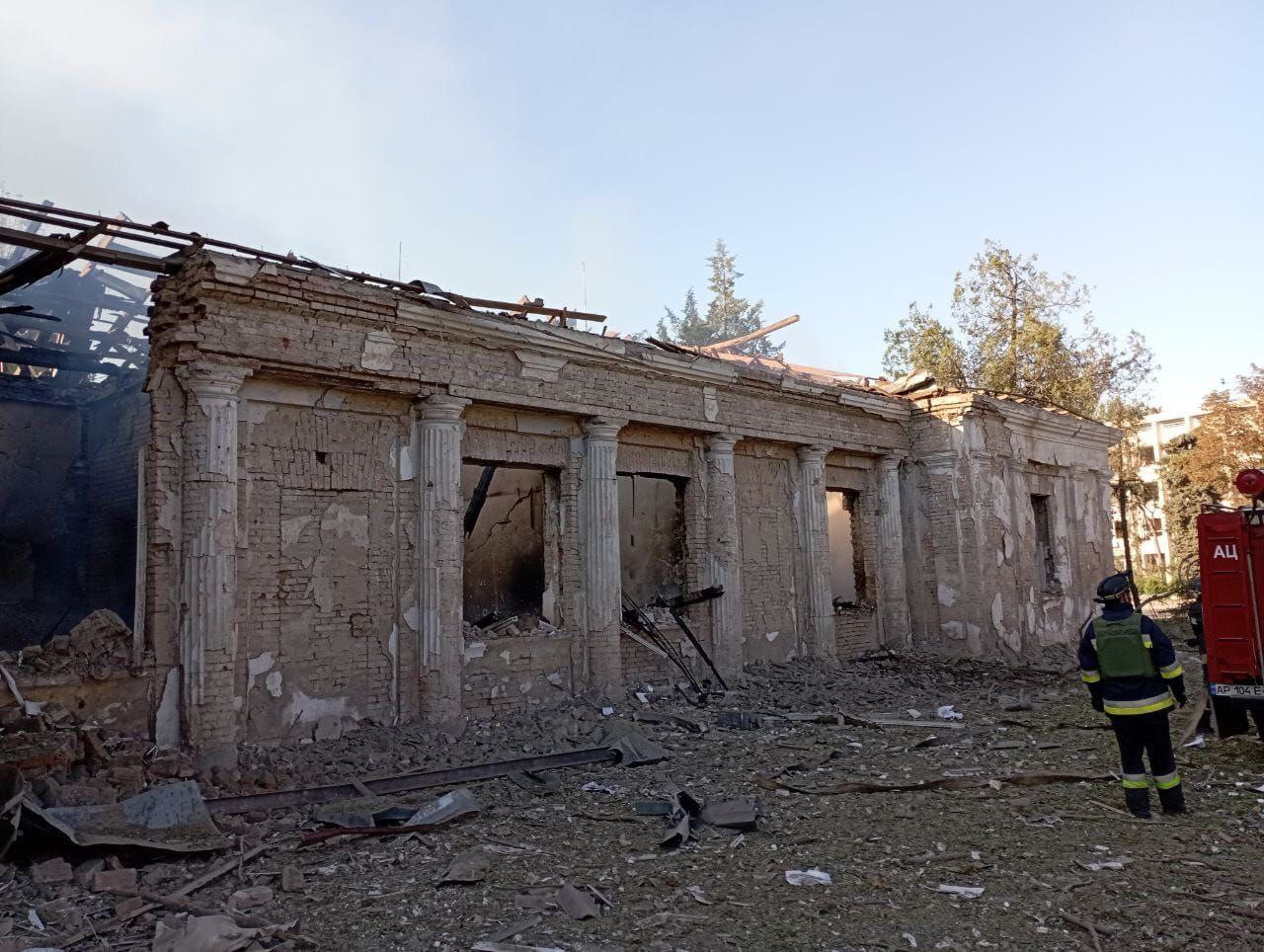
扎波羅熱州一棟建築物遭俄羅斯襲擊後

烏克蘭當局表示，截至19日上午9時，俄羅斯在過去一天一共襲擊11個州，包括第聶伯羅彼得羅夫斯克州、頓涅茨克州、哈爾科夫州、赫爾松州、尼古拉耶夫州、蘇梅州、切爾尼戈夫州、盧甘斯克州、赫梅利尼茨基州、日托米爾州和扎波羅熱州等遭到俄軍攻擊，至少造成1人死亡，25人受傷。赫爾松州州長上午表示，在過去24小時，俄羅斯對赫爾松州的襲擊，造成1人死亡，至少10人受傷，包括一名兒童，俄羅斯軍隊使用迫擊炮、大炮、坦克、冰雹火箭炮和無人機襲擊赫爾松州63次，其中赫爾松市遭到15次襲擊。哈爾科夫州州長上午表示，在過去24小時，哈爾科夫州多個定居點遭到俄羅斯襲擊。內政部長表示，內政部位於基輔西郊的國家科學研究中心發生爆炸，暫時未知是否與俄羅斯有關。另外，內政部表示，俄羅斯軍隊炮擊扎波羅熱州胡利亞伊波萊，造成至少1名平民死亡，1名平民受傷。赫梅利尼茨基州軍事管理局表示，俄羅斯午夜至凌晨期間使用無人機襲擊烏克蘭西部赫梅利尼茨基州，破壞近400棟建築，導致2名平民受傷。烏克蘭武裝部隊空軍司令部表示，俄羅斯從庫爾斯克西部地區發射17架伊朗製無人機，其中15架遭到擊落。蘇梅州軍事管理局表示，俄羅斯軍隊對蘇梅邊境沿線的社群發動26次襲擊，造成248起爆炸，沒有人員傷亡報告。第聶伯羅彼得羅夫斯克州州長表示，俄羅斯軍隊在午夜用重炮襲擊尼科波爾，造成一名平民受傷。
烏克蘭內政部和切爾尼戈夫州長表示，上午俄羅斯軍隊對烏克蘭北部切爾尼戈夫州切爾尼戈夫市中心，發動導彈襲擊，擊中並破壞切爾尼戈夫市中央廣場、理工學院和劇院等建築，造成包括1名六歲兒童在內，至少7人死亡，以及包括15名兒童和15名警察在內，至少144人受傷。烏克蘭媒體《基輔獨立報》則報道，該處計劃舉辦無人機生產商展覽，但地點被保密，訪客在活動前幾個小時收到地址。內政部則表示，當時有大批市民正前往教堂慶祝宗教節日。
烏克蘭武裝部隊總參謀部表示，自全面入侵以來，俄羅斯在烏克蘭損失257,010名士兵，過去一天俄羅斯部隊有500人傷亡，累計損失4,340輛坦克、8,424輛裝甲戰車、7,665輛汽車和油箱、5,212個火炮系統、714個多發火箭發射系統、486個防空系統、315架飛機、316架直升機、4,282架無人機和18艘船隻。總參謀部表示，俄羅斯軍隊在頓涅茨克州對最近解放的烏羅扎伊涅發動反擊，但不成功，與此同時，烏克蘭部隊正在向梅利託波爾和別爾江斯克方向推進，在過去一天，俄羅斯軍隊對烏克蘭軍事陣地和人口稠密地區發動5次導彈襲擊、44次空襲和17次多發火箭系統襲擊，造成平民傷亡，雙方發生大約26次戰鬥。烏克蘭防空部隊則7次襲擊俄羅斯部隊的軍營、武器和軍事裝備，1次襲擊防空系統。
俄羅斯國防部表示，1架烏克蘭無人機襲擊俄羅斯諾夫哥羅德西北部地區一個軍事機場，襲擊導致機場發生火災，1架飛機受損，沒有人員傷亡，另外，在別爾哥羅德地區擊落一架烏克蘭無人機，在克里米亚上空擊落一枚乌克兰导弹。此外俄羅斯國防部表示，约150名乌克兰士兵试图在第聂伯河左岸建立據點，但被俄軍消滅。
俄羅斯總統普京在頓河畔羅斯托夫市訪問「特別軍事行動」指揮官和其他高層軍事官員，並聽取「特別軍事行動」指揮官、總參謀長瓦列裡·格拉西莫夫，其他高層軍事指揮官和軍官的報告。俄羅斯外交部長拉夫羅夫表示，莫斯科擁有核武器可以保護俄羅斯免受外部安全威脅，同時提醒西方注意核衝突的風險。
烏克蘭總檢察長辦公室表示，自2022年俄羅斯全面入侵以來，官方記錄502宗烏克蘭兒童遭俄羅斯殺害的案件，另有1100多名兒童遭受不同程度的嚴重傷害，其中頓涅茨克州有485名兒童遭受不同程度的嚴重傷害或被俄羅斯殺害，成為烏克蘭兒童傷亡最嚴重的地區，總檢察長辦公室補充表示，實際數字可能更高。流亡的烏克蘭馬裡烏波爾市長顧問表示，獲得一份檔案，顯示2022年，俄佔頓涅茨克停屍房一共為133名兒童登記 其中馬裡烏波爾有101名兒童登記，當中只有87名兒童身份被確認，主要死亡原因包括，爆炸傷害、燒傷和碎片等，實際數字可能更高。
烏克蘭總統澤連斯基與第一夫人一同訪問瑞典，並與瑞典國王、首相等政府高層會面，期間感謝瑞典對烏克蘭的支援，並與瑞典首相簽署一份意向書，象徵兩國加強合作生產、操作、培訓瑞典裝甲戰車CV90的意願，兩國將聯合生產瑞典裝甲戰車CV90。烏克蘭官員還表示，烏克蘭飛行員將學習如何駕駛JAS 39獅鷲戰鬥機。另外，澤連斯基譴責俄羅斯對切爾尼戈夫市襲擊，直指俄羅斯令一個普通的星期六，變成「痛苦和失落的一天」，並且在夜間講話中表示，誓要對切爾尼戈夫的襲擊進行報復。
聯合國烏克蘭人道主義協調員譴責俄羅斯對烏克蘭切爾尼戈夫市的襲擊，襲擊造成數百名平民傷亡，包括兒童，襲擊時間，正值居民外出散步或到教堂慶祝烏克蘭的宗教日，而襲擊一個大城市的主廣場行為令人髮指，並譴責俄羅斯對烏克蘭人口稠密地區的反覆襲擊，造成死亡和大規模破壞，國際人道主義法亦嚴格禁止針對平民或民用物體的襲擊。
英國國防部表示，自去年2月俄羅斯發動入侵以來，烏克蘭各地有44個糧食設施受到俄羅斯導彈襲擊影響。英國《每日電訊報》報道，自全面入侵開始以來，中國已向俄羅斯武器公司運送數萬批貨物，包括提供直升機、無人機、光學瞄準鏡和基本原材料。
美國非牟利智庫「戰爭研究所」表示，烏克蘭在頓涅茨克至扎波羅熱附近和扎波羅熱州西部的軍事進展「具有戰術意義」，有關進展可以使烏克蘭部隊開始在俄羅斯防線較少的地區開展行動，更有利於烏克蘭更快地獲得收益，其中，烏克蘭軍隊在羅博季涅以北進一步推進，並成功清除該地區一個俄羅斯雷區，有助於反攻部隊向被佔領的託克馬克市推進。
美國國土安全部宣布，有鑒於現時烏克蘭的情況，烏克蘭難民可以再在美國境內停留18個月，並放寬學生簽證要求。

## 8月20日
烏克蘭當局表示，截至20日上午9時，俄羅斯在過去一天一共襲擊9個州，至少142個定居點和245個基礎設施受破壞，傷亡數字有待公布。哈爾科夫州長表示，俄軍上午炮擊庫皮揚斯克市，損壞一棟房屋，並導致一個肉類加工廠起火，造成至少1名平民受傷。此外，州長表示，俄軍下午再度炮擊庫皮揚斯克市中心，造成至少11名平民受傷，其中7人情況危急。另外，烏克蘭國家緊急服務局表示，俄軍襲擊哈爾科夫州沃夫昌斯克一家醫院和住宅區，造成一名平民死亡。赫爾松州軍事管理局表示，俄羅斯先後炮擊佐洛塔巴爾卡5次，造成一名平民受傷。此外，赫爾松州長表示，俄軍2次轟炸科扎齊克，造成2名平民死亡。赫爾松州長晚上表示，俄羅斯合共赫爾松州發動78次襲擊，使用各種武器發射炮彈377枚，合共造成2人死亡，3人受傷。扎波羅熱州政府表示，23個定居點遭到俄羅斯92枚炮彈襲擊，合共造成1人死亡，2人受傷。頓涅茨克州檢察官辦公室表示，俄軍炮擊阿夫迪伊夫卡、克拉斯諾霍里夫卡和托雷茨克，造成4名平民受傷。
烏克蘭武裝部隊總參謀部表示，自全面入侵以來，俄羅斯在烏克蘭損失257,470名士兵，過去一天俄羅斯部隊有460人傷亡，累計損失4,346輛坦克、8,435輛裝甲戰車、7,680輛汽車和油箱、5,245個火炮系統、717個多發火箭發射系統、489個防空系統、315架飛機、316架直升機、4,304架無人機和18艘船隻。
俄羅斯國防部表示，在別爾哥羅德地區上空分別擊落2架烏克蘭無人機，並在莫斯科地區上空擊落1架烏克蘭無人機。俄羅斯別爾哥羅德州長則聲稱，防空部隊擊落12架接近該地區的無人機。俄羅斯庫爾斯克州州長表示，1架烏克蘭無人機凌晨襲擊庫爾斯克火車站，造成5名平民受傷。

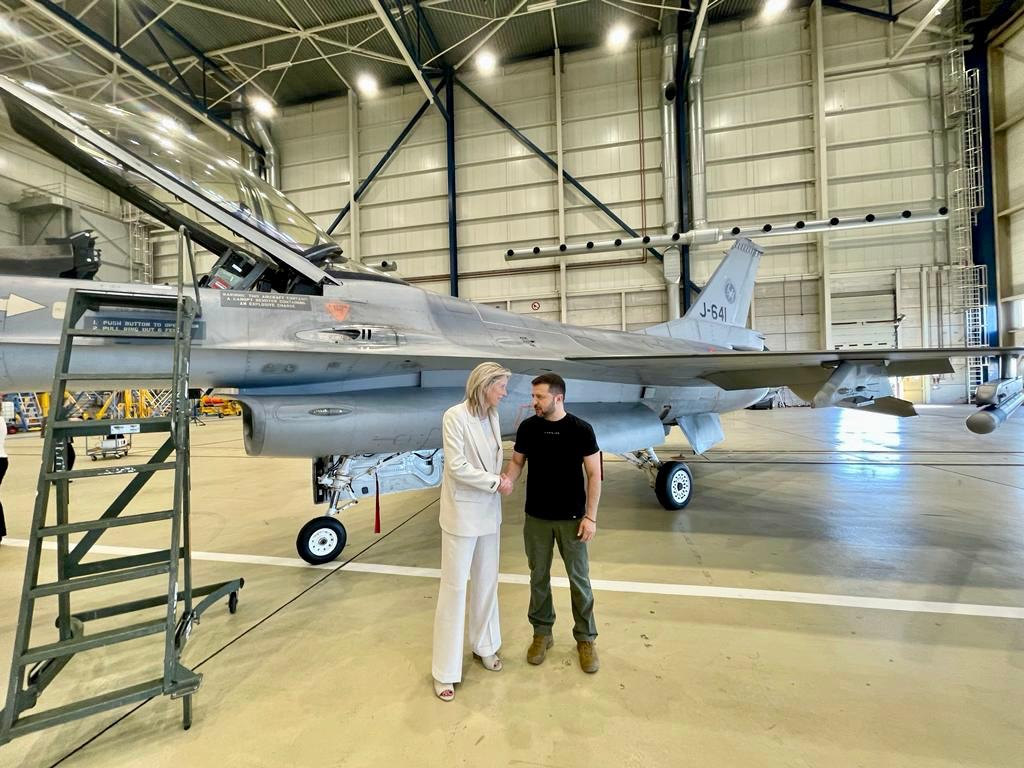
烏克蘭總統澤倫斯基與荷蘭國防部長奧隆倫在埃因霍溫空軍基地的F-16戰機前合照

烏克蘭總統澤連斯基先後到訪荷蘭和丹麥，並分別與荷蘭首相和丹麥首相會面，討論F-16戰鬥機問題，荷蘭首相呂特表示，現時判斷是否將荷蘭庫存中全部42架F-16戰機提供給基輔，仍然為時過早。丹麥首相弗雷德裡克森則在會後，承諾向烏克蘭提供19架F-16戰鬥機，並計劃在新年前向烏克蘭提供第一批6架F-16戰鬥機。其中在與荷蘭首相會面後，澤連斯基表示烏克蘭將接收42架美國製造的F-16戰鬥機。另外，澤連斯基表示，烏克蘭不會考慮將該國部分領土作為和平談判的條件，更直指與克里姆林宮的談判只能在烏克蘭提出的和平計劃上進行。
烏克蘭流亡的梅利託波爾市長表示，俄羅斯已經加強梅利託波爾周圍檢查站的檢查，當地居民被告知該市和地區所有檢查站將加強檢查電話、汽車和護照等。烏克蘭國家抵抗中心表示，莫斯科為被佔領的馬裡烏波爾準備一份「發展計劃」，其中包括為該市增加30萬俄羅斯移民人口，並在2035年之前完成，將原本居住在馬裡烏波爾和其他被佔領地區的居民強行驅逐到俄羅斯，並從俄羅斯較「蕭條」地區調派工作移民和公務員到俄佔地區。另外，國家抵抗中心表示，克里姆林宮啟動一項對頓涅茨克州馬裡烏波爾等俄佔地區的房產進行廉價抵押計劃，鼓勵俄羅斯人搬到有關地區。
美國《彭博社》援引知情人士報道，俄羅斯安全機構強硬派成員仍然要求解僱現任國防部長紹伊古和總參謀長格拉西莫夫，並且要求實施全面動員和戒嚴。美國非牟利智庫「戰爭研究所」表示，烏克蘭對俄羅斯領土的襲擊，嚴重影響俄羅斯軍隊的士氣，威脅到俄羅斯在前線多個關鍵地區的穩定，引起前線士兵恐慌，並快速加劇和蔓延，另外烏克蘭對俄羅斯本土的襲擊在俄羅斯網絡平台上引起不滿，引發對俄羅斯軍事指揮部的批評，部分俄羅斯軍事博主對烏克蘭最近襲擊克里米亞大橋表示憤怒，要求俄羅斯軍隊以烏克蘭決策者的家庭、家園和其他財產為目標，阻止烏克蘭對俄羅斯本土進一步襲擊。
科索沃總理宣布，科索沃正式加入七國集團關於烏克蘭安全保障的宣告，成為第20個國家或地區加入，並表示科索沃將努力確保烏克蘭的勝利，並追究俄羅斯的責任。

## 8月21日
烏克蘭當局表示，截至21日上午9時，俄羅斯在過去一天一共襲擊9個州，包括第聶伯羅彼得羅夫斯克州、頓涅茨克州、哈爾科夫州、赫爾松州、尼古拉耶夫州、蘇梅州、切爾尼戈夫州、盧甘斯克州和扎波羅熱州遭到俄軍攻擊，至少造成3名平民死亡，24人受傷。赫爾松州軍事管理局表示，1架俄羅斯無人機向佐洛塔巴爾卡投擲一枚爆炸裝置，造成1名平民受傷。
烏克蘭武裝部隊總參謀部表示，自全面入侵以來，俄羅斯在烏克蘭損失257,930名士兵，過去一天俄羅斯部隊有460人傷亡，累計損失4,358輛坦克、8,449輛裝甲戰車、7,692輛汽車和油箱、5,264個火炮系統、719個多發火箭發射系統、489個防空系統、315架飛機、316架直升機、4,309架無人機和18艘船隻。總參謀部表示，俄羅斯在巴赫穆特以南約20公里的庫爾久米夫卡和距離哈爾科夫州庫皮揚斯克約15公里的辛基夫卡附近發動襲擊，但並未成功，烏克蘭軍方亦在在馬林卡附近阻止俄羅斯的攻擊，並且向扎波羅熱州被佔領的梅利託波爾和別爾江斯克方向進行反攻。烏克蘭國防部副部長表示，烏克蘭軍隊正在巴赫穆特南翼推進，在過去一週，解放巴赫穆特附近3平方公里土地，自夏季反攻開始以來，烏克蘭在頓涅茨克州巴赫穆特周圍解放43平方公里土地，並且正沿巴赫穆特南翼和北側翼進攻，俄羅斯則正試圖將烏克蘭軍隊從巴赫穆特的北側側翼趕出。另外，副國防部長表示，烏克蘭軍隊在扎波羅波州羅博季涅東南和小托克馬奇卡以南推進，敵人試圖奪回羅博季涅以東失去的陣地，但沒有成功。在南部前線，烏克蘭部隊繼續向別爾江斯克和梅利託波爾方向進攻，在烏克蘭東部，俄羅斯軍隊正在庫皮揚斯克、萊曼、阿夫迪伊夫卡和馬林卡地區發動進攻，烏克蘭軍隊則在哈爾科夫州佩爾紹特拉夫內韋、辛基夫卡和佩特羅拉夫利夫卡附近擊退俄羅斯的襲擊。
俄羅斯國防部表示，在莫斯科州上空擊落2架烏克蘭無人機，至少造成2人受傷。俄羅斯國家塔斯社報道，伊朗軍事代表團已抵達莫斯科，討論伊朗和俄羅斯地面部隊之間的合作。俄羅斯方面，譴責丹麥和荷蘭向烏克蘭提供F-16戰鬥機的決定，稱此舉將使戰爭升級。俄控顿巴斯法院判處五名乌克兰戰俘監禁，最高刑期為20年，法院方面表示他們在马里乌波尔围城战期間犯下戰爭罪。
烏克蘭總統澤連斯基在丹麥哥本哈根向議會發表講話，感謝丹麥向烏克蘭承諾提供F-16戰機，並表示這使我們的集體力量倍增。澤斯基及後轉扺希臘，與希臘總理會面，並出席歐盟-西巴爾幹非正式峰會，先後與塞爾維亞等多國領導人會面。希臘總理米佐塔基斯和烏克蘭總統澤連斯基舉行聯合記者會，其中米佐塔基斯表示，希臘希望幫助烏克蘭重建歷史悠久的敖德薩市，並表示希臘會努力參與重建。另外，希腊方面表示，將會派人指導烏克蘭飛行員如何駕駛F-16戰機。
英國國防部表示，俄羅斯「極有可能」建立一個新的軍事編隊「第18軍械聯合軍」，旨在釋放更有經驗的部隊在關鍵戰線上作戰，該編隊可能是將目前在俄佔赫爾松活動的其他部隊合併或升級而成，當中包括第22陸軍軍團，該軍團構成俄羅斯在被佔領的克里米亞駐軍力量。
烏克蘭空軍發言人表示，F-16戰機可以改變俄羅斯對烏克蘭戰爭的事態發展，為烏克蘭軍隊在被佔領土上獲得急需的空中優勢。烏克蘭傳媒援引烏克蘭軍事情報部門訊息報道，在過去兩天的一系列襲擊中，與烏克蘭軍事情報部門合作的特工在俄羅斯本土摧毀或損壞5架俄羅斯戰機，包括用於襲擊烏克蘭的戰略轟炸機，消息指19日襲擊俄羅斯諾夫哥羅德州一個軍用機場，摧毀一架Tu-22M3轟炸機，並損壞2架戰機。另外在21日上午，與烏克蘭國防部情報局合作的特工對俄羅斯卡盧加州一個軍用機場發動無人機襲擊，令2架俄羅斯轟炸機受損。另外，烏克蘭真理報援引烏克蘭國家安全局消息報道，俄羅斯在19日使用9K720伊斯坎德爾導彈對切爾尼戈夫市發動襲擊，襲擊造成至少7人死亡，156人受傷。
美國非牟利智庫「戰爭研究所」表示，在烏克蘭東部和南部前線作戰的俄羅斯士兵面臨裝置短缺和士氣低落問題，一名俄羅斯軍事博主表示，東部部隊缺乏輕型運輸車輛，導致部隊之間關係緊張，部分俄羅斯士兵認為他們正與指揮官「交戰」，如赫爾松地區俄軍部隊需要船隻，但俄羅斯當局沒有提供，沃斯托克營指揮官則表示，火炮短缺和過時的D-20榴彈炮，令俄羅斯前線部隊缺乏足夠彈炮，但俄羅斯國防部不願意或無法解決持續的裝置短缺和士氣低落的問題。
美國國防部發言人表示，不論歐洲合作伙伴是否有足夠能力訓練烏克蘭飛行員駕駛F-16戰鬥機，美國都願意培訓現有飛行員。
烏克蘭農業委員會副部長表示，一艘商業貨船在16日成功從黑海西海岸新糧食走廊離開黑海，烏克蘭希望繼續利用該走廊出口糧食。

## 8月22日
烏克蘭當局表示，截至22日上午9時，俄羅斯在過去一天一共襲擊9個州，包括第聶伯羅彼得羅夫斯克州、頓涅茨克州、哈爾科夫州、赫爾松州、尼古拉耶夫州、蘇梅州、切爾尼戈夫州、盧甘斯克州和扎波羅熱州遭到俄軍攻擊，至少造成3名平民死亡，6人受傷。烏克蘭扎波羅熱市議會表示，俄羅斯軍隊凌晨襲擊扎波羅熱市，損壞4棟多層建築，沒有人員傷亡報告。烏克蘭赫爾松州州長表示，俄羅斯炮擊赫爾松州科米沙尼，造成1名平民死亡，1名平民受傷。第聶伯羅彼得羅夫斯克州軍事管理局表示，俄羅斯上午對第聶伯羅彼得羅夫斯克州克里維里赫發動導彈襲擊，造成至少1名平民受傷。赫爾松州政府表示，俄羅斯軍隊襲赫爾松州第聶伯河右岸的尼古拉耶夫卡，造成至少1名平民受傷。頓涅茨克州州長表示，俄羅斯軍隊分別炮擊頓涅茨克州萊曼、托爾斯克、扎基特內和任比爾，合共造成至少5名平民死亡，3名平民受傷。切爾尼戈夫地區軍事管理局表示，俄羅斯無人機午夜至凌晨期間，襲擊切爾尼戈夫地區的塞米尼夫卡鎮議會大樓。
烏克蘭武裝部隊總參謀部表示，自全面入侵以來，俄羅斯在烏克蘭損失258,340名士兵，過去一天俄羅斯部隊有410人傷亡，累計損失4,362輛坦克、8,476輛裝甲戰車、7,722輛汽車和油箱、5,295個火炮系統、721個多發火箭發射系統、491個防空系統、315架飛機、316架直升機、4,312架無人機和18艘船隻。烏克蘭國防部副部長表示，部隊已進入具有戰略意義的東南部扎波羅熱州羅博季涅，是對俄羅斯反攻的潛在重大進展，烏克蘭士兵正在組織該地區的平民疏散，但仍受到俄羅斯軍隊的攻擊。烏克蘭軍事情報部門表示，俄羅斯計劃正在刻赤海峽鑿沉6艘渡輪，以保護克里米亞大橋免受襲擊，軍隊在大橋前的水域用沉船，為大橋提供保護屏障，第一艘渡輪已經被鑿沉。
俄羅斯國家通訊社「塔斯社」報道，首都莫斯科三大機場暫停航班升降。莫斯科市長則表示，俄羅斯防空部隊在莫斯科上空擊落2架烏克蘭攻擊無人機。俄羅斯布良斯克州長表示，俄羅斯國防部、安全部門和警方成功挫敗一群烏克蘭「破壞分子」試圖越過布良斯克地區邊境的行動。
俄羅斯國防部表示，部隊在黑海蛇島附近摧毀一艘美國製造的軍用快艇。另外，國防部表示，俄軍戰機在黑海近克里米亞半島上空攔截2架執行偵察任務的外國無人機，2架無人機及後改變航向並飛離空中偵察區域，2架無人機分別為MQ-9收割者偵察機和拜拉克塔爾TB2。此外，國防部表示，黑海艦隊1架戰機在黑海水域俄羅斯天然氣開採設施附近，摧毀1艘烏克蘭偵察艇。防空部隊亦在黑海上空擊落2架試圖發動襲擊的烏克蘭無人機。
烏克蘭傳媒報道，兩星期前一名俄羅斯飛行員駕駛Mi-8直升機，降落在烏克蘭哈爾科夫州一個機場，並向烏克蘭當局投降，機上載有蘇-27和蘇-30戰鬥機的零件。其中，烏克蘭真理報援引消息報道，投降是烏克蘭軍事情報部門超過六個月行動的結果，飛行員的家人已經從俄羅斯撤離，並已經到達烏克蘭。俄羅斯傳媒則報道，兩星期前，1架直升機穿越俄羅斯邊境後，錯誤降落在烏克蘭的波爾塔瓦州，機組人員被烏克蘭俘虜。事實上波爾塔瓦州與俄羅斯沒有任何領土接壤，而烏克蘭軍事情報發言人在烏克蘭電視臺證實有關消息，但僅交代直升機並沒有降落在波爾塔瓦州。
俄羅斯獨立傳媒報道，前「特別軍事行動」指揮官謝爾蓋·蘇羅維金將軍已被解除俄羅斯空天軍司令職務，但沒有提供任何進一步的細節。蘇羅維金曾被指涉嫌支援瓦格納武裝叛亂，被俄羅斯當局逮捕，關押在列福爾托沃監獄，但蘇羅維金的女兒及多家俄羅斯媒體否認蘇羅維金被捕。
英國國防部表示，無人機成功襲擊俄羅斯諾夫哥羅德州一架Tu-22M3轟炸機，進一步證實部分針對俄羅斯目標的襲擊是從俄羅斯領土內發動，俄羅斯戰略轟炸機經常用於對烏克蘭發動空襲，該轟炸機位於距離烏克蘭邊境650公里的索爾齊-2空軍基地內，而且不太可能從俄羅斯境外到達索爾齊-2空軍基地。
烏克蘭國防部長列茲尼科夫表示，烏克蘭至少需要6至7個月，培訓工作人員和興建設施，才接收F-16戰鬥機。烏克蘭總統澤連斯基表示，盧森堡和黑山宣布加入七國集團關於烏克蘭安全保障的宣言，承諾繼續援助基輔，直到其在對俄羅斯的戰爭中獲勝。烏克蘭總統顧問表示，歐洲國家承諾向烏克蘭捐贈F-16戰鬥機，將有助於最大限度地減少烏克蘭的損失並緩和衝突。 烏克蘭國家警察，州政府和地區檢察官發起共同行動，對烏克蘭各地的徵兵辦公室和軍事醫療委員會進行數百次搜查，揭示大規模的腐敗計劃，並已經對所有嫌疑人提起刑事訴訟。
丹麥軍方表示，8名飛行員與65名工作人員已經抵達位於斯克里德斯特魯普的丹麥空軍基地，其中丹麥已開始訓練8名烏克蘭飛行員駕駛F-16戰鬥機，另外65人將接受飛機維護和維修培訓。
德國外交部長表示，俄羅斯軍方在烏克蘭東南部埋設的巨大地雷帶正在阻礙烏克蘭士兵，基輔官員已經要求提供裝置，使部隊能夠安全穿越受影響的領土，盟友目前正在討論如何滿足有關要求。歐盟委員會主席表示，歐盟再向烏克蘭提供15億歐元的財政援助，使總額達到192億歐元。 另外，外交部長表示，俄羅斯襲擊烏克蘭，因此烏克蘭有權利在《聯合國憲章》中規定，保衛自己的國家，保衛其人民，烏克蘭使用無人機襲擊俄羅斯本土，是在國際法框架內進行自衛。
匈牙利總統卡塔林·諾瓦克到訪烏克蘭西部扎卡爾帕蒂亞州，會見當地官員和當地匈牙利族裔社群，討論加強跨境合作的結果和前景，包括俄羅斯全面入侵期間啟動的專案，匈牙利與烏克蘭和西方在對俄羅斯的友好立場上存在分歧，匈牙利總理奧爾班曾表示，由於烏克蘭「依賴」國際支援，在財政上是「不存在」和「不再是」主權的國家。
烏克蘭、塞爾維亞、摩爾多瓦、黑山、羅馬尼亞、科索沃、波斯尼亞和黑塞哥維那、北馬其頓、保加利亞、克羅埃西亞以及希臘11個巴爾幹和東歐國家和歐盟領導人在歐盟-巴爾幹雅典峰會上簽署一份支持烏克蘭領土完整聯合宣告，表示堅定不移地支持烏克蘭在國際公認的邊界內的獨立、主權和領土完整，支持和讚賞烏克蘭總統澤連斯基根據《聯合國憲章》制定和平原則的努力。
非政府組織「國際特赦」表示，在上訴後，莫斯科法院維持對烏克蘭人權護衛者，戰俘馬克西姆·布特凱維奇判處13年監禁，布特凱維奇在俄羅斯全面入侵後參軍，並在盧甘斯克州被俘，此前布特凱維奇一直在烏克蘭從事人權工作，曾被俄羅斯傳媒形容為「新納粹」，國際特赦直指判決是嚴重誤判。
國際原子能機構表示，扎波羅熱核電站附近的軍事行動，包括過去一週發生的多起爆炸，構成持續的核安全風險，20和21日核電站附近分別發生5起爆炸。
烏克蘭伊爾科·庫切里夫民主倡議基金會 (DIF)和拉祖姆科夫中心在8月9日至15日進行民意調查，結果顯示超過90%的烏克蘭人反對領土讓步。，

## 8月23日
烏克蘭當局表示，截至23日上午9時，俄羅斯在過去一天一共襲擊10個州，包括第聶伯羅彼得羅夫斯克州、頓涅茨克州、敖德薩州、哈爾科夫州、赫爾松州、尼古拉耶夫州、蘇梅州、切爾尼戈夫州、盧甘斯克州和扎波羅熱州遭到俄軍攻擊，至少131個定居點和40個基礎設施受破壞，傷亡數字有待公布。敖德薩州州長表示俄軍對敖德薩州發動一夜的無人機襲擊，並損壞多瑙河附近的一個糧食儲存設施，沒有人員傷亡報告，但一個糧食倉庫被部分燒燬。烏克蘭空軍則表示，俄羅斯在午夜至凌晨間，向烏克蘭發射20架攻擊無人機，其中9架在敖德薩州上空被擊落，2架在扎波羅熱州上空被擊落。烏克蘭內政部長表示，1架無人機襲擊蘇梅州羅姆尼一所學校，造成包括校長和副校長在內的4名平民死亡，4名平民受傷。赫爾松州軍事管理局表示，俄羅斯炮擊赫爾松一個社區，造成1名平民受傷。
烏克蘭武裝部隊總參謀部表示，自全面入侵以來，俄羅斯在烏克蘭損失258,820名士兵，過去一天俄羅斯部隊有480人傷亡，累計損失4,373輛坦克、8,488輛裝甲戰車、7,745輛汽車和油箱、5,318個火炮系統、722個多發火箭發射系統、491個防空系統、315架飛機、316架直升機、4,324架無人機和18艘船隻。烏克蘭國防部情報總局表示，烏軍攻擊克里米亞西部塔爾漢庫特角一套S-400防空飛彈系統，並引發爆炸成功摧毀發射車、飛彈與操作人員，情報總局表示，由於S-400在俄軍部署的數量不多，因此本次打擊將有助於烏克蘭奪回克里米亞的行動。烏克蘭軍事情報主管表示，在最近對索爾齊和沙伊科夫卡的俄羅斯軍用機場發動襲擊後，俄羅斯空軍目前剩餘27架可使用的Tu-22M3戰略轟炸機。
俄羅斯國家通訊社「塔斯社」報道，首都莫斯科連續第五晚遭到攻擊，在當地時間22日晚至23日凌晨，烏克蘭試圖用三架無人機攻擊莫斯科的建築，均擊落或干擾，其中一架與莫斯科一棟興建中的建築相撞，遇襲地點距離克里姆林宮約13公里。俄羅斯別爾哥羅德州長表示，擊落1架無人機，該地區亦遭到烏克蘭射擊，多場襲擊造成至少3人死亡。
俄羅斯國家通訊社「國際新聞通訊社」報道，俄羅斯空天軍總司令謝爾蓋·蘇羅維金已被解除職務，空天軍參謀長維克多·阿夫扎洛夫上校接任臨時空天軍總司令。俄羅斯財政部長表示，俄羅斯希望用外國投資者在俄羅斯被凍結的資產交換被西方凍結的俄羅斯資產。
俄羅斯總統普京在南非金磚國家峰會上發表視像講話，直指一些國家提倡他們的霸權、特殊性以及持續的殖民主義和新殖民主義政策，有關行為導致烏克蘭的一場可怕危機，更表示在烏克蘭的行動只以一件事為指導，便是「結束西方對頓巴斯人民發動的戰爭」，並感謝金磚國家成員國積極參與結束危機的努力，並確保以和平方式實現公正解決。
俄羅斯國家通訊社「塔斯社」援引俄羅斯緊急情況部消息報道，一架私人飛機在莫斯科北部特維爾地區墜毀，造成10人死亡，根據俄羅斯民航局資料，曾發動兵變叛亂的私人武裝組織瓦格納集團，領袖普里戈任名字也在乘客名單上。
俄羅斯航空管理局隨後證實，該架私人飛機七名乘客皆為瓦格納集團高層領導，並且瓦格納集團領袖普里戈任和瓦格納集團指揮官（俄羅斯前特種部隊中校）德米特里·烏特金也在墜毀的私人飛機上，兩人遺體和其餘罹難者遺體也陸續被找到。瓦格納也在Telegram的媒體頻道表示，該架飛機是被一枚俄羅斯防空導彈擊落。
英國國防部分析，基於8月6日，烏克蘭軍方襲擊連接克里米亞北部和俄佔赫爾松，具有戰略重要性的瓊哈爾大橋和赫尼切斯克橋後，俄羅斯部隊面臨後勤問題，俄軍繼續使用臨時浮橋，亦表明大橋尚未修復。另外，英國廣播公司報道，今年在俄羅斯本土和俄佔地區上發生150多起疑似無人機襲擊，近幾個月來，烏克蘭無人機在俄羅斯境內深處的襲擊有所增加，其中莫斯科是常規目標之一。
烏克蘭總統澤連斯基主持第3屆「克里米亞平台峰會」，席間表示，烏克蘭對如何在克里米亞從俄羅斯佔領下解放後，恢復民主生活有一個明確的願景，每當俄羅斯介入時，暴力就會成為常態，烏克蘭將確保法治。縱觀克里米亞的歷史，其港口和道路一直與烏克蘭和整個世界相連，但俄羅斯造成克里米亞的孤立，烏克蘭將重新把整個世界送回克里米亞。此外，烏克蘭外交部長在會議上強調，對克里米亞的持續佔領是一種必須並最終受到懲罰的罪行，無論經過多少時間，犯罪都是犯罪。另外，共有67個國家和組織的代表親自或透過視像參加第3屆「克里米亞平台峰會」。烏克蘭總理什米加爾則表示，烏克蘭正在尋找獲得在西方凍結的俄羅斯資產，並將有關資產用作支付克里米亞和烏克蘭其他地區的恢復和重建費用。總理更表示，俄羅斯在克里米亞造成的損失至少達到33億美元，確切金額需待克里米亞解放後才知道。
匈牙利總統卡塔林·諾瓦克在峰會上表示，烏克蘭的主權、獨立和領土完整是毋庸置疑的，並在峰會後，與總統澤連斯基會面。波蘭總統杜達表示，解放克里米亞和恢復烏克蘭的領土完整，不僅是對亞速海和黑海地區的安全，也是全球安全架構穩定的必要先決條件。加拿大總理特魯多在峰會上，宣佈對俄羅斯實施新制裁，針對4個個人和29個實體，主要是參與俄羅斯核部門。日本首相岸田文雄承諾向烏克蘭提供價值高達70億美元的各種援助，並分享該國在戰後重建方面的經驗。克羅埃西亞總理普蘭科維奇重申，克羅埃西亞早前的承諾，向烏克蘭提供出口糧食的港口。
烏克蘭總統澤連斯基出席「祖國之母」雕像廣場舉行的烏克蘭國旗日慶祝活動，與在場官員和民眾為烏克蘭陣亡士兵默哀一分鐘。澤倫斯基在致詞中表示，「這是我們的象徵、我們的護身符、我們的藍黃色旗幟。這面國旗是我們的驕傲，當國旗高高飄揚時，我們感到自豪。當我們慶祝節日時、當我們贏得勝利時、當我們返回我們的土地時，國旗就是我們的信心。國旗是我們的記憶，是對不同時代所有保衛領土，並為烏克蘭而獻出生命的英雄的尊重。」致詞後，現場升起一面曾到烏克蘭全國各地，上面有烏克蘭前線士兵、傷兵和緊急救援人員留言與簽名，歷來最大烏克蘭國旗。

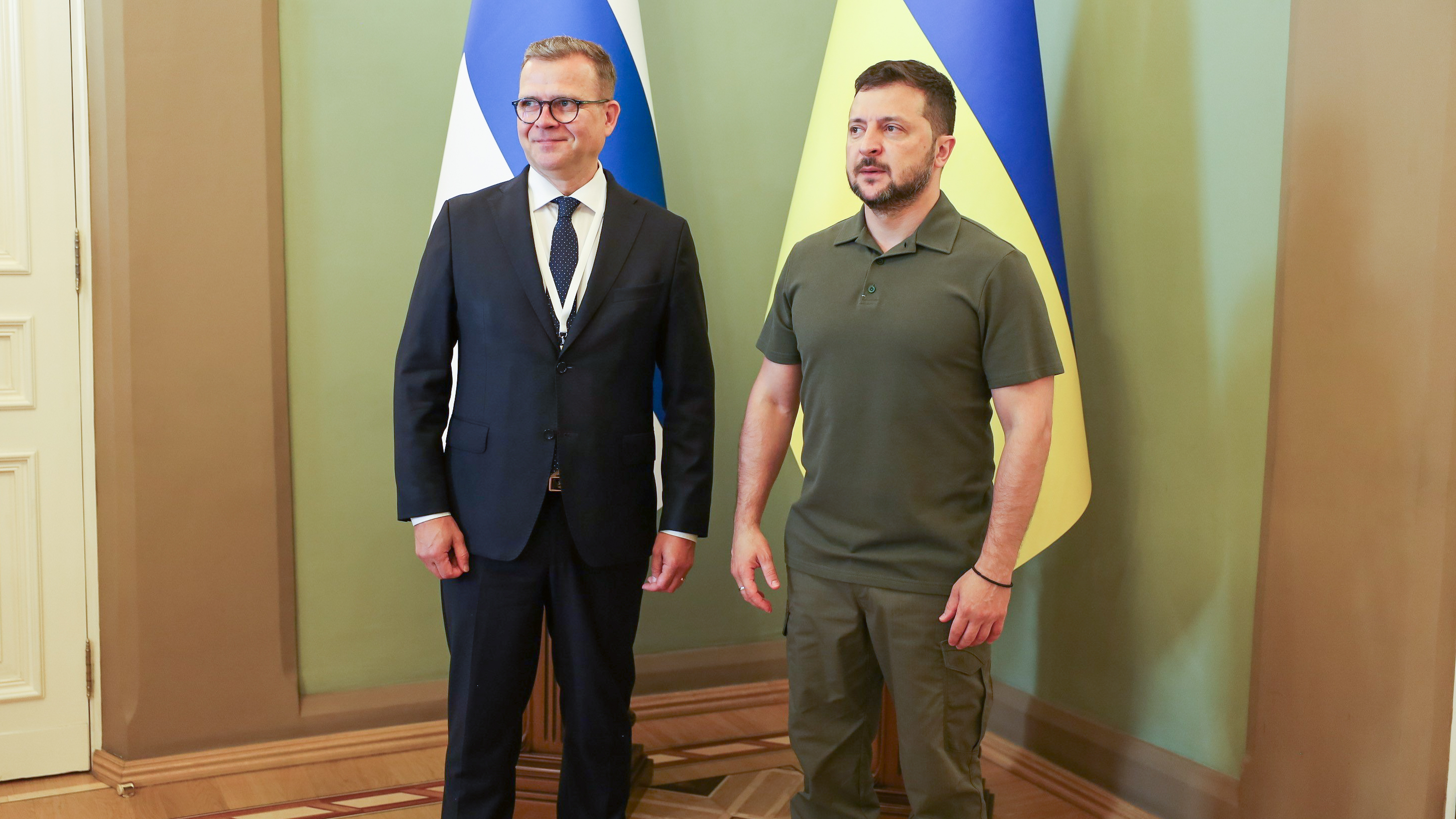
芬蘭總理奧爾波訪問基輔並與總統澤連斯基會面

立陶宛總統瑙塞達、芬蘭總理奧爾波和葡萄牙總統德索薩在烏克蘭國旗日先後到訪基輔，出於安全原因，訪問沒有事先宣佈，並且在24日烏克蘭獨立日前進行，並先後與總統澤連斯基會面，另外，立陶宛總統和葡萄牙總統到訪被指俄羅斯屠殺烏克蘭平民的布查鎭，芬蘭總理則到訪伊爾平，參觀由芬蘭協助建造的住宅，該住宅為自入侵開始以來失去家園的200名烏克蘭人提供住宿。
立陶宛總統表示，將在基輔與像兄弟般的烏克蘭民族一起慶祝烏克蘭獨立日，立陶宛亦將「盡長時間」支援烏克蘭，並將於9月向烏克蘭提供先前承諾的國家先進地對空導彈系統。芬蘭總理與總統澤連斯基舉行聯合記者會並表示，芬蘭對烏克蘭及其主權、獨立和領土完整的支援將長期持續下去，芬蘭政府亦正準備向烏克蘭提供第18個軍事援助計劃。
烏克蘭基礎設施部長表示，俄羅斯正在有系統地打擊烏克蘭的糧食罐和倉庫，以阻止出口，在一個月的港口襲擊中，總共有27萬噸糧食被摧毀。烏克蘭臨時被佔領土重返社會部表示，烏克蘭政府撥款1.24億美元用於卡霍夫卡水力發電廠的重建措施，近32%的資金用於資助工程並向受害者支付賠償，並已撥款約3500萬美元用於重建俄羅斯襲擊區受損的房屋。
烏克蘭社會學小組發表一項民意調查，顯示只有大約9%的烏克蘭人在家中主要使用俄語交流，近60%的受訪者表示，在家中主要使用烏克蘭語，30%的受訪者表示同時使用兩種語言，相較全面入侵前俄語在日常生活中的使用明顯下降，大約82%以烏克蘭語為母語，而只有16%表示在成長過程中使用俄語作為第一語言，在境內流離失所者或居住在國外的難民中，大多數人使用兩種語言或使用烏克蘭語，但超過70%的人認為烏克蘭語為母語。保護俄語是俄羅斯其中一個入侵理由。

## 8月24日
烏克蘭當局表示，截至24日上午9時，俄羅斯在過去一天一共襲擊9個州，包括第聶伯羅彼得羅夫斯克州、頓涅茨克州、哈爾科夫州、赫爾松州、尼古拉耶夫州、蘇梅州、切爾尼戈夫州、盧甘斯克州和扎波羅熱州遭到俄軍攻擊，至少造成5名平民死亡，29名平民受傷。第聶伯羅彼得羅夫斯克州州長表示，俄羅斯午夜至凌晨間，對第聶伯羅市發動導彈襲擊，造成至少7名居民受傷，並對交通基礎設施造成嚴重破壞。赫爾松州檢察官辦公室表示，俄羅斯軍隊上午對赫爾松市中心發動襲擊，造成至少3人受傷，包括一名7歲女童。頓涅茨克州檢察官辦公室表示，俄羅斯軍隊炮擊頓涅茨克州庫拉霍沃，損壞一家超市，造成至少4人受傷。
烏克蘭武裝部隊總參謀部表示，自全面入侵以來，俄羅斯在烏克蘭損失259,610名士兵，過去一天俄羅斯部隊有340人傷亡，累計損失4,375輛坦克、8,511輛裝甲戰車、7,773輛汽車和油箱、5,333個火炮系統、723個多發火箭發射系統、494個防空系統、315架飛機、316架直升機、4,344架無人機和18艘船隻。總參謀部表示，烏克蘭軍隊在梅利託波爾和巴赫穆特方向成功進行反攻行動，部隊沿著南部的梅利託波爾戰線向新普羅科皮夫卡方向前進，並鞏固陣地，在東部前線，烏克蘭軍隊在頓涅茨克州巴赫穆特市以南佔領新陣地。烏克蘭軍事情報局表示，烏軍使用未被識別的武器攻擊俄軍雷達陣地及S400-防空系統。另外表示，烏克蘭軍隊凌晨在俄佔克里米亞海岸西北端村莊邁亞克附近的海灘登陸，消滅多名前來的俄軍，並升起烏克蘭國旗，基於行動具有突襲的特點，無法公佈行動的詳細資訊，但烏克蘭軍隊已經從行動中返回，沒有遭受任何損失，俄羅斯人員則損失慘重。另外，軍事情報局局長表示，俄羅斯軍隊平均在到達目標前，只摧毀約60-70%的烏克蘭無人艇，形容新武器「非常有效」，直指俄羅斯部隊無法摧毀無人艇。
烏克蘭總統澤連斯基在慶祝烏克蘭獨立32周年活動中發表演講，並表示烏克蘭不會允許其獨立被破壞，儘管歷史上曾多次被分裂，但自全面入侵開始以來，烏克蘭沒有一天缺乏團結，烏克蘭人知道他們能做什麼，同時也記得他們的祖先經歷什麼，雖然世界上大多數人都支持烏克蘭，但烏克蘭的自衛能力十分重要，感謝烏克蘭士兵的戰鬥，國家已經保證歐洲的共同安全。立陶宛總統、葡萄牙總統、挪威總理和波斯尼亞和黑塞哥維那主席團主席親身出席活動。
俄羅斯總統普京證實瓦格納集團創始人普里戈津的死亡，稱普里戈津是「命運艱難」的「天才商人」，並向機上10人的家屬表示哀悼。普京表示，普里戈津週三從非洲返回俄羅斯，並會見一些官員，普京談及，兩人從20世紀90年代初就認識，形容他是一個命運艱難的人，一生中犯下一些嚴重錯誤，承諾進行全面調查。
烏克蘭總統澤連斯基宣佈，葡萄牙將加入培訓F-16戰鬥機的烏克蘭飛行員和技術人員。另外，澤連斯基回應記者關於瓦格納集團創始人普里戈任墜機事件時表示，烏克蘭與此無關，每個人都明白誰會這樣做。
德國外交部長表示，西方對俄羅斯侵略烏克蘭的制裁不夠有效，經濟制裁應該產生經濟影響，但情況並非如此，儘管受到制裁，但由於「戰時經濟」的推動，俄羅斯經濟仍在繼續增長。
烏克蘭克里米亞團結人權組織表示，俄羅斯聯邦安全局上午對巴赫奇薩拉伊區的克里米亞韃靼人社群進行搜查。組織表示，搜查是俄羅斯對日前在基輔舉行的第三次克里米亞平臺峰會的報復，論壇的目標是確保國際協調和磋商下，最終將克里米亞從俄羅斯佔領中解放。峰會與克里米亞韃靼人議會和處理克里米亞人權問題的非政府組織合作舉辦，討論俄羅斯佔領當局對克里米亞的侵犯人權行為。
美國國務卿布林肯祝賀烏克蘭獨立32周年，表示鑑於俄羅斯18個月的無意義的侵略，讚揚烏克蘭的實力和韌性，俄羅斯將為給烏克蘭帶來死亡和破壞付出高昂的代價，烏克蘭獨立日證明烏克蘭的獨立、主權和民主，雖然是一個慶祝的日子，但美國和烏克蘭一起哀悼被殺害的人。另外，美國國務院宣布，對協助和直接參與俄羅斯強行驅逐烏克蘭兒童的個人和實體實施制裁，受制裁的個人包括俄羅斯別爾哥羅德、卡盧加和羅斯托夫地區的兒童權利專員，車臣共和國的人權專員和政府官員，以及俄佔地區行政部門成員。此外，美國國防部宣佈，美國將於10月開始訓練烏克蘭飛行員和工作人員，駕駛及維護F-16戰鬥機，並為飛行員開設英語課程。
挪威總理宣布，決定向烏克蘭提供F-16戰鬥機，並協助訓練。立陶宛國防部宣佈，一項價值約4400萬美元的軍事援助計劃，以慶祝烏克蘭獨立日，包括手榴彈發射器、步槍、海上監視雷達機、5.56毫米口徑彈藥、發電機、反無人機系統和其他裝置的彈藥。德國政府宣布，向烏克蘭提供新軍事援助計劃，包括愛國者防空系統導彈，8架無人機探測系統，以及40架RQ-35 HEIDRUN偵察無人機。
烏克蘭能源部宣佈，挪威撥款1.4億美元給歐洲復興開發銀行，並分配給烏克蘭，用作維修和維護受敵對行動影響地區的關鍵電力基礎設施和緊急電力供應，以及購買用於緊急儲存的天然氣。烏克蘭軍事情報局表示，土耳其無人機製造商拜卡向基輔捐贈一架拜拉克塔爾TB2攻擊無人機，以紀念烏克蘭獨立32周年。烏克蘭國家反腐敗局指控，農業政策和糧食部副部長和前經濟部副部長濫用權力，貪污約160萬美元的國家資金，以高價購買食品，事件發生在2022年3月，即俄羅斯全面入侵開始後不久。烏克蘭國家預防腐敗局將菲利普莫里斯国际和日本煙草國際列入國際戰爭贊助商清單中。

## 8月25日
烏克蘭當局表示，截至25日上午9時，俄羅斯在過去一天一共襲擊10個州，包括第聶伯羅彼得羅夫斯克州、頓涅茨克州、哈爾科夫州、敖德薩州、赫爾松州、尼古拉耶夫州、蘇梅州、切爾尼戈夫州、盧甘斯克州和扎波羅熱州遭到俄軍攻擊，至少造成1名平民死亡，10名平民受傷。烏克蘭南方司令部發言人表示，在午夜至凌晨之間，俄羅斯先後兩次發射合共4枚導彈，襲擊敖德薩州港口，所有導彈被烏軍擊落。烏克蘭國防部則表示，烏克蘭擊落四枚俄羅斯巡航導彈和一架無人機。烏克蘭哈爾科夫州長表示，俄羅斯軍隊上午炮擊哈爾科夫州庫皮揚斯克區波多利，至少造成1名平民受傷。第聶伯羅彼得羅夫斯克州州長表示，俄羅斯軍隊襲擊第聶伯羅彼得羅夫斯克州尼科波爾，至少造成1名平民死亡。扎波羅熱州州長總結襲擊時表示，俄羅斯軍隊25日共襲擊扎波羅熱州東南部的26個定居點，其中對小托克馬奇卡的襲擊，至少造成1名平民死亡，1名平民受傷。頓涅茨克州州長表示，俄羅斯對該州的襲擊，至少造成1名平民死亡。赫爾松州州長總結襲擊時表示，俄羅斯軍隊25日共襲擊南部地區74次，造成1名平民受傷。
烏克蘭武裝部隊總參謀部表示，自全面入侵以來，俄羅斯在烏克蘭損失259,630名士兵，過去一天俄羅斯部隊有470人傷亡，累計損失4,378輛坦克、8,521輛裝甲戰車、7,790輛汽車和油箱、5,361個火炮系統、724個多發火箭發射系統、495個防空系統、315架飛機、316架直升機、4,356架無人機和18艘船隻。烏克蘭方面表示，乌克兰军方与乌克兰国家安全局联手对俄罗斯黑海舰队驻克里米亚辛菲罗波尔的第126海岸防御旅发动无人机袭击，造成 "数十人 "伤亡
俄羅斯國防部表示，防空部隊在克里米亞半島上空擊落73架烏克蘭無人機，俄佔塞瓦斯托波爾政府官員表示，俄羅斯防空部隊在市郊擊落幾架無人機，沒有任何損失或傷亡。。另外，俄羅斯國防部表示，部隊在卡盧加州上空擊落一枚烏克蘭S-200導彈。俄羅斯國家通訊社塔斯社則報道，卡盧加州和圖拉州發生爆炸，莫斯科的兩個機場已經關閉。
烏克蘭總統澤連斯基表示，斯洛文尼亞宣布加入七國集團關於烏克蘭安全保障的宣言，承諾繼續援助基輔，直到其在對俄羅斯的戰爭中獲勝。烏克蘭內政部長宣佈，政府已解除國家緊急服務局局長職務，僅交代是內部審計結果作出的額外人事決定。他還在基辅会见了到访的土耳其外交部长费丹。两人讨论乌俄战争局势、乌克兰提出的和平方案以及如何恢复黑海谷物运输通道等议题。烏克蘭國防部長列茲尼科夫表示，如果早前軍用夾克採購問題屬實，會辭職負責，烏克蘭媒體早前曾報道，軍方與土耳其一間公司簽約，為士兵購買冬季夾克，但夾克在土耳其運到烏克蘭途中，款式從「迷彩」變成「冬季防空」，從「冬季」變成「夏季」，價格亦由29美元升至86美元。
烏克蘭武裝部隊總參謀部發表報告表示，俄羅斯一直在俄佔扎波羅熱地區安置俄羅斯移民，以確保在9月舉行俄羅斯地方選舉中，俄佔地區能夠出現滿意結果。其中，俄羅斯佔領當局在俄佔地區多個定居點向俄羅斯移民提供當地居民廢棄房屋，並對烏克蘭居民施加更多壓力，要求他們申領俄羅斯護照，包括拒絕醫療服務、社會福利、駕駛和工作，甚至是暴力或恐嚇。總參謀部表示，莫斯科的目標是確保俄羅斯地方選舉，俄佔地區取得滿意成果，以創造普京和俄羅斯人民期望的形象。烏克蘭總檢察長辦公室表示，烏克蘭正向芬蘭要求引渡俄羅斯極右翼準軍事組織「魯西奇小組」的指揮官揚·彼得羅夫斯基。烏克蘭國家抵抗中心表示，俄佔地區當局強制將早前因前線激烈戰鬥而被疏散到別爾江斯克的烏克蘭人，送回前線的托克馬克和瓦西利夫卡，更計劃在前線開設學校，形容有關行為將居民當作「人肉盾牌」。
美國參謀長聯席會議主席表示，在反攻的整個過程中，烏克蘭軍隊設法在前線一些地區穿過俄羅斯主要防禦帶進攻，其中有跡象表明，烏克蘭軍隊在扎波羅熱州南部前線突破俄羅斯的防禦。
芬蘭國防部宣佈，向烏克蘭提供第18個軍事援助計劃，價值1.015億美元，出於安全原因，為確保援助安全到達目的地，沒有披露援助計劃內容。
白俄羅斯總統盧卡申科否認僱傭兵組織瓦格納集團成員在領袖普里戈任死亡後離開白俄羅斯的報道，並表示在普里戈任生前，已經和他建立一個瓦格納如何在白俄羅斯部署的系統。更直指，曾警告普里戈任和烏特金警惕生命可能受到威脅。
希臘傳媒援引洩露的官方檔案報道，希臘不會與俄羅斯簽署維護希臘軍方中俄製防空系統的新合同，而是可能透過第三方國家將防空系統提供給烏克蘭，當中包括21個9K330防空導彈系統和38個SA-8防空導彈系統。
非政府組織「拯救烏克蘭」表示，成功拯救11名被強行驅逐到俄羅斯的烏克蘭兒童，已經平安回到烏克蘭，該組織已經成功帶回161名烏克蘭兒童。
荷兰国防大臣表示，荷兰向乌方实际交付F-16战机要等到2024年。

## 8月26日
烏克蘭當局表示，截至26日上午9時，俄羅斯在過去一天一共襲擊9個州，包括第聶伯羅彼得羅夫斯克州、頓涅茨克州、哈爾科夫州、赫爾松州、尼古拉耶夫州、蘇梅州、切爾尼戈夫州、盧甘斯克州和扎波羅熱州遭到俄軍攻擊，至少造成5名平民死亡，4名平民受傷。哈爾科夫州長表示，俄羅斯軍隊襲擊哈爾科夫州主要前線地區庫皮揚斯克市一家咖啡館，至少造成2名平民死亡，1名平民受傷。第聶伯羅彼得羅夫斯克州州長表示，俄羅斯軍隊分別使用兩架無人機和重炮，先後三次襲擊第聶伯羅彼得羅夫斯克州尼科波爾和附近的馬爾哈內茨，暫時沒有傷亡報告。赫爾松州軍事管理局表示，俄羅斯炮擊赫爾松市，至少造成2名平民受傷。
烏克蘭武裝部隊總參謀部表示，自全面入侵以來，俄羅斯在烏克蘭損失260,270名士兵，過去一天俄羅斯部隊有640人傷亡，累計損失4,390輛坦克、8,539輛裝甲戰車、7,823輛汽車和油箱、5,379個火炮系統、726個多發火箭發射系統、497個防空系統、315架飛機、316架直升機、4,367架無人機和18艘船隻。烏克蘭南部一名作戰指揮官表示，軍隊已經突破俄羅斯在南部一條艱難防線，現在能夠更快地推進。烏克蘭國家安全和國防委員會官員表示，在本月23日，使用1枚烏克蘭最新研發和製造的導彈，攻擊位於克里米亞西北端奧列涅夫卡的俄羅斯S-400防空系統，成功摧毀整個系統、所有導彈和工作人員。
俄羅斯媒體報道，凌晨所有莫斯科機場暫停航班升降。莫斯科市長則表示，防空部隊在莫斯科上空擊落一架無人機。俄羅斯別爾哥羅德州長表示，烏克蘭對距離烏克蘭邊境約10公里的烏拉佐沃鎮使用集束彈，至少造成6人受傷。另外，州長表示，防空部隊擊落1架接近別爾哥羅德市的無人機，另1架烏克蘭無人機則襲擊什切諾夫卡，至少造成1名平民死亡。俄羅斯布良斯克州州長表示，防空部隊晚上在布良斯克州特魯布切夫斯克擊落1架無人機，沒有傷亡報告。
俄羅斯克里姆林宮公佈，總統普京昨日簽署法令，要求任何代表軍隊開展工作或支援莫斯科在烏克蘭「特別軍事行動」的人宣誓效忠俄羅斯，包括瓦格納集團成員，法令即時生效。
烏克蘭空軍表示，昨日2架L-39戰鬥訓練機在日託米爾地區上空相撞，3名烏克蘭飛行員死亡，其中一名為代號「果汁」的王牌飛行員。
全球港口船隻即時動態網站MarineTraffic顯示，一艘懸掛賴比瑞亞國旗的散裝船於26日上午離開敖德薩，是自俄羅斯退出黑海穀物協議以來，第二艘民用船隻從敖德薩港口，經烏方開設的走廊，離開黑海，該船正駛往保加利亞瓦爾納。
非牟利組織「戰爭研究所」表示，烏克蘭軍隊在扎波羅熱州西部取得戰術上顯著進展，成功通過最具挑戰性的俄羅斯防禦工事，並進行攻擊。

## 8月27日
烏克蘭當局表示，截至27日上午9時，俄羅斯在過去一天一共襲擊9個州，包括第聶伯羅彼得羅夫斯克州、頓涅茨克州、哈爾科夫州、赫爾松州、基輔州、蘇梅州、切爾尼戈夫州、盧甘斯克州和扎波羅熱州遭到俄軍攻擊，至少139個定居點和63個基礎設施受破壞，傷亡數字有待公布。烏克蘭空軍表示，部隊在中部和北部上空擊落4枚巡航導彈，其中在基輔州，導彈碎片損壞10棟住宅，至少造成2人受傷。 哈爾科夫州州長表示，俄羅斯部隊用多管火箭發射炮襲擊哈爾科夫州博霍杜希夫，至少造成1名平民死亡。赫爾松州州長表示，俄羅斯軍隊炮擊維裡夫卡，至少造成1名平民死亡，1名平民受傷。另外，烏克蘭總檢察長辦公室表示，俄羅斯軍隊炮擊赫爾松市，至少造成1名平民死亡，1名平民受傷。第聶伯羅彼得羅夫斯克州州長表示，俄羅斯軍隊先後兩次炮擊第聶伯羅彼得羅夫斯克州邁里夫斯克，襲擊沒有造成人員傷亡。
烏克蘭武裝部隊總參謀部表示，自全面入侵以來，俄羅斯在烏克蘭損失260,820名士兵，過去一天俄羅斯部隊有550人傷亡，累計損失4,396輛坦克、8,554輛裝甲戰車、7,823輛汽車和油箱、5,403個火炮系統、728個多發火箭發射系統、498個防空系統、315架飛機、316架直升機、4,378架無人機和18艘船隻。烏克蘭東部部隊發言人表示，俄羅斯已經將超過10萬軍隊集中部署在哈爾科夫州和盧甘斯克州的庫皮揚斯克至萊曼戰線，有關部隊大大加強對烏克蘭陣地的炮擊和攻擊速度，其中有45,000名士兵專門攻擊庫皮揚斯克，48,000名士兵攻擊萊曼。烏克蘭國家安全局表示，午夜至凌晨期間對俄羅斯庫爾斯克地區的一個機場發射16架無人機，摧毀4架蘇-30、1架米格-29、1個S-300防空系統和2個鎧甲-S1導彈防空系統。
俄罗斯国防部表示，凌晨俄军利用高精度武器对位于乌克兰基辅州的军用机场进行打击，俄军的防空系统則击落2架乌军苏-25战机，拦截9枚海马斯火箭弹，击落30架无人机。俄羅斯庫爾斯克州州長表示，1架烏克蘭無人機攻擊俄羅斯庫爾斯克市，破壞一棟住宅樓，沒有人受傷。
俄羅斯國家通訊社「國際新聞通訊社」報道，俄羅斯調查委員會在進行DNA測試後，正式確認23日墜機事件中的兩具遺體，屬於僱傭兵組織瓦格納集團領袖普里戈任和指揮官烏特金。
英國國防部表示，烏克蘭海軍和俄羅斯空軍在黑海具有戰略重要意義的天然氣和石油開採平臺附近發生小規模衝突，該平臺在2014年俄羅斯吞併克里米亞半島後，俄羅斯控制平臺擁有公司「克里米亞石油天然氣公司」，因此平臺現時由俄羅斯控制。英國國防部表示，上星期1架俄羅斯戰鬥機向該平臺附近活動的一艘烏克蘭小型海軍快艇開火。
烏克蘭總統澤連斯基表示，已經向議會提交草案，將實施戒嚴令期間的腐敗行為定義為叛國。此外，澤連斯基回應美國國會議員的公開呼籲時表示，烏克蘭可以在戰時舉行總統大選，但依照烏克蘭法律，戒嚴時期不能舉辦選舉，因此需要烏克蘭國會議員的同意，而且所有選民都能投票，包括因戰爭而移居國外的數百萬名公民，以及在前線作戰的官兵，加上在和平時期，舉辦一場全國性選舉的支出約為1.3億美元，雖然不清楚戰時舉辦選舉需要多少經費，但絕對不會從軍事經費中，撥錢舉辦選舉，更需要盟友援助舉辦。另外，澤連斯基接受訪問時表示，若戰場轉移到俄羅斯領土，烏克蘭可能會失去一些「大國」的軍事支援，亦表示，如果不损失人员，乌克兰准备长期战斗，並透露會在下周举行最高统帅部会议上，作出加强乌克兰军队的决定。
烏克蘭頓涅茨克州州長表示，頓涅茨克州仍有89名兒童，因各種原因居住在前線定居點，正在努力在未來幾周內疏散兒童。烏克蘭國家抵抗中心表示，生活在俄佔克里米亞的居民對於俄羅斯軍方強迫他們入伍的行為，越來越不滿。

## 8月28日

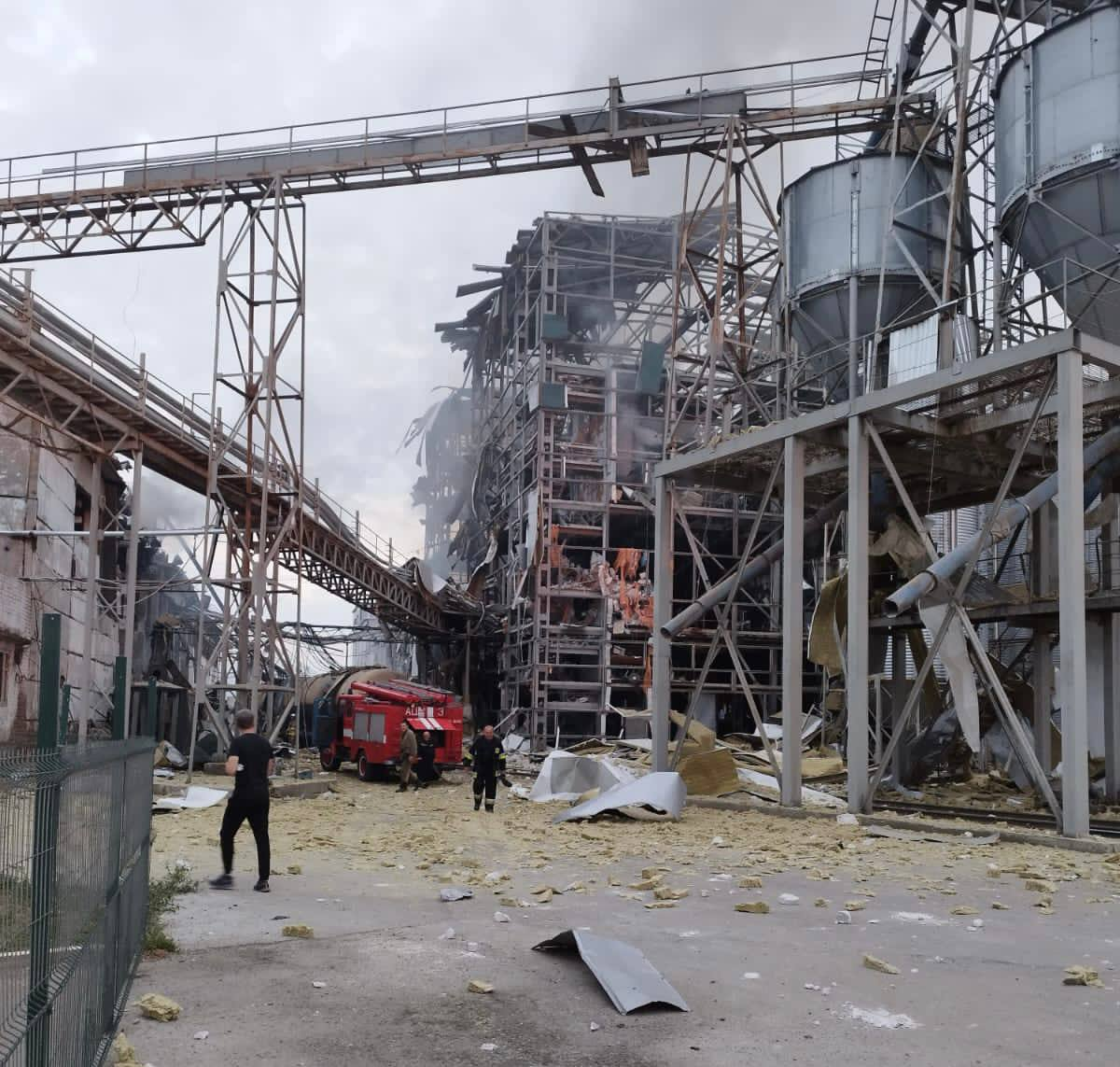
俄羅斯襲擊烏克蘭波爾塔瓦州霍霍萊韋後

烏克蘭當局表示，截至28日上午9時，俄羅斯在過去一天一共襲擊9個州，包括第聶伯羅彼得羅夫斯克州、頓涅茨克州、哈爾科夫州、赫爾松州、尼古拉耶夫州、蘇梅州、切爾尼戈夫州、盧甘斯克州和扎波羅熱州遭到俄軍攻擊，至少造成2名平民死亡，3名平民受傷。烏克蘭空軍表示，俄羅斯午夜至凌晨期間向烏克蘭發射4枚口徑巡航導彈和兩枚Kh-59巡弋導彈，擊落2枚口徑巡航導彈和全部Kh-59巡弋導彈。烏克蘭波爾塔瓦州州長表示，俄羅斯襲擊波爾塔瓦州霍霍萊韋，至少造成3名平民死亡，5名平民受傷。第聶伯羅彼得羅夫斯克州州長表示，俄羅斯襲擊第聶伯羅彼得羅夫斯克州克里維里赫，沒有人員傷亡。另外，州長表示，俄羅斯炮擊馬爾哈內茨和向尼科波爾發射1架無人機，至少造成4名平民受傷。赫爾松州州長表示，俄羅斯軍隊襲擊烏克蘭南部赫爾松州薩多夫，至少造成1名平民死亡，1名平民受傷。頓涅茨克州檢察官辦公室表示，俄羅斯軍隊對頓涅茨克州對託列茨克發動襲擊，並使用集束彈藥，至少造成1名平民死亡，3名平民受傷。
烏克蘭武裝部隊總參謀部表示，自全面入侵以來，俄羅斯在烏克蘭損失261,310名士兵，過去一天俄羅斯部隊有490人傷亡，累計損失4,400輛坦克、8,562輛裝甲戰車、7,866輛汽車和油箱、5,425個火炮系統、730個多發火箭發射系統、499個防空系統、315架飛機、316架直升機、4,383架無人機和18艘船隻。烏克蘭副國防部長表示，烏克蘭軍隊已經解放扎波羅熱州羅博蒂內，並向羅博蒂內東南方向移動，正在向附近的新普羅科皮夫卡和奧切列圖瓦捷推進。乌克兰国防部表示，在过去一周内夺回巴赫穆特南部一平方公里的领土。
俄羅斯國防部表示，防空部隊在布良斯克州上空擊落2架烏克蘭無人機，沒有造成人員傷亡，在克里米亞半島上空擊落2架無人機和1枚巡航導彈，其中無人機分別在克里米亞北部和西部被擊落，沒有造成人員傷亡，在別爾哥羅德州上空擊落2架無人機。俄羅斯莫斯科市長表示，防空部隊凌晨在莫斯科上空擊落1架烏克蘭無人機，沒有造成人員傷亡。
俄羅斯國防部表示，軍隊擊退基輔部隊在羅博蒂內和韋爾博韋附近的襲擊。
英國國防部表示，由於缺乏可用的部隊和裝備，俄羅斯「極有可能」取消今年的「西方2023」軍事演習。
非牟利組織「戰爭研究所」表示，俄羅斯現在缺乏「精英」步兵部隊在烏克蘭進行大規模進攻，一直在烏克蘭反攻部隊中，部署精銳空降部隊，可能會削弱俄羅斯維持複雜防禦的能力，亦幾乎可以肯定，缺乏步兵破壞俄羅斯恢復大規模進攻行動的任何意圖。
烏克蘭國家安全局表示，拘留一名赫爾松居民，涉嫌為俄羅斯情報部門工作，追蹤烏克蘭軍隊的部署，試圖確認士兵大致數量並識別軍事裝備，曾向俄羅斯特種部隊傳送收集到的資訊，使俄羅斯能夠定期攻擊赫爾松。烏克蘭軍事情報局發言人接受訪問時表示，現時俄羅斯的武器庫中，至少有585枚射程超過500公里的導彈，但不包括較舊型號的Kh-22導彈，其中俄羅斯擁有約270枚伊斯坎德彈道導彈和巡航導彈、140枚口徑巡航導彈、約100枚Kh-55導彈及其變體，以及約75枚匕首高超音速彈道導彈。
烏克蘭負責臨時被占領土重返社會事務的副總理表示，烏克蘭將強制疏散扎波羅熱州兩個前線地區瓦西利夫卡和波洛希的兒童。烏克蘭哈爾科夫州州長表示，自8月9日以來，已在庫皮揚斯克前線地區撤離1433人，包括343名兒童，以逃避不斷的炮擊。
烏克蘭國防部長表示，烏克蘭已設法大幅增加國內武器生產，更預告將有新成員加入烏克蘭軍火市場。另外，國防部長在記者會上，再度駁斥關於國防部以高價購買夏季夾克而非冬季夾克的報道。
俄羅斯聯邦安全局表示，拘留一名符拉迪沃斯托克居民，曾在美國駐符拉迪沃斯托克總領事館工作，涉嫌為美國情報部門工作，從事間諜活動，在2024年總統選舉前收集俄羅斯入侵烏克蘭、動員和抗議活動的資訊。
波蘭、立陶宛、拉脫維亞和愛沙尼亞內政部長召開會議後舉行聯合記者會，四國要求白俄羅斯立即下令瓦格納集團離開白俄羅斯領土，更表示，一旦發生涉及瓦格納僱傭兵的「嚴重事件」，波蘭和波羅的海國家將全面關閉與白俄羅斯的邊界。另外，白俄羅斯反對派領袖表示，白俄羅斯內政部在一個月前開始向瓦格納集團成員發放白俄羅斯護照，令僱傭兵能夠更輕易進入歐盟成員國。
聯合國人權事務高階專員辦事處表示，自全面入侵開始以來，烏克蘭至少有9511名平民死亡，17,206名平民受傷，其中，7396名平民在烏控領土死亡，一半以上在頓涅茨克州和盧甘斯克州，另有3176人在烏克蘭其他地區被殺害，俄佔地區則有2115名平民被殺害，真實數字可能更高。

## 8月29日
烏克蘭當局表示，截至29日上午9時，俄羅斯在過去一天一共襲擊10個州，包括第聶伯羅彼得羅夫斯克州、頓涅茨克州、哈爾科夫州、赫爾松州、尼古拉耶夫州、波爾塔瓦州、蘇梅州、切爾尼戈夫州、盧甘斯克州和扎波羅熱州遭到俄軍攻擊，至少造成6名平民死亡，11名平民受傷。烏克蘭哈爾科夫州州長表示，俄羅斯軍隊炮擊哈爾科夫州庫皮揚斯克，至少造成1名平民死亡。烏克蘭赫爾松州政府表示，赫爾松州新佩特里夫卡和薩多夫，分別有農民誤觸俄羅斯地雷引致爆炸，合共造成3名農民死亡。另外，俄羅斯炮擊赫爾松州奧廖夫卡，至少造成1名平民受傷 
烏克蘭武裝部隊總參謀部表示，自全面入侵以來，俄羅斯在烏克蘭損失261,840名士兵，過去一天俄羅斯部隊有530人傷亡，累計損失4,414輛坦克、8,579輛裝甲戰車、7,909輛汽車和油箱、5,450個火炮系統、733個多發火箭發射系統、500個防空系統、315架飛機、316架直升機、4,387架無人機和18艘船隻。總參謀部表示，正在向最近解放的羅博季涅東南方向的韋爾博韋推進，並取得進展，部隊正在鞏固陣地。烏克蘭南部軍區表示，烏克蘭襲擊俄佔赫爾松扎利兹内港，摧毀俄羅斯的雷達系統和電子干擾裝置。
俄羅斯國防部表示，防空部隊在圖拉州上空擊落2架烏克蘭無人機，在別爾哥羅德州上空擊落2架烏克蘭無人機，均沒有造成人員傷亡。另外，國防部表示，一架俄羅斯戰機在黑海上空擊落一架烏克蘭無人機。俄羅斯聯邦安全局表示，1架米-8直升機在車裡雅賓斯克地區墜毀，造成三名機組人員死亡。
美國纽约时报援引美国官员的话報道，自2022年入侵开始以来，50万乌克兰军队中已有7万人阵亡，12万人受伤，俄罗斯的总体伤亡人数更高，约有12万人死亡。
烏克蘭臨時被占領土重返社會事務部表示，在失蹤人員專員辦公室、烏克蘭執法部門和國際組織的聯合行動下，成功在俄佔地區找回84名陣亡的烏克蘭士兵屍體。乌克兰政府以戰事升级和會遭到俄罗斯攻擊为由，下令儿童、其父母或监护人以及残疾人從扎波羅熱州胡利亞伊波萊、葉霍里夫卡、普列奥布拉任卡、斯泰普诺希尔斯克和新巴甫利夫卡撤離。
烏克蘭總統常駐克里米亞自治共和國代表表示，莫斯科正在準備在俄佔克里米亞進行新一輪動員。烏克蘭國家安全局表示，在曾被俄羅斯佔領的赫爾松州地區發現俄軍使用酷刑，殺害2名烏克蘭平民的證據。另外，國家安全局表示，拘捕一名軍事醫療委員會官員，涉嫌收受賄賂，協助50多人逃避徵兵。
烏克蘭外交部長庫列巴與北約秘書長斯托爾滕貝格通電話，討論烏克蘭加入北約的下一步措施，以及烏克蘭新版年度國家計劃和烏克蘭-北約理事會的全面推行。
聯合國兒童基金會呼籲，關注烏克蘭兒童在9月1日新學年開始的同時面臨第四年網上課堂的情況，烏克蘭的面授課堂先因新冠肺炎疫情而中斷，然後因俄羅斯發起入侵，學校關閉，加上俄羅斯襲擊的威脅，令大部分學校沒有重新開放，現時三分之一的烏克蘭學童正由學校授課（包括線上和線下），三分之一的學童自學，另外三分之一的學童以混合方式學習。
德國傳體《明鏡》報道，德國調查人員正調查一家銷售用於生產俄羅斯海鷹-10無人機的電子元件的公司，調查該公司一名男子，涉嫌向俄羅斯出售海鷹-10無人機的部件，總價值估計約為81.1萬美元。
美國國務院宣佈，對烏克蘭提供新一批軍事援助，包括AIM-9響尾蛇導彈、海馬斯多管火箭系統彈藥、FGM-148標槍導彈和其他援助，總值為2.5億美元。自俄羅斯全面入侵以來，美国已向乌克兰提供超过430亿美元军援。
非牟利組織「戰爭研究所」表示，俄羅斯國防部改變其匯報系統，以限制關於俄羅斯聲稱的「特別軍事行動」資訊，更試圖審查前線的投訴和進展報告，國防部每日發報的報告在某些方面與俄羅斯前線部隊發送的訊息不同。

## 8月30日

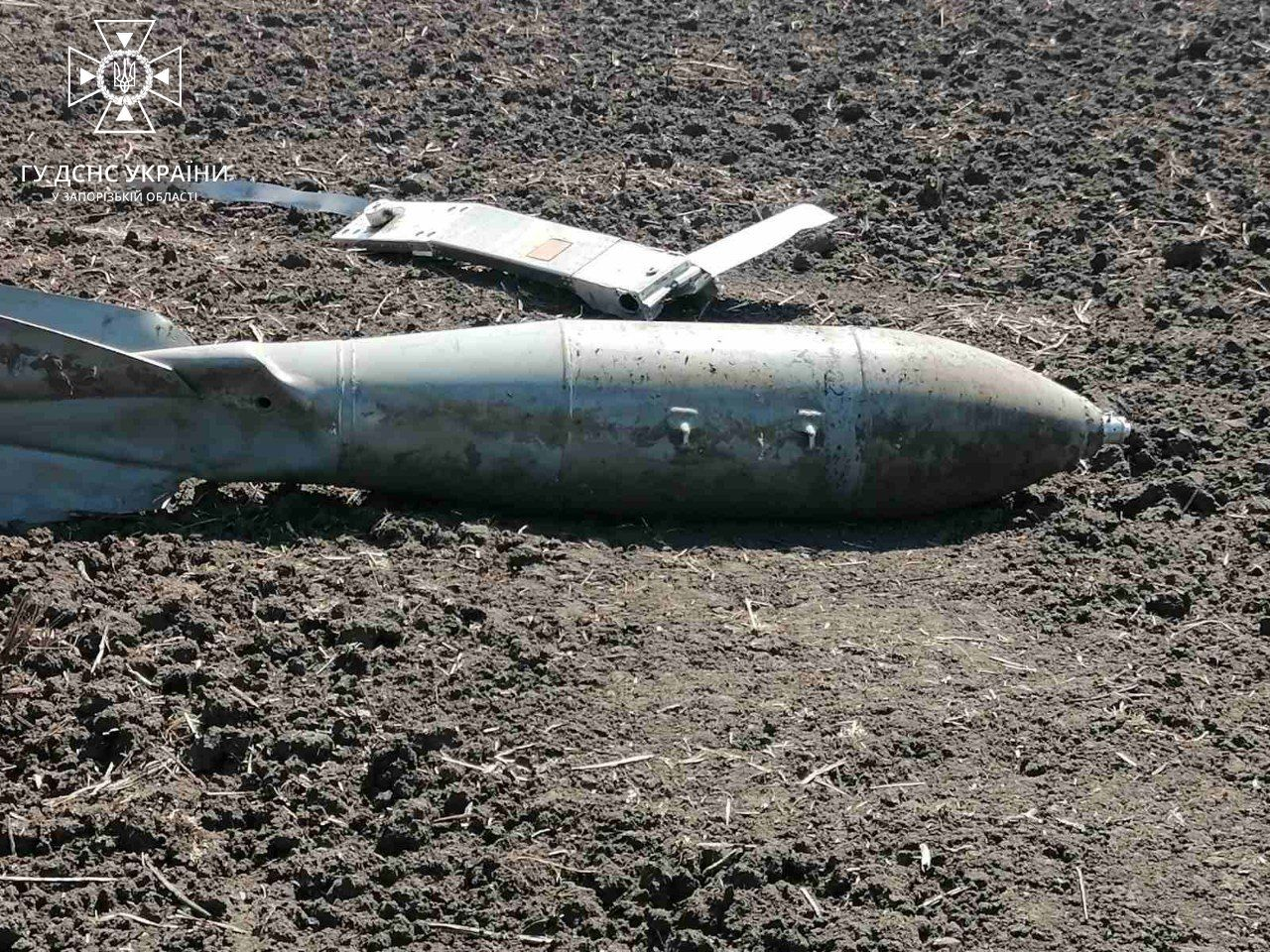
烏克蘭國家緊急服務部門在扎波羅熱州發現一枚KAB-500啞彈

烏克蘭當局表示，截至30日上午9時，俄羅斯在過去一天一共襲擊10個州，包括第聶伯羅彼得羅夫斯克州、頓涅茨克州、哈爾科夫州、赫爾松州、基輔州、日托米爾州、蘇梅州、切爾尼戈夫州、盧甘斯克州和扎波羅熱州遭到俄軍攻擊，至少造成7名平民死亡，19名平民受傷，148個定居點和93個基礎設施受破壞。烏克蘭基輔市軍事管理局官員表示，俄羅斯凌晨對基輔發動近期最大規模的無人機和導彈襲擊，擊落20多枚導彈和無人機，至少造成2名平民死亡，6名平民受傷。烏克蘭日託米爾州官員表示，俄羅斯無人機襲擊日託米爾州中部地區的基礎設施。烏克蘭武裝部隊總司令表示，俄羅斯向烏克蘭各地發射28枚導彈和16架無人機，防空部隊擊落全部28枚導彈和15架無人機。頓涅茨克州檢察官辦公室表示，俄羅斯部隊午夜至凌晨期間，發射導彈襲擊頓涅茨克州沃爾諾瓦卡，至少造成2名平民死亡，7名平民受傷。蘇梅州檢察官辦公室表示，俄羅斯軍隊炮擊蘇梅州斯瓦爾科夫，至少造成1名平民死亡。
烏克蘭武裝部隊總參謀部表示，自全面入侵以來，俄羅斯在烏克蘭損失262,410名士兵，過去一天俄羅斯部隊有570人傷亡，累計損失4,414輛坦克、8,596輛裝甲戰車、7,953輛汽車和油箱、5,476個火炮系統、733個多發火箭發射系統、500個防空系統、315架飛機、316架直升機、4,395架無人機和18艘船隻。總參謀部表示，烏克蘭軍隊繼續向最近被解放的扎波羅熱州羅博季涅以南約四公里的新普羅科皮夫卡和以東10公里的韋爾博韋推進。烏克蘭軍事情報局發言人證實，烏克蘭對俄羅斯城市普斯科夫一個軍用機場發動襲擊，摧毀4架伊留申-76大型運輸機，另外2架飛機因此受損。
俄羅斯媒體報道，午夜至凌晨之間，烏克蘭對俄羅斯本土和克里米亞發動最大規模的無人機襲擊。其中，俄羅斯普斯科夫州州長和俄羅斯官方傳媒表示，俄羅斯普斯科夫州一個軍用機場遭到無人機襲擊，4架伊留申-76大型運輸機受損。俄羅斯國家通訊社塔斯社報道，莫斯科和圖拉州領空關閉，防空部隊在布良斯克州上空擊落3架無人機，在奧裡奧爾州上空擊落1架無人機。莫斯科市長表示，在對俄羅斯西部地區的「大規模」襲擊中，防空系統在莫斯科上空擊落1架無人機。俄羅斯國防部表示，在莫斯科、普斯科夫州、布良斯克州、奧裡奧爾州、卡盧加州和梁贊州上空擊落多架無人機，另外在黑海和蛇島附近，合共摧毀6艘烏克蘭軍用快艇，可用於登陸特種作戰部隊。國防部表示，晚上防空部隊在布良斯克州上空擊落2架無人機，並在克里米亞上空擊落1枚導彈。俄佔塞瓦斯托波爾官員表示，烏克蘭使用無人艇對塞瓦斯托波爾發動襲擊，但行動失敗。 
烏克蘭總統澤連斯基表示，鑑於烏克蘭軍事醫療委員會的腐敗問題，當局將審查自全面入侵開始以來，作出的豁免兵役決定。另外，烏克蘭總統顧問表示，俄羅斯對基輔發動的大規模襲擊，無疑是對平民的蓄意攻擊，為俄羅斯本身日益增長的事故和前線的失敗進行報復。
俄羅斯克里姆林宮發言人表示，總統普京已經知悉烏克蘭發動「大規模」襲擊，正研究無人機的發射地點，以防止進一步的襲擊。
烏克蘭外長庫列巴訪問法國，並與法國總統馬克龍和外長科隆納會面，談及進一步軍事支援，擴大和平計畫聯盟和向非洲及其他國家出口糧食，其中科隆納重申，法國對基輔的支援，直言只要需要挫敗俄羅斯的侵略，支援就會繼續並加強。
俄羅斯莫斯科軍事法庭判處一名烏克蘭公民監禁12年，俄羅斯方面聲稱，該名烏克蘭公民是烏克蘭國家安全局成員，涉嫌計劃在俄羅斯布良斯克州運輸或工業基礎設施引爆爆炸裝置。
烏克蘭傳媒引述軍方消息報道，2架正在向頓涅茨克州巴赫穆特方向執行軍事任務Mi-8軍用直升機，在不明情況下，在克拉馬託斯克墜毀，全部6名烏克蘭飛行員死亡。
俄羅斯獨立新聞機構Verstka報道，自俄羅斯發動所謂「特別軍事行動」以來，俄羅斯空軍基地至少遭受9次襲擊，導致至少24架軍用飛機在俄羅斯、白俄羅斯和克里米亞損壞或摧毀。
德國政府表示，已將新一批軍事援助計劃中的10輛豹1A5坦克、1個TRML-4D空中監視雷達、16架VECTOR偵察無人機、4輛重型運輸卡車、1300萬發彈藥和1家野戰醫院，移交烏克蘭。
美國方面表示朝鮮已與俄羅斯簽署雙邊協議，朝鮮將向俄羅斯提供火炮彈藥。

## 8月31日
烏克蘭當局表示，截至31日上午9時，俄羅斯在過去一天一共襲擊8個州，包括第聶伯羅彼得羅夫斯克州、頓涅茨克州、哈爾科夫州、赫爾松州、蘇梅州、切爾尼戈夫州、盧甘斯克州和扎波羅熱州遭到俄軍攻擊，至少164個定居點和93個基礎設施受破壞。烏克蘭赫爾松州政府表示，赫爾松州新卡米安卡1名農民誤觸俄羅斯地雷引致爆炸死亡。頓涅茨克州州長，俄羅斯襲擊頓涅茨克州斯洛維安斯克附近的米爾涅，至少造成1名平民死亡，1名平民受傷。哈爾科夫州州長表示，俄羅斯軍隊發射導彈襲擊庫皮揚斯克，亦炮擊利潘卡，合共至少造成2名平民受傷。赫爾松州長表示，赫爾松州發生61起襲擊事件，其中，赫爾松市遭到炮擊 14次，至少造成1名平民死亡，1名平民受傷。扎波羅熱州長表示，俄羅斯襲擊奧里希夫和胡利亞伊波萊，合共至少造成3名平民受傷。
烏克蘭武裝部隊總參謀部表示，自全面入侵以來，俄羅斯在烏克蘭損失263,020名士兵，過去一天俄羅斯部隊有610人傷亡，累計損失4,436輛坦克、8,604輛裝甲戰車、7,976輛汽車和油箱、5,507個火炮系統、734個多發火箭發射系統、500個防空系統、315架飛機、316架直升機、4,417架無人機和18艘船隻。烏克蘭副國防部長表示，烏克蘭軍隊成功在南部和東部取得新進展，特別在扎波羅熱州的新達尼利夫卡和新普羅科皮夫卡，部隊亦在頓涅茨克州巴赫穆特以南繼續進攻，頓涅茨克州克利希伊夫卡、庫爾久米夫卡和安德里伊夫卡等城鎮的激烈戰鬥仍在持續，東部萊曼前線亦正進行激烈戰鬥，俄羅斯軍隊曾試圖在盧甘斯克州新埃戈里夫卡和比洛戈里夫卡附近推進。烏克蘭軍事情報局表示，在30日襲擊俄羅斯普斯科夫軍事機場的無人機是從俄羅斯境內發射，但拒絕具體說明使用多少架無人機，以及是否由特工或俄羅斯人發射。
俄羅斯莫斯科市長表示，防空部隊在莫斯科東南部沃斯克列先斯基上空，擊落1架正飛往莫斯科的無人機，沒有造成傷亡或損失。俄羅斯布良斯克州州長表示，白天在布良斯克市上空擊落3架無人機，晚上在俄羅斯布良斯克地區上空擊落1架無人機，均沒有造成傷亡或損失。俄羅斯普斯科夫州州長表示，在普斯科夫州上空發現一個身份不明的飛行物體，防空部隊正試圖擊落有關物體。
俄羅斯聯邦安全局表示，一隊烏克蘭破壞組織越過邊境進入布良斯克州時，遭俄軍清除，2人死亡，5人被俘。俄佔顿涅茨克和俄佔扎波罗热當局宣布，提前開始地方選舉投票，選出州長、地方議會和市議會。
英國國防部表示，單單在8月俄羅斯就遭受25次無人機襲擊，大部分無人機擊中目標，意味著俄羅斯防空系統難以探測和擊落無人機，使俄軍正重新計劃如何應對此類襲擊。
烏克蘭總統澤連斯基表示，烏克蘭成功研發、生產和使用新款遠端武器，攻擊700公里外的目標。另外，澤倫斯基接受訪問時表示，基輔已與盟國就向烏克蘭供應50-60架F-16戰鬥機達成一致，但烏克蘭需要大約160架F-16戰鬥機，才能擁有一支強大的空軍，阻止俄羅斯控制領空。烏克蘭戰略工業部表示，英國最大軍火公司「英國航太系統」已與國內製造商合作在烏克蘭開設辦事處，以啟動武器生產，將在烏克蘭生產包括L-119輕型火炮。
烏克蘭外交部長庫列巴到訪西班牙，與西班牙外長會面，兩人討論開啟烏克蘭加入歐盟的談判，並擴大西班牙對烏克蘭的軍事援助，庫列巴亦出席在西班牙舉行的歐盟外交部長非正式會議。
烏克蘭總檢察長辦公室保護兒童利益和打擊暴力部部長表示，在曾被俄軍佔領約一個月的切爾尼戈夫州亞吉德涅，發現俄軍虐待75名兒童的證據，並且已就俄羅斯對烏克蘭兒童犯下的罪行，提出3200多宗刑事訴訟。烏克蘭國家安全局表示，已經完成調查俄羅斯東部軍區第36聯合軍高級中尉兼指揮官，在基輔州命令下屬槍殺疏散平民家庭事件。
烏克蘭副教育部長表示，9月1日是自俄羅斯全面入侵烏克蘭以來，第一次恢復正式開學日，全國約有34萬名兒童升讀小學一年級，較去年增加4.6%，這是烏克蘭兒童的第一年正式入學，但由於俄羅斯摧毀或損壞數千所學校，仍然有200多萬學生未能正常上學，政府已撥款約4000萬美元在學校提供防空洞，已76%的教育機構設有。
烏克蘭傳媒援引政府外部消息報道，因應國防部出現多宗與採購軍用物品有關的醜聞，烏克蘭政府內部正考慮解僱國防部部長列茲尼科夫。
美國國防部宣佈，與美國大型國防工業承包商「雷神公司」簽訂購買AIM-120先進中程空對空飛彈合同，有關飛彈將提供烏克蘭。另外，美國政情網站「Politico」援引美國國防部消息人士報道，美國早前承諾向烏克蘭提供的31輛M1艾布蘭主力坦克中的10輛將於9月中旬抵達烏克蘭。
非牟利組織「戰爭研究所」表示，烏克蘭軍隊在頓涅茨克州巴赫穆特附近和扎波羅熱州西部繼續進行反攻，並在前線兩個地區取得進展，並指出，俄佔當局繼續強行將烏克蘭兒童驅逐到俄羅斯，並將烏克蘭青年俄羅斯化，而俄羅斯軍隊繼續在巴赫穆特附近進攻，並在頓涅茨克至扎波羅熱州地區進行反擊，但行動失敗。